# Decauville

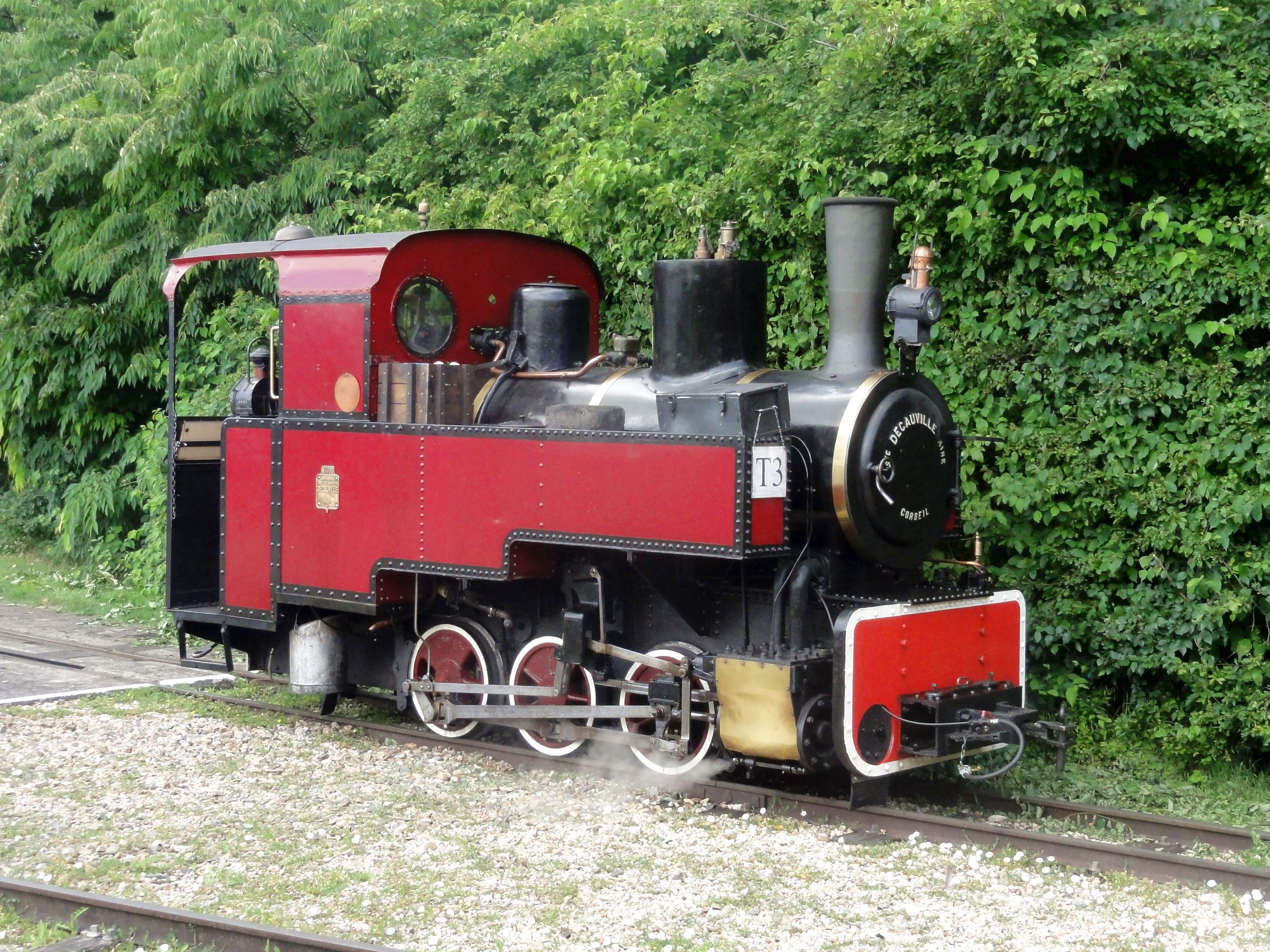
Schmalspurige Decauville-Lokomotive N° 1770 der Bauart Progrès aus dem Jahr 1920 bei der Museumsbahn Chemin de fer des Chanteraines

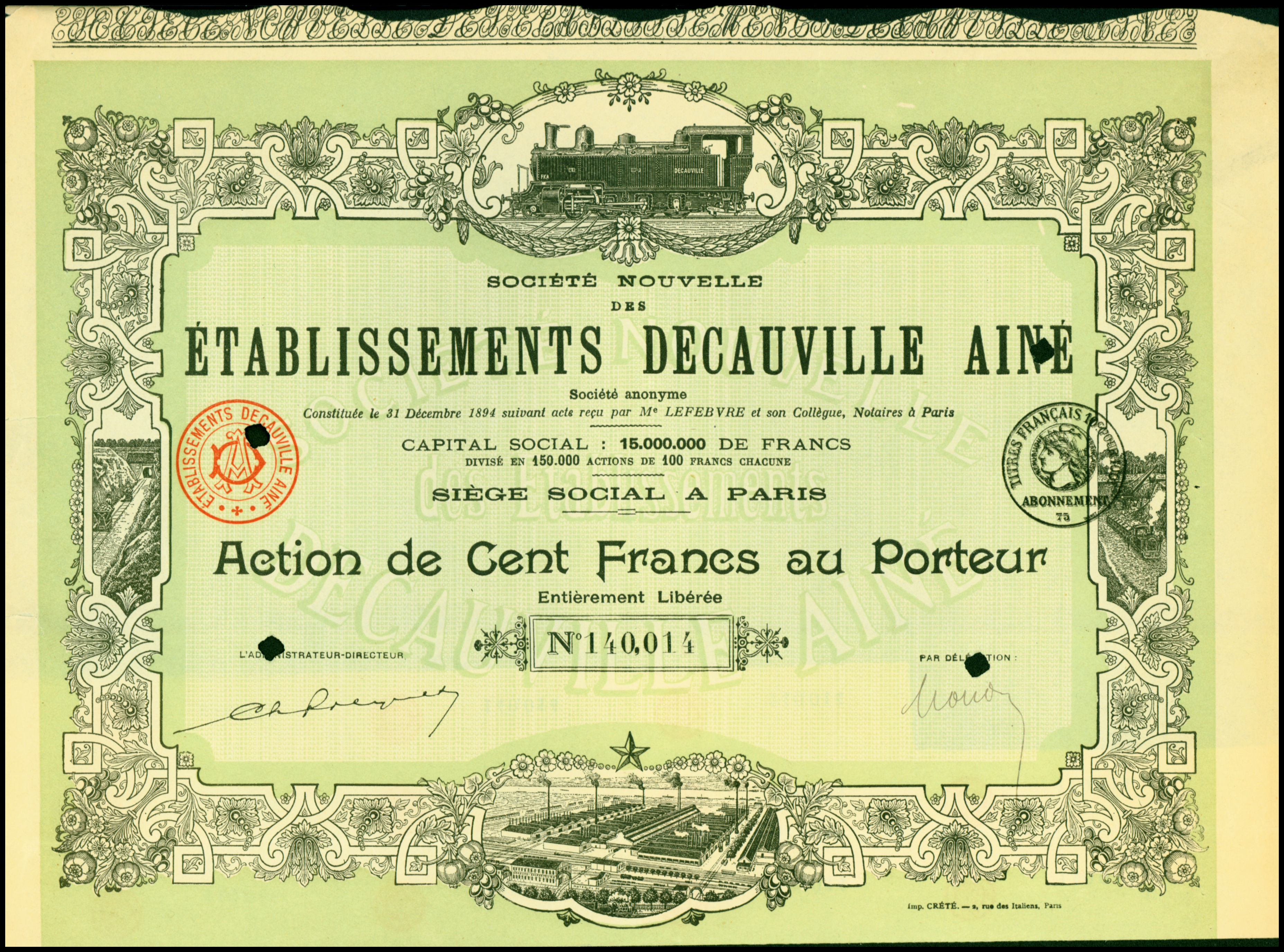
Aktie über 100 Francs der Établissements Decauville Ainé von 1894

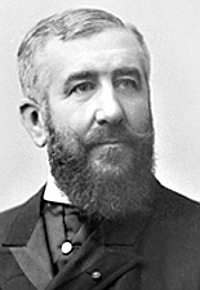
Paul Decauville

Decauville-Werk in Petit-Bourg, um 1890

Die Maschinen- und Lokomotivfabrik Decauville [dəkovil] war ein französischer Industriebetrieb in Corbeil, der durch seine Feldbahnsysteme bekannt wurde. Mittlerweile ist Decauville SAS nur noch Nutzfahrzeughändler und gehört zum Ladekranhersteller Fassi. Die Tochterfirma Société des Voitures Automobiles Decauville stellte von 1898 bis 1910/1911 auch Automobile her.

## Anfang
Die Anfänge der Firma gehen auf Armand-Louis-Victor Decauville (1821–1871) zurück, der um 1850 begann, bei Petit Bourg südlich von Paris Zuckerrüben anzupflanzen. Daraus entstand ein beachtlicher Betrieb von einigen hundert Hektar Größe, den er 1871 seinem Sohn Paul-Armand (1846–1922) übergab. Im Herbst 1875 war eine außergewöhnlich große Ernte zu erwarten, die allerdings durch heftige Regenfälle und den bevorstehenden frühen Frost bedroht wurde. Um sie rechtzeitig einzubringen, hatte Paul Decauville die Idee, zwei parallele Eisenschienen auf Flacheisen zu Fahrweg-Elementen zu montieren, die auf einfache Weise transportiert und aneinandergefügt werden konnten. Auf diesem Schmalspursystem mit zunächst 400 mm Spurweite und vorgefertigten, leicht transportablen Gleiselementen wurden Transportkarren gezogen, die sonst im aufgeweichten Boden steckengeblieben wären. Anfangs wurden Gleisjoche und folgende Produkte mit einer Spurweite von 400 mm entwickelt, die in der Patentschrift beschrieben wurden:

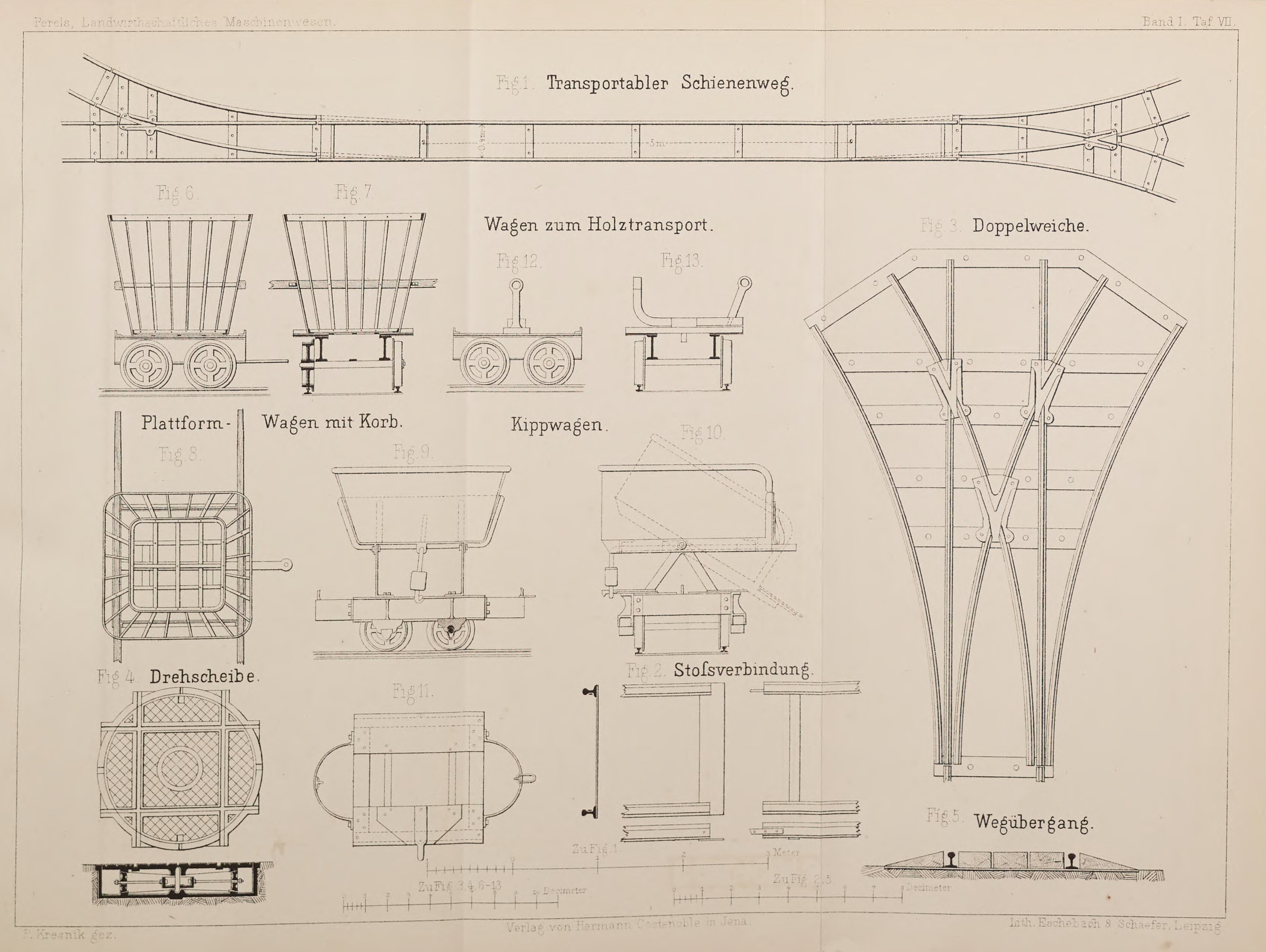
Schienenbahn und Fahrzeuge des „Transporteur Decauville“, 1877

- Vier verschiedene Arten von Weichen in unterschiedlichen Krümmungsradien für zwei symmetrisch gegabelte Gleise, für einen geraden Strang und Abzweigung entweder nach rechts oder nach links sowie Dreiwegweichen
- Drehscheiben, die aus zwei auf kleinen Laufrollen übereinander liegenden Platten bestanden, von denen die untere den Drehzapfen trug (80 kg)
- Transportable Bahnübergänge mit auf den Traversen aufgeschraubten Eichenbohlen und außerhalb der Schienen schräg geschnittenen Auffahrten aus Holz
- Der Plattformwagen, der sogenannte „Transporteur Decauville“, speziell für landwirtschaftliche Zwecke, zum Holztransport oder als Kippwagen
- Zur Anspannung von Pferden sowie zur Verbindung mehrerer Wagen dienten eiserne Zugstangen, deren Enden einerseits mit einem Auge, andererseits mit einem kräftigen Haken versehen waren.[3][4]

## Feldbahnen

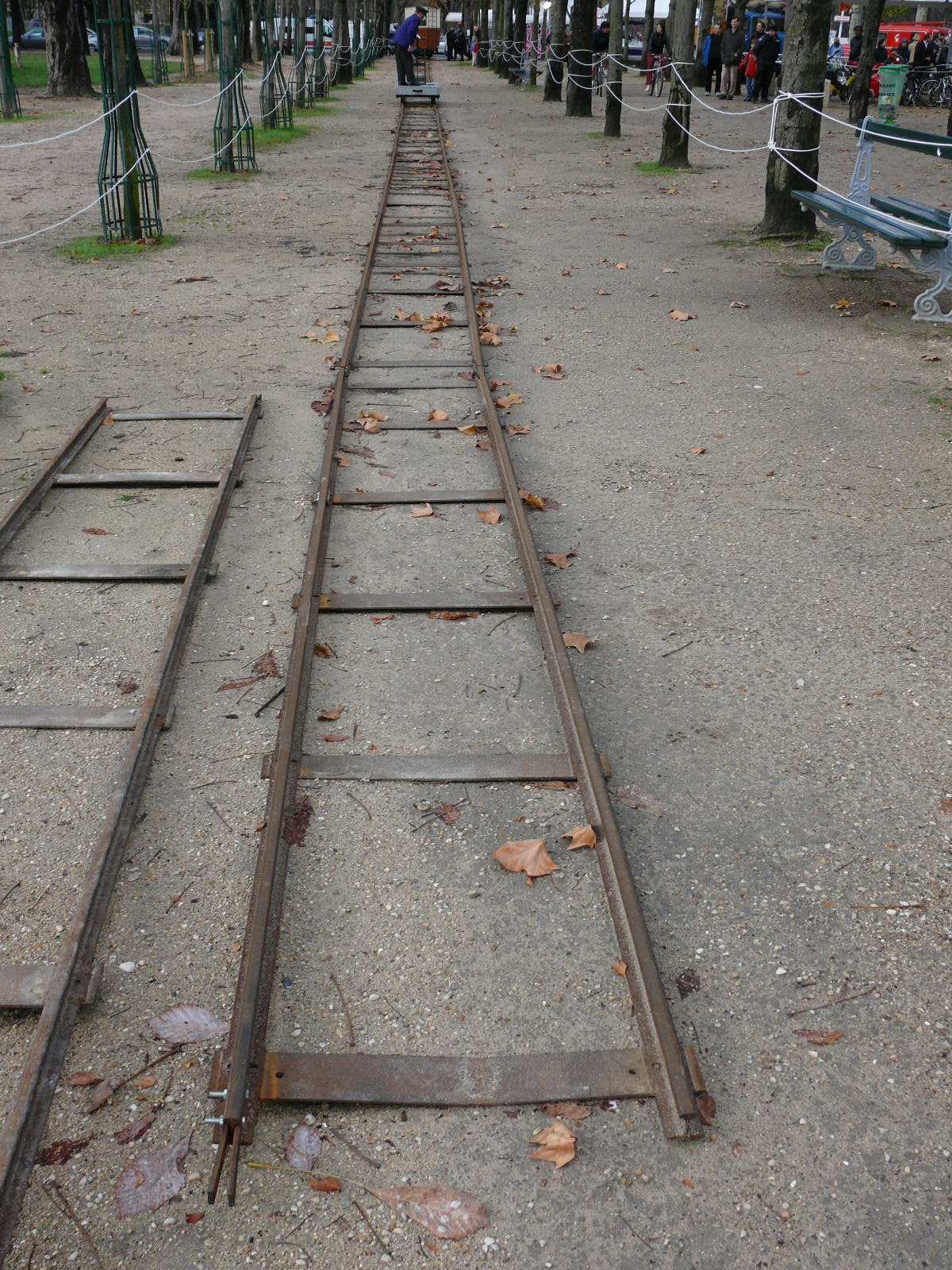
Decauville-Schienensystem

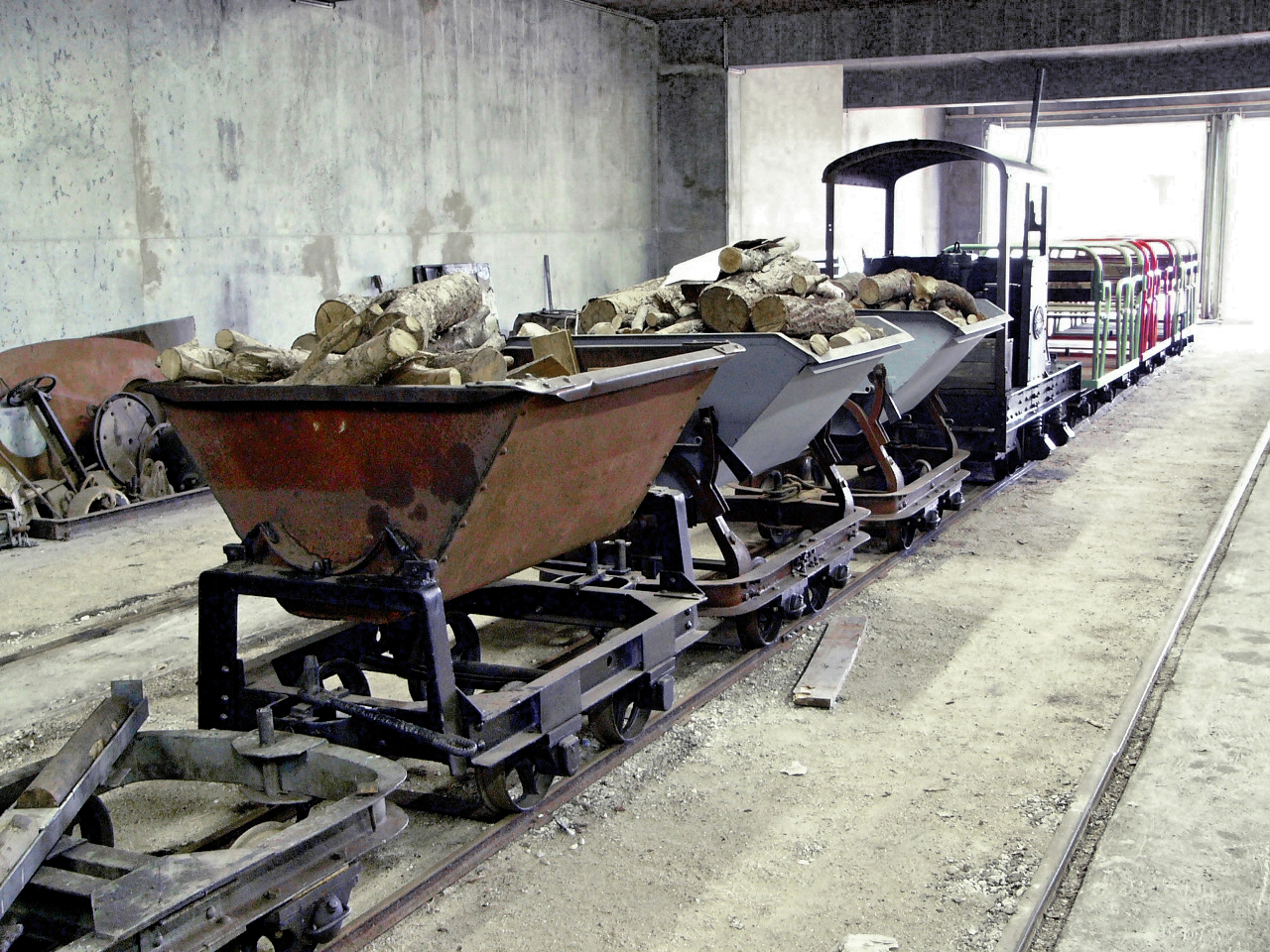
Decauville-Loren beim Chemin de fer des Chanteraines

1877 begann die industrielle Fertigung der „tragbaren Eisenbahn“, also von genieteten Gleisjochen für fliegende Gleise von Feldbahnen. Die Spurweite wuchs mit der Zeit von 400 auf 500 und 600 mm. Außerdem wurden passende Lokomotiven und Waggons entwickelt. 1880 gab Decauville bekannt, dass 3000 Bestellungen eingegangen seien und er in Corbeil (heute Corbeil-Essonnes in der Île-de-France) eine Fabrik von 80.000 m² plane.
Decauvilles Idee fand vielfache industrielle und touristische Anwendungen. Berühmt wurde unter anderem die Decauville-Bahn an der Weltausstellung Paris 1889, mit der 6 Millionen Personen transportiert wurden. Auch zur Weltausstellung Paris 1900 stellte das Unternehmen eine Ausstellungsbahn bereit. Sie verlief als elektrische Eisenbahn parallel zur „Straße der Zukunft“, einem hölzernen Fahrsteig mit einer Länge von 3,5 Kilometern.
Um 1911 ist das Unternehmen Société Nouvelle des Établissements Decauville Aîné mit einem Kapital von 5 Millionen Francs nachweisbar. In jenem Jahr kam es zur Gründung einer Interessengemeinschaft mit der Orenstein & Koppel – Arthur Koppel Aktiengesellschaft in Berlin. Das auf zwanzig Jahre geschlossene Abkommen bezweckte eine Aufteilung der Absatzgebiete. Orenstein & Koppel übernahm das belgische Decauville-Werk in Val-Saint-Lambert und überließ dafür Decauville sein Werk in Fives.
Während des Ersten Weltkriegs wurden die 600-mm-Bahnen des Systems Decauville vielfach auf Seiten der Entente (Trench Railways) militärisch angewendet. In der Nachkriegszeit wurden sie durch das Kontor für öffentliche Arbeiten, Bergbau und Industrieausrüstung vermarktet.
Die aus zollrechtlichen Gründen gegründeten italienischen Decauville-Werke in Diano Marina produzierten von 1889 bis 1895 vor allem Schmalspurbahn-Gleisjoche und Kipploren. Um Zollgebühren beim Export nach Belgien zu sparen, wurden dessen Maschinen ab 1895 in die dort neu gegründeten Decauville-Werke in Val-Saint-Lambert transferiert, das ab 1911 von der Berliner Firma Orenstein & Koppel übernommen wurde. Um 1923 hatte Decauville vier Fabriken: Neben dem Hauptwerk in Corbeil-Essonnes noch solche in Marquette-lez-Lille, Aulnay-sous-Bois und Moulins (Allier).

## Feldbahngleise

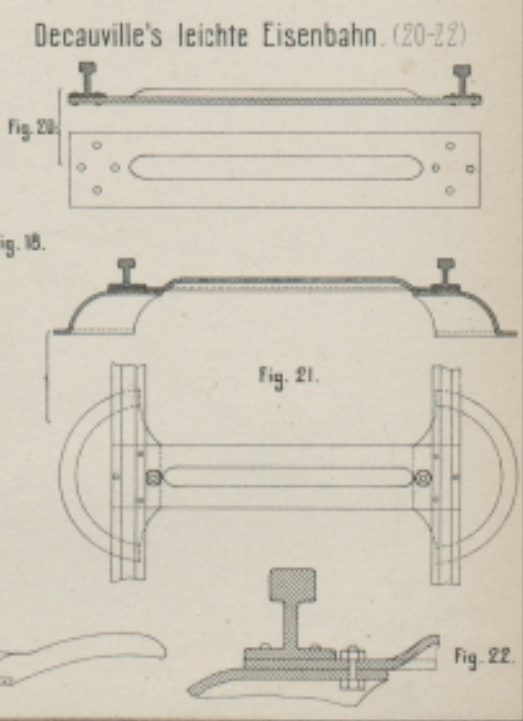
Oben die übliche Kombination von Schwelle und Schiene mit drei Nieten; Mitte und unten die zur Lastverteilung zusätzlich eingesetzten halbschalenförmigen Füße, die mit einer Schraube unter der Schwelle befestigt wurden.

Beim System Decauville bestanden Schienen und Schwellen aus Stahl und wurden mit Stahlnieten untrennbar miteinander verbunden. Die Schwellen ragten in den meisten Fällen nicht über den äußeren Rand des Schienenfußes hinaus. Dadurch blieben die Gleise leicht und beanspruchten beim Transport wenig Raum. Die Schwellen besaßen eine länglich ausgebauchte Rippe, um die Steifigkeit zu erhöhen.

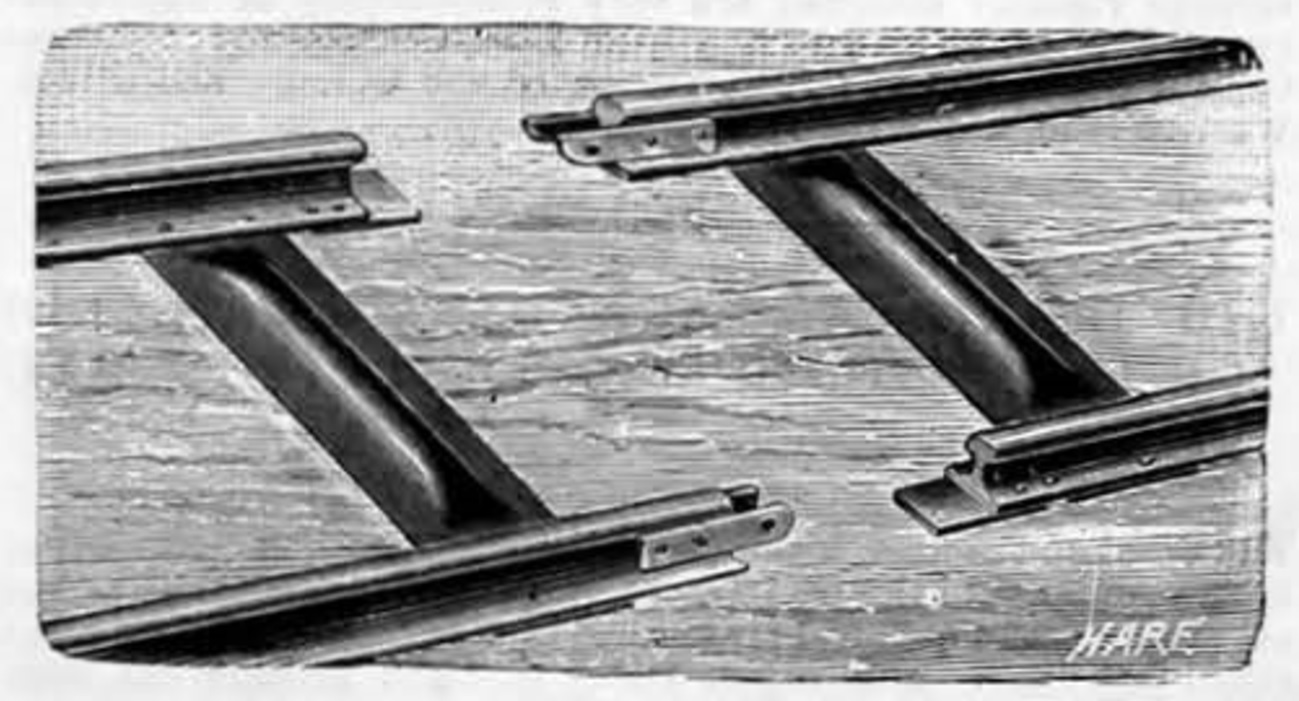
Stoßverbindung der Gleise

Die Schienen wurden untereinander durch zwei seitliche Laschen sowie eine unter dem Stoß liegende Stahlplatte verbunden. Durch Löcher in Schienen, Laschen und Platte wurden nach dem Verlegen Stifte gesteckt.
Die Bahn wurde meist ohne Schotter auf einem Feldweg oder dem Erdboden verlegt. Zur Lastverteilung auf besonders weichem Boden sowie an der Außenseite von Bögen wurden halbschalenförmige Füße verwendet, die unter die Schnittpunkte von Schwellen und Schienen geschraubt wurden.
Als Spurweite wurden je nach Einsatzfall meist 500 mm oder 600 mm gewählt. Je nach Belastbarkeit betrug das Metergewicht der einzelnen Schiene 4,5 kg, 7 kg, 9,5 kg oder 12 kg. Ein Gleisjoch von 5 m Länge wog bei einem Schienengewicht von 4,5 kg/m und einer Spurweite von 500 mm nur 50 kg, so dass es von einem Mann getragen und verlegt werden konnte.

## Regelspurige Eisenbahnfahrzeuge

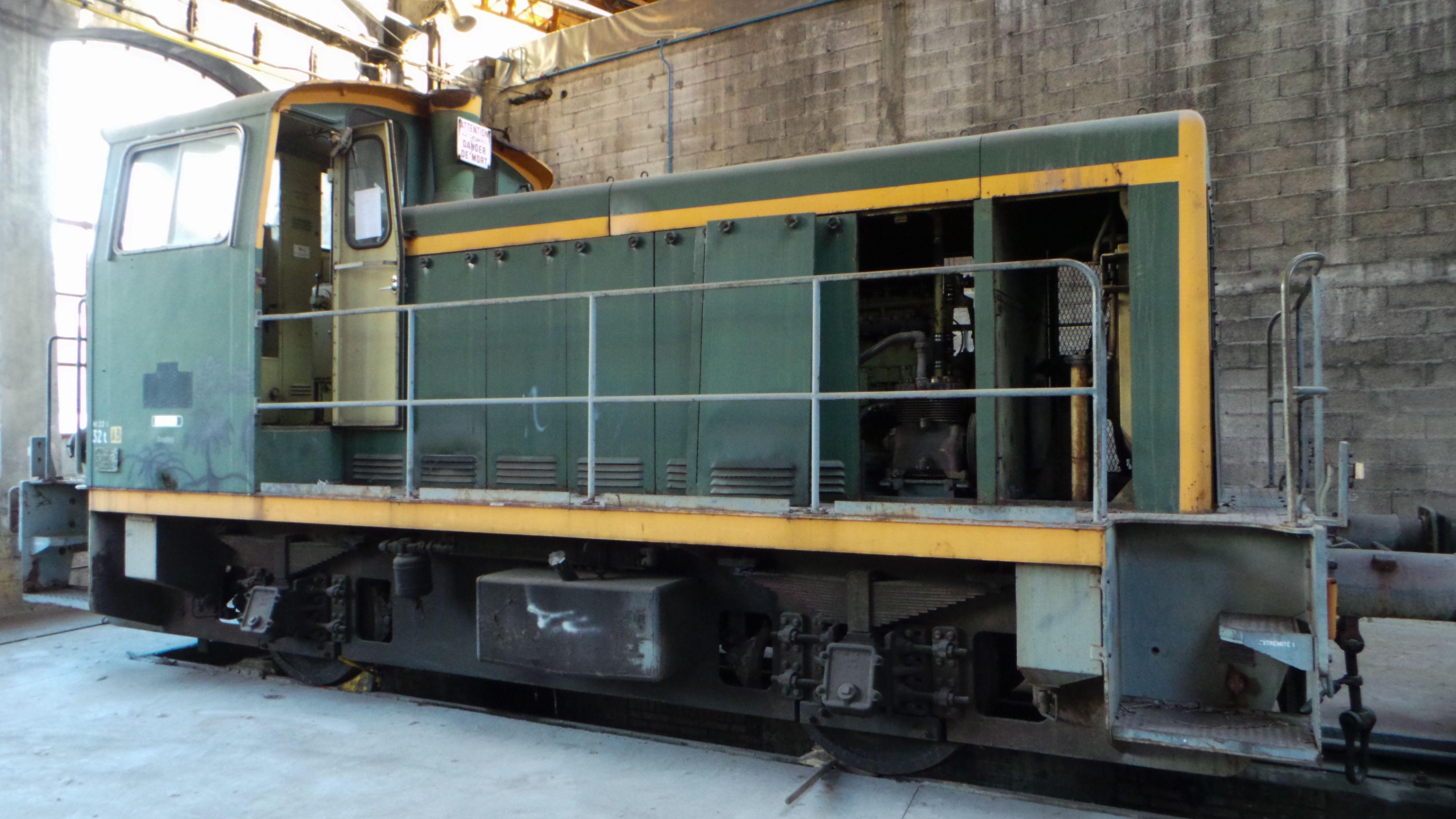
Y 7504 von Decauville im Lokomotivschuppen des Betriebswerks Chambéry

Schließlich erweiterte der Bau traditioneller Waggons die Produktpalette des Unternehmens. 1896 entstand ein erster Dampftriebwagen für die Spurweite 1435 mm (Normalspur).
1934 wurden an das Eisenbahnunternehmen Compagnie des chemins de fer du Nord zwei Dieseltriebwagen (ZZ 13 und 14) geliefert, die als XDC 1001 und 1002 von der 1938 entstandenen Staatsbahn SNCF übernommen wurden. Die 23,07 m langen Drehgestellfahrzeuge wurden 1939 abgestellt und gelangten 1945 nach Hessen. In den Jahren 1936 und 1937 baute Decauville für die Compagnie des chemins de fer de Paris à Lyon et à la Méditerranée (PLM) neun dieselelektrische Triebwagen (ZZ P 1 bis P 9), die ab 1947 bei der SNCF als Baureihe X 52000 liefen. Die 24,00 m langen und 110 km/h schnellen Fahrzeuge waren nach Umbauten, während derer sie ihre charakteristischen Motorvorbauten verloren, bis 1973 im Einsatz. Zehn ähnliche Triebwagen (Baureihe X 52100, bereits mit Motoren hinter dem Führerstand) erhielt die SNCF nach 1945. Zwei Fahrzeuge dieser Familie (ZZy 25101 und 25102) orderten 1937 die Chemins de fer de l’État (ETAT); sie hatten zwei Motoren à 150 PS und waren 130 km/h schnell. 1951 wurden sie abgestellt.
1937 beteiligte sich Decauville an der Entwicklung des „Autorail standard“. 53 dieser Einheitstriebwagen wurden bis 1939 ausgeliefert, Decauville steuerte 23 Wagenkästen bei. Ebenfalls 1937 baute das Unternehmen für die Compagnie des chemins de fer du Nord ein propellergetriebenes Fahrzeug, das 1945 zerstört und nicht wieder aufgebaut wurde. Zwischen 1950 und 1954 entstanden bei Decauville die zur Baureihe X 2400 zählenden Triebwagen X 2401 bis 2479. Daneben stellte Decauville zahlreiche Triebwagen-Beiwagen her.

1935 baute Decauville für die PLM eine erste, 7,18 m lange Kleinlokomotive mit Dieselmotor. 1949/50 folgten für die SNCF 59 Maschinen der Baureihe Y 6200, 1954 bis 1958 50 Y 6400. 1961/62 entstanden bei Decauville 80 Y 7100 und 1963 bis 1965 120 Loks der Baureihe Y 7400.

## Automobile
Paul Decauville gründete 1897 die Société des Voitures Automobiles Decauville in Corbeil-Essonnes und begann dort 1898 mit der Automobilproduktion.

## Straßenbahnen mit Benzinmotor
Im Pariser Autosalon stellte Décauville Aîné 1906 einen Straßenbahnwagen mit Benzinmotorantrieb aus, der zu diesem Zeitpunkt in Frankreich und Belgien bereits mehrfach eingesetzt wurde. In das Untergestell eines dreiachsigen Straßenbahnwagens war ein 18 PS starker Vierzylindermotor (ø100 × 105 mm) mit Kupplung und Getriebe eingebaut, dessen drei Geschwindigkeiten 6, 18 und 30 km/h betrugen. Alle Teile des Antriebs waren durch eine Umhüllung gegen Staub geschützt und durch zwei große an den Seiten befindliche Türen bequem zugänglich. Das Chassis ruhte vorne auf einem Drehgestell. Die Triebachse lag hinten und war durch eine besondere Anordnung verschiebbar, um die Ausdehnung der Antriebskette auszugleichen. Der Führer, der zwei kräftig wirkende Bremsen bediente, stand auf der vorderen Plattform, auf der alle Bedienhebel vereinigt waren, deren Einstellungen durch Bowdenzüge übertragen wurden. Der Straßenbahnwagen bot 24 Sitzplätze und 10 Stehplätze.

## Uferbefestigung
Die nach einer Küriss oder Kürass benannte Decauville-Uferbefestigung (französisch La Cuirasse Decauville) war ein 1907 von Paul Decauville erfundenes Küsten- und Uferbefestigungssystem, bei dessen Bau vor Ort mit einer Brikettpresse hergestellte Lochziegel wie bei einer Klaviatur auf Drahtseile aufgefädelt wurden.

## U-Bahnen

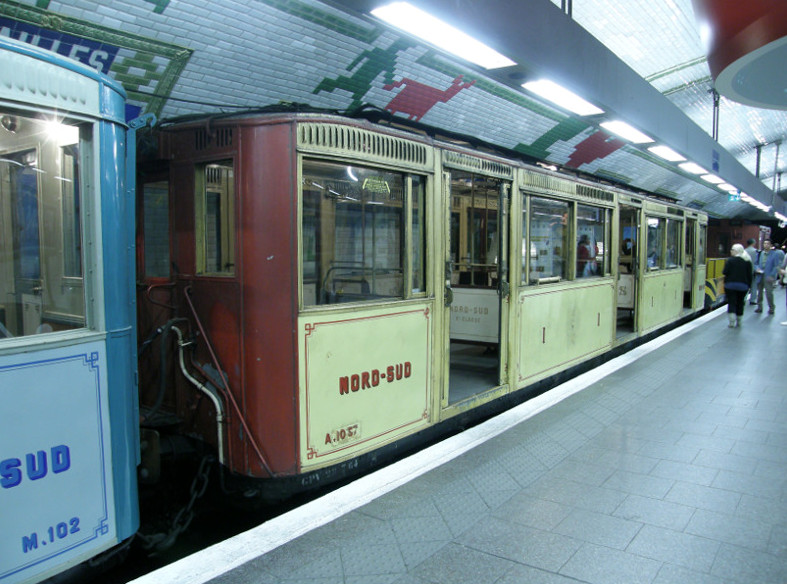
Von Decauville 1910 ausgelieferter U-Bahn-Beiwagen der Nord-Sud, 2010

Für die Société du chemin de fer électrique souterrain Nord-Sud de Paris (Nord-Sud), die zwei Linien der Pariser Métro baute und betrieb, fertigte Decauville zahlreiche U-Bahn-Fahrzeuge der Bauart Sprague-Thomson. 1919 wurden zehn Triebwagen bestellt, die 1922 als M 91 bis M 100 ausgeliefert wurden. Bereits 1910 hatte die Firma 53 Beiwagen geliefert, denen 1912 47 weitere folgten. Zwischen 1921 und 1925 wurden für die Nord-Sud nochmals 24 Beiwagen gebaut.

## Fahrräder
Decauville betrieb einen scharfen Expansionskurs für sein Werk und fügte weitere Produkte wie Elektromotoren hinzu. 1891 nahm das Unternehmen die Herstellung von Fahrrädern auf, darunter ein Dreirad, in dem der Passagier in einem bequemen Sessel zwischen den Vorderrädern saß. Fahrräder blieben bis 1911 im Sortiment. Die Fahrräder wurden so vermarktet, dass die Kunden dachten, ein Produkt aus Paris zu erwerben, was damals als relevant erschien. Bei den anderen Produkten von Decauville war der Herstellungsort nebensächlich.

## Streiks und Entlassungen
Am 30. November 1936 wurden die 1.200 streikenden Arbeiter der Eisenbahnmaterialfabrik Decauville in Lille entlassen.

## Niedergang und Neufokussierung

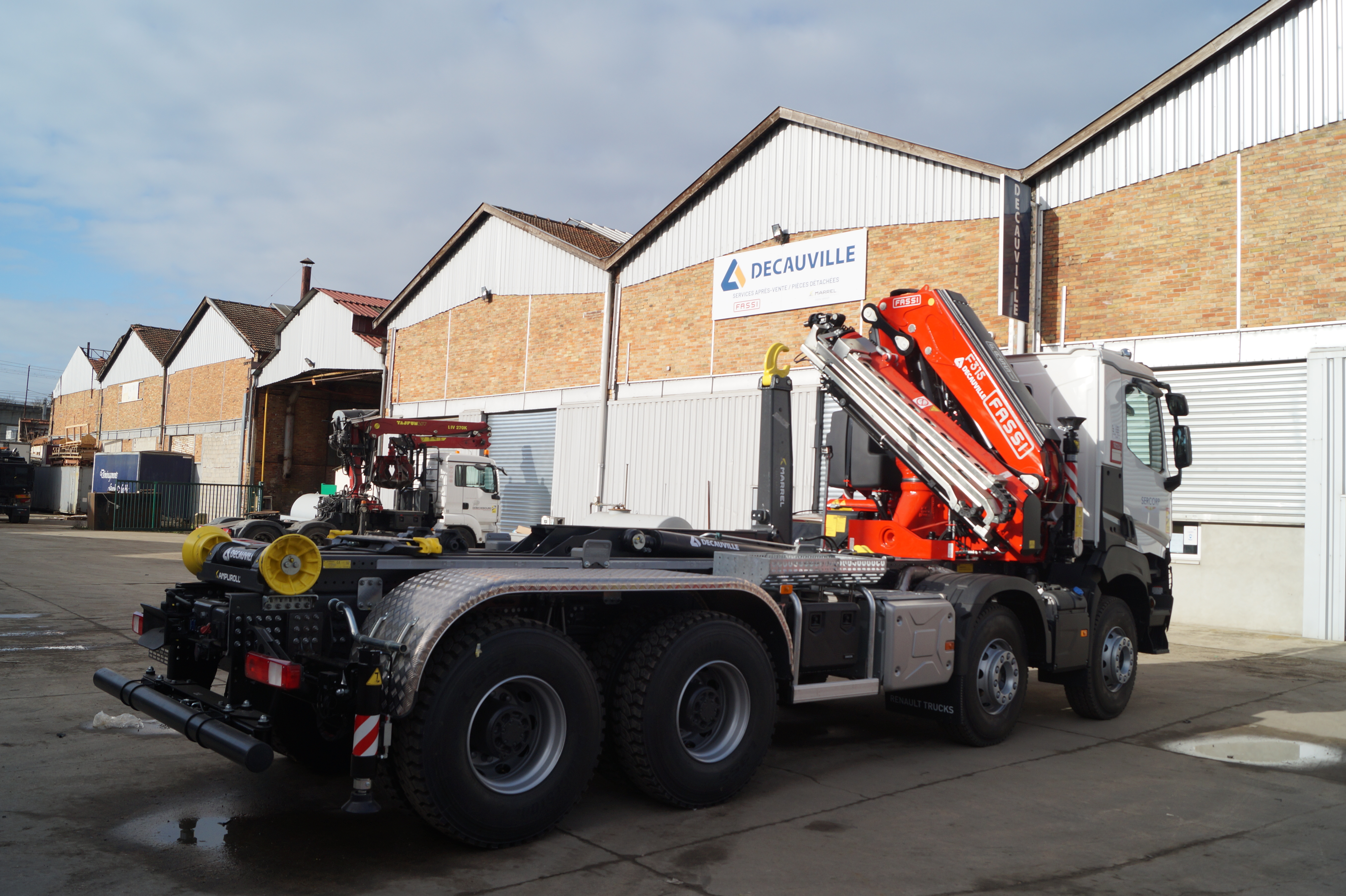
Marrel-Absetzkipper, 2023, hinter dem Führerhaus ist ein Ladekran der Mutter Fassi.

Im Jahr 1956 wurde die Whittaker-Gruppe Mehrheitsaktionärin der Firma „Decauville S.A.“ Das Eisenbahngeschäft wurde nach und nach zugunsten der Herstellung von Ausrüstung für Lastkraftwagen und insbesondere für Schiffe aufgegeben. In nur sechs Jahren ging die Belegschaft des Unternehmens um die Hälfte zurück: Rund 1.000 Mitarbeiter waren 1957 beschäftigt, 689 im Jahr 1960 und 560 im Jahr 1962. Die Aktienanteile wurde 1985 neu verteilt und die „Société Industrielle Decauville“ wurde gegründet. Nur die ursprüngliche Fabrik in Corbeil blieb erhalten. In den frühen 2000er Jahren stellte auch sie den Betrieb vorübergehend ein.
Seit 2014 war Decauville SAS als Tochtergesellschaft von Marrel ein Teil der CTELM-Gruppe, die seit 2018 zum Ladekranhersteller Fassi gehört. Das in der Rue Decauville von Corbeil-Ensonnes ansässige Unternehmen hatte sich unter der Marke Decauville auf die Montage von LKW-Ladekränen, Abrollkippern und Absetzkippern spezialisiert. Das zuletzt von Decauville gefertigte Produktsortiment wird mittlerweile unter Marrel produziert, Decauville SAS ist nur noch Fassi-Händler und gehört zur Fassi-Gruppe.

## Beispiele handbetriebener Bahnen
Kürzere, meist handbetriebene Bahnen der Firma Decauville und ihrer Lizenznehmer wurden weltweit vielseitig genutzt, wie folgende Beispiele in chronologischer Reihenfolge zeigen:

### Ferme Decauville in Petit Bourg
Paul Decauville verlegte auf seinem eigenen Landgut in Petit Bourg eine 5 Kilometer nach seinem System hergestellte Feldbahn, die dem französischen und internationalem Publikum mir großer Begeisterung vorgeführt wurde. Sie hat sich besonders für Erdbewegungen, für die Verfrachtung von Zuckerrüben und ähnliche Zwecke sehr bewährt.

Der „Porteur Decauville“ beruhte auf dem Prinzip der Verteilung der Lasten auf eine möglichst große Anzahl von Achsen. Bei Gütern, die geteilt werden konnten, wie Bergwerksprodukte, Ziegel, landwirtschaftliche Erzeugniesse, wurde die zu transportierende Last auf Partien von 200–500 kg verteilt, die auf kleine Loren mit zwei Achsen verladen wurden. Das war auch im forstwirtschaftlichen Transportwesen üblich, wenn es sich um den Transport von Lohrinde, Holzkohle, Torf und dergleichen handelte.

### Japy Frères & Cie. in Beaucourt
Die Firma Japy Frères & Cie. in Beaucourt hat zum Transport von 6 bis 18 m langen Baumstämmen eine 1100 m lange Waldbahn aus Decauville-Gleisjochen erbaut. Wenn unteilbare Frachten, wie große Baumstämme, fortbewegt werden sollten, wurden diese auf zwei Wagen mit Drehschemeln gelegt, die jeweils 2 oder 3 Achsen hatten.

### Charente Inférieure
Die General-Direction der Forstgebiete in der Charente-Inférieure hat den Transport der Faschinen zur Festigung der Dünen auf einer Decauvillebahn von 1100 m Länge bewerkstelligt.

### Freiburg

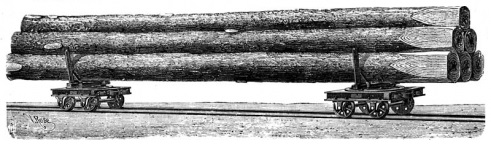
Vierachsiger Langholzwagen

Graf von Castex transportierte in Freiburg bereits vor dem April 1879 Telegraphenstangen auf einer 200 m langen Decauvillebahn. Weitere Anwendungen befanden sich zu diesem Zeitpunkt bereits in verschiedenen Sägewerken, Fassfabriken und der holzverarbeitenden Industrie.

### Werksbahn von Frank Pearn & Co. in Manchester, England
Frank Pearn & Co. errichteten 1880 im Stadtteil West Gorton von Manchester eine Fabrik zur Herstellung von Bergbau-Drainagepumpen. Als Werksbahn installierten sie eine Decauville-Bahn mit einer Spurweite von 500 mm, die von John Fowler & Co. aus Leeds geliefert wurde. Die aus Frankreich importierte Ausrüstung wurde mit von Fowler hergestellten Produkten ergänzt. Als die Reste der Werksbahn 1984 abgebaut wurden, erwarb die Ripon & District Light Railway folgende Decauville-Wagen und -Gleise aus dem Baujahr 1880, die dort heute noch erhalten sind: 3 Plattformwagen mit Panama-Achslagern, eine zweifache und eine vierfache Drehscheibe sowie 10 gerade, jeweils 2,5 m lange Gleisabschnitte von Decauville sowie 2 Plattformwagen, eine Weiche und sechs gerade, jeweils 15 Fuß (4,57 m) lange Gleisabschnitte von Fowler.

### Wasserballastbahn in Genf

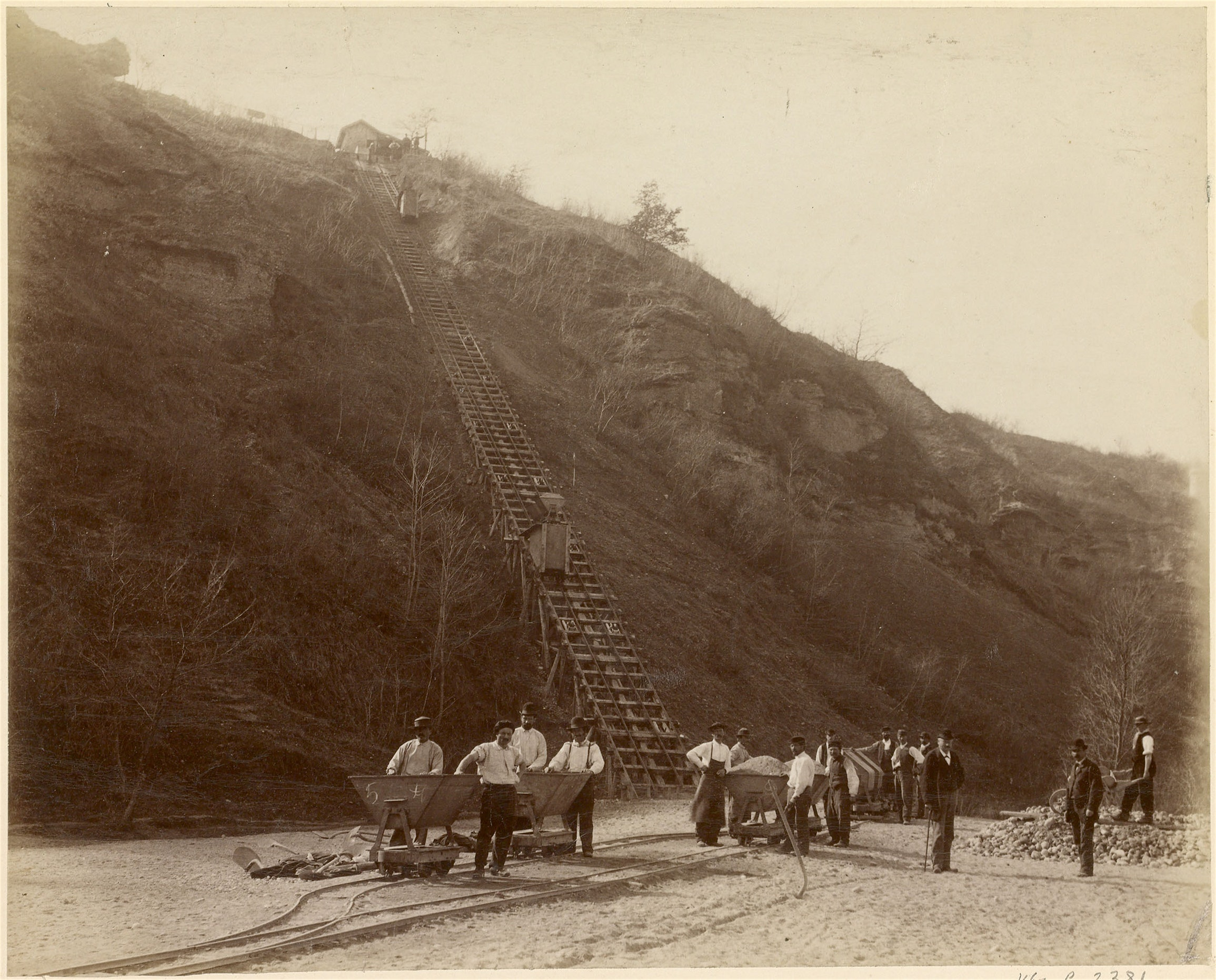
Genfer Wasserballastbahn

Um 1881 richtete der für die Wasserversorgung der Stadt Genf verantwortliche Ingenieur E. Merle d’Aubigne eine Wasserballastbahn zum Bois de la Bâtie von Genf ein. Auf der Hochebene gab es zu dieser Zeit bereits ein Reservoir, das nachts befüllt wurde, um tags die Trinkwasserversorgung von Genf zu gewährleisten. Auf den Wagen der Standseilbahn, die keine Antriebsmaschine benötigte, da sie die Schwerkraft eines mit Wasser gefüllten Tanks des bergabfahrenden Wagens als Antriebskraft nutzte, konnten Decauville-Kipploren mit der damals noch üblichen Spurweite von 400 mm bergauf und bergab befördert werden.

### Ferme de Galande bei Réau
Der Zuckerrübenproduzent Arthur Brandin investierte um 1881 in eine Decauville-Bahn mit acht von Pferden gezogenen Kipploren für die Ferme de Galande bei Réau, 15 km östlich der Decauville-Fabrik in Petit Bourg. Er war nicht nur Zuckerrübenbauer, sondern auch Bürgermeister von Réau und von 1895 bis 1912 Republikanischer Konsul des Kantons Brie-Comte-Robert.
Der Oberflächenboden seiner Zuckerrübenfelder bestand aus Ton, in den Fragmente von Kieselsandstein eingebettet waren, die für Mühlsteine und bauliche Zwecke verwendet wurden. Der Untergrund war Kalkstein, so dass die Felder zur Erntezeit oft sehr matschig waren, bis Brandin eine innovativ konzipierte Drainage anlegte.

### Bau des Panamakanals
Nach dem finanziellen Erfolg des 1869 eröffneten Sueskanals in Ägypten gingen die Franzosen davon aus, dass ein Kanal, der Atlantik und Pazifik miteinander verbindet, ebenso einfach zu bauen wäre. Decauville hat unter anderen über 4000 Kipploren („Kipplowrys“) für den Bau des Panama-Kanals geliefert. Während des von den Franzosen von 1881 bis 1889 unternommenen ersten Versuchs des Kanalbaus starben 22.000 Arbeiter (7,5 Menschenleben pro Tag) in der Sumpflandschaft an Gelbfieber und Malaria, deren Erreger noch unbekannt waren. In den ersten beiden Jahren der von den Amerikanern ab 1894 durchgeführten zweiten Bauphase waren nur die alten französischen Lokomotiven verfügbar. Zum Jahreswechsel 1895/1896 gab es unter anderem 14 Schmalspur-Lokomotiven, 7449 Decauville-Kippwagen und 110 km Decauville-Bahn. Am 30. Juni 1906 waren 106 französische und erst fünfzehn amerikanische Lokomotiven im Einsatz. Das Gleiche gilt für die französischen Decauville-Kipploren. Im Jahr 1904 wurden noch 308 davon verwendet und 1905 waren mehr als 2000 repariert und wieder in Betrieb genommen worden sowie 300 in Amerika gebaute Wagen. Im Dezember 1904 arbeiteten im Culebra Cut sechs alte französische Decauville-Eimerkettenbagger, die generalüberholt und wieder in Betrieb genommen wurden.

### Zuckerfabrik von Dzoumogné auf Mayotte

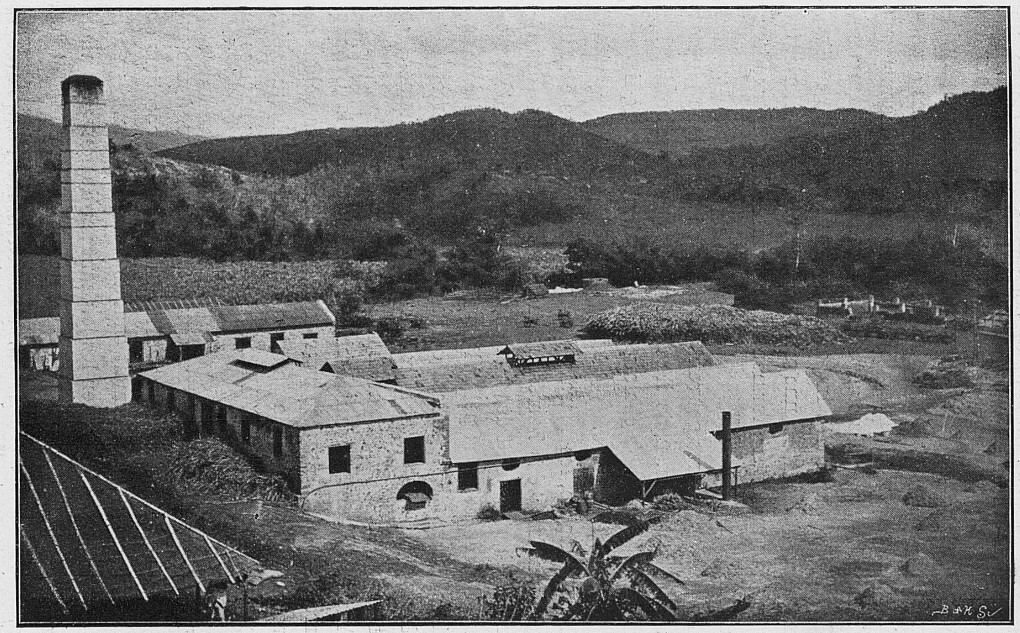
Zuckerfabrik von Dzoumogné

Die Zucker- und Rumfabrik von Dzoumogné auf einer etwa 1500 Hektar großen Plantage im französischen Überseegebiet Mayotte gehörte bis Mitte des 19. Jahrhunderts der Familie Cougnac und wurde 1864 von Duperrier übernommen. Sie verfügte über eine vermutlich handbetriebene Decauvillebahn. Diese führte vom Schiffsanleger zu der Fabrik und ihren Lagerhallen. Sie war 1720 m lang und hatte eine Spurweite von 500 mm. Das weist darauf hin, dass sie möglicherweise schon um 1880 von der Société J.F Cail & Cie bei der Errichtung des Fabrikgebäudes verlegt wurde, um dessen aus Frankreich importierten Stahlträger und die Dampfkessel zu transportieren. Später wurde sie genutzt, um den Zucker und Rum zu verschiffen. 1955 wurde die Produktion aufgegeben.

### Kühlhaus von San Nicolás, Argentinien

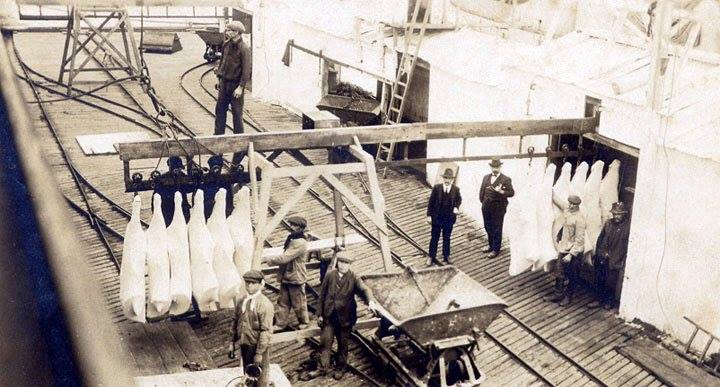
Terrassón-Kühlhaus in San Nicolás bei Buenos Aires, 1882–1896

Der Franzose Eugenio Terrassón († 29. September 1914 in Paris) gründete 1882 La Elisa, das erste Kühlhaus Südamerikas. Es lag am neuen Hafen San Nicolás in der Provinz Buenos Aires und fokussierte sich auf den Export von argentinischem Gefrierfleisch nach Europa. Es konnte mit seiner Linde-Kältemaschine bis zu 30 Tonnen Fleisch pro Tag einfrieren und in seinen Kühlkammern bis zu 500 Tonnen lagern. Dort arbeiteten zur Blütezeit etwa 100 Mitarbeiter.
Terrassón exportierte mit vier Schiffen seiner eigenen Reederei täglich bis zu 15.000 gefrorene Schafe. Bis 1893 exportierte er 1,5 Mio. gefrorene Schafe. Nachdem sich die Kühlhäuser von englischen und nordamerikanischen Investoren zu The South American Fresh Meat Co. zusammengeschlossen hatten, übernahmen sie als Oligopol die Kontrolle über den argentinischen Fleischexportmarkt, so dass Terrassóns Unternehmen aus dem Markt gedrängt wurde. Am 5. November 1896 wurden die Kühlgeräte in einer öffentlichen Auktion an einen Londoner Hypothekengläubiger verkauft.

### Batterie Lessivas
Nach dem verloren Krieg von 1870 beschloss der französische Generalstab aus Angst vor einer neuen Invasion, um Lyon herum einen Festungsgürtel zu errichten, durch den Bron durch eine 11 km lange Mauer, das Fort de Bron und zwei Festungen, die Batterien Parilly und Lessivas befestigt wurde. Die Batterie von Lessivas wurde zwischen 1878 und 1880 erbaut und bestand aus einer etwa 200 m langen und 100 m breiten Mauer, die halb unterirdische Kasernen für 150 Mann und Stellplätze für 17 Kanonen enthielt. Sie wurde spätestens 1883 mit einer Decauville-Bahn erschlossen, und auch auf der Mauer der Batterie lagen wohl Decauville-Gleise. Neben der Verteidigung der Straße nach Genas ermöglichte sie auch ein Kreuzfeuer mit den Forts von Décines und Chassieu. Während des Ersten Weltkriegs wurde sie als Unterkunft für die dem Luftwaffenstützpunkt Bron zugeteilten Truppen genutzt und nach dem Zweiten Weltkrieg außer Dienst gestellt. An ihrer Stelle wurden zwischen 1966 und 1970 die vier Gebäude der Eigentumswohnung „Le Lessivas“ an der Rue de la Batterie errichtet. Die unterirdischen Räume der Festung sind jedoch immer noch unter den Grünflächen der Wohnanlage vergraben und sind heute weitgehend unbekannten Zeitzeugen.

### Tatton Hall in England
Im Keller der Tatton Hall, einem Landhaus bei Knutsford, Cheshire, England gibt es eine von Decauville gelieferte Kohlen-Eisenbahn mit 400 mm Spurweite. Das Gebäude steht heute unter Grade-I-Denkmalschutz, und einige seiner Räume lassen sich besichtigen. Die Bahn stammt möglicherweise aus der Zeit des Umbaus von 1884, bei dem eine Eingangshalle an der Nordseite und ein Raucherzimmer an der Westseite angebaut wurden.

### Esposizione Generale Italiana in Turin, 1884
Eine Schmalspur-Dampfstraßenbahn mit 600-mm-Spurweite nach dem Decauville-System wurde auf dem Gelände der Esposizione Generale Italiana in Turin, 1884 verlegt. Die Wagen, die von zwei Miniaturlokomotiven mit einem Gewicht von je 3 Tonnen, der Regina Margherita und der Torino, gezogen wurden, beförderten die Fahrgäste von der Porta Reale zur Porta Isabella.

### Schiffswerft in Dumbarton in Schottland

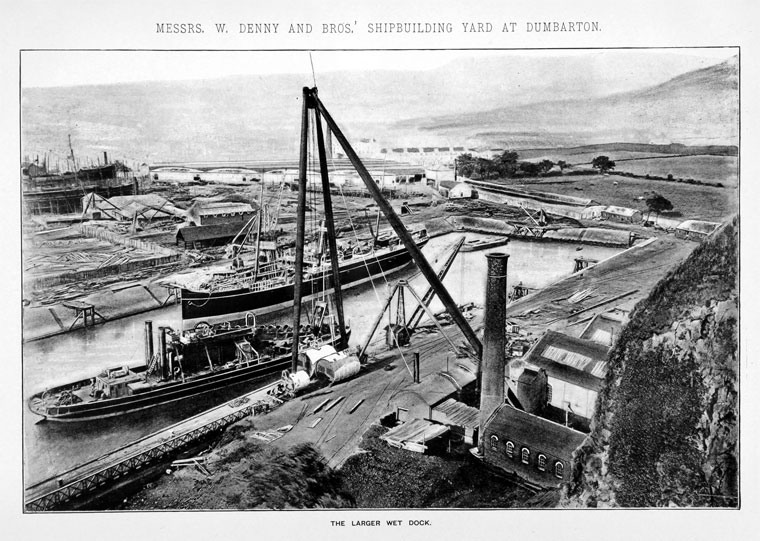
Tragbare Feldbahngleise der Schiffswerft in Dumbarton

Die Messrs Denny & Brothers’ Shipbuilding Works in Dumbarton in Schottland richteten bereits vor 1884 eine 19 km lange Decauville-Werksbahn für den innerbetrieblichen Transport ein. Das Eisenbahnsystem der Werft war ungewöhnlich umfangreich. Der Normalspurgleisanschluss führte von Hauptstrecke der North British Railway von Norden in die Werft, wo ein etwa zwei Hektar großer Lagerplatz ausreichend Platz zum Zwischenlagern der angelieferten Materialien aus Stahl und Eisen bot. Die Stellen, die mit Normalspurwagen nicht zugänglich waren, konnten über temporär verlegte Decauville-Gleise erreicht werden. Dabei kamen 4, 6, 8, 12 oder 16 Fuß lange Decauville-Gleisjoche, deren Stahlschienen mit den Schwellen unlösbar vernietet waren, sowie spezielle Wagen und Loren, die von den Herstellern geliefert worden waren, zum Einsatz. In Abhängigkeit vom Transportbedarf konnte die Feldbahn schnell neu verlegt werden, wobei auch Bögen, Kreuzungen und leichte aber ausreichend stabile Drehscheiben eingesetzt wurden. Einer der vier Höchstpreise des im August 1880 eingeführten betrieblichen Verbesserungsvorschlagswesens bezog sich auf ein verbessertes Verfahren zur Verlegung der Decauville-Eisenbahn über die Hauptstrecke hinweg. Im Zusammenhang mit dieser Erfindung verdoppelte der Patentinhaber des Decauville-Eisenbahnsystems den Preis des Ausschusses von 10 £ auf 20 £.

### Musée des arts et métiersin Paris
Im Musée des arts et métiers in Paris gibt es eine ungewöhnliche Decauville-Bahn, mit der früher die Ausstellungsstücke aus den Vitrinen des Ausstellungssaals im ersten Stock des Museums in die Vortragssäle transportiert wurden, um sie dort bei Lehrveranstaltungen vorzuführen. Mit einem Lastenaufzug beim heutigen Automaten-Theater konnten die Ausstellungsstücke ins Erdgeschoss gebracht werden. Er wurde bei der Renovierung des Museums in den 1990er Jahren ausgebaut. Im ersten Stock sind ein gusseiserner Drehgestellwagen mit einer Größe von 730 × 730 mm und eine Weiche erhalten, und im Steinboden der Kirche sind eine gusseiserne Drehscheibe (N° 77) und eine weitere Weiche eingelassen. Die Schienen mit 500 mm Spurweite werden aber heutzutage nicht mehr benutzt, sondern dienen als Zeugnis der Geschichte des Museums. Die Gleise bestehen aus einer mit einer Nut verstehen Broca-Straßenbahnschiene rechts und einer Vignolschiene links, auf der ein spurkranzloses Rad lief. Die Nut der Straßenbahnschiene ist mit Gummi ausgegossen.

### Jardin des Plantesin Toulouse, Frankreich
Am 25. August 1883 wurde eine kleine von Eseln gezogene Straßenbahn für Kinder im Jardin des Plantes von Toulouse verlegt, die auch von Spaziergängern genutzt werden konnte. Die Decauville-Schienen stammten von einer Ausstellung.

### Piereisenbahn von Obock im heutigen Dschibuti
In der Hafenstadt Obock am Golf von Tadjoura in Französisch-Somaliland im Norden der heutigen Republik Dschibuti gab es um 1883 zwei Decauville-Piereisenbahnen. 1862 hatte Frankreich Obock für zehntausend Taler, oder etwa fünfzigtausend Franc von lokalen Sultanen der Afar erworben, um dort eine Bekohlungsstation für Dampfschiffe zu errichten. Damit begann die Kolonisierung der Region Obock, das durch einen schwer zu überquerenden Gebirgszug vom Rest des Landes abgetrennt ist.

Jules Mesnier, von der Compagnie des Steamers de l’Ouest, erhielt 1883 das Recht, die französische Flotte mit Kohle zu beliefern und richtete daraufhin 1884 ein nicht überdachtes Kohlenlager in Obock ein. Seine Kohlen waren allerdings 20 Franc pro Tonne teurer und ihre Verladung dauerte fünfmal so lang als in der britischen Kolonie Aden. Darüber hinaus war das Quellwasser aus Obock so schwefelhaltig, dass es für die Kessel der Dampfschiffe destilliert werden musste, was den Selbstkostenpreis um 50 % erhöhte. Daher machte die Kolonialverwaltung 1892 Dschibuti zu ihrem neuen Zentrum.

### Hacienda la Reparada, Ponce, Puerto Rico
Auf der Hacienda Reparada in Ponce, Puerto Rico gab es im Mai 1883 bereits 11,25 km (7 Meilen) tragbare Feldbahngleise mit dem Aufdruck Decauville und 84 Waggons desselben Unternehmens für den Transport von Zuckerrohr. Sie war im Besitz von Don José Gallart Forgas, der auch die 1823 von zwei Engländern gegründete Hacienda Fortuna mit 1.300 Hektar Land besaß, von denen 1902 800 mit Zuckerrohr bebaut waren, sowie die Haciendas La Luciana, La Cristina und Serrano. Er hatte eine Konzession zur Wasserentnahme aus den Flüssen Inabón und Jacaguas.

### Waldbahn im Kottenforst bei Bonn
Forstmeister Sprengel aus Bonn unterzeichnete im Januar 1886 einen Vertrag für die Verlegung einer fast 7,5 km (1 deutsche Meile) langen fest verlegten Waldbahn nebst 2 km langen Wandergleisen mit R. Dolberg aus Rostock und Berlin. Diese wurde bereits 6 Monate später in Betrieb genommen und bewirkte eine völlige Umgestaltung des Holzhandels im Forstrevier Kottenforst zwischen Bonn und der Eifel. Der Forstmeister wies im Juni 1886 in einem Vortrag darauf hin, dass „zwei hervorragende deutsche Fabrikanten wegen Benutzung Decauvill’scher Zeichnungen als eigener Fabrikempfehlungen zu je 5000 Francs Strafe haben verurtheilt werden können.“ Die Waldbahn hatte im Bahnhof Kottenforst Anschluss an die Staatsbahn.

### Phosphatwerke in Bach, Frankreich
Die Phosphatières du Cloup d’Aural in der südfranzösischen Gemeinde Bach verwendeten vermutlich um 1886 eine handbetriebene Decauvillebahn beim Abbau der als Dünger abgebauten und vermarkteten Phosphatvorkommen. Dort hatte sich vor 170 Millionen Jahren bei der Zersetzung organischer Stoffe in ein phosphathaltiger Karbonatschlamm ablagert, als die Gegend noch von einem tropischen Meer bedeckt war. Die Phosphate haben sich zu einem späteren Zeitpunkt vor 50 bis 20 Millionen Jahren in ehemaligen Dolinen und Höhlen des Karstgebietes angereichert. Nachdem der Apotheker, Mediziner und Chemiker Jean-André Poumarède dort 1865 Tricalciumphosphat gefunden hatte, kam in Quercy zu einem regelrechten Phosphat-Fieber, so dass 1886 laut einer amtlichen Statistik des Service des Mines 161 Steinbrüche das Phosphorit Quercy abbauten und 30.000 Tonnen Erz im Wert von 1 Million Franken pro Jahr förderten. Doch schon 1887 gingen die Lagerstätten zur Neige, woraufhin 112 der Phosphatwerke geschlossen wurden. Nach der Entdeckung von Phosphaten in Nordafrika (ab 1899 in Tunesien, dann in Algerien und insbesondere in Marokko) verlor der Abbau der Phosphate von Quercy noch mehr an Bedeutung.
Die ehemalige Phosphatmine wurde am 10. Dezember 1998 als historisches Denkmal unter Denkmalschutz gestellt. Das Gelände kann vom 1. April bis Anfang November im Rahmen von durch einen Verein organisierten Führungen besichtigt werden. Zum Schutz der Bergbaustätten, einschließlich derjenigen der Cloup d’Aural, hat der Staat im Juni 2015 das Nationale Naturschutzgebiet von geologischem Interesse des Departements Lot eingerichtet.

### Trinkwasserrohrleitungsbau in Yokohama, Japan
Die gusseiserne Trinkwasserrohrleitung in Yokohama wurde 1886–1887 mithilfe einer von Hand betriebenen Decauville-Bahn verlegt. Sie hatte eine Spurweite von 500 mm. Die Bauarbeiten standen unter der Leitung von Generalmajor Henry Spencer Palmer (* 30. April 1838 in Bangalore; † 10. Februar 1893). Unterstützung erhielt er von Hirano Tomiji (1846–1892) von den Ishikawajima-Werften in Tokio, der unter anderem der Generalvertreter für Decauville-Bahnen in Japan war. Er hatte erkannt, dass solche Bahnen nicht nur für Bauarbeiten dieser Art, sondern auch als Vorläufer für größere Eisenbahnstrecken und als Hilfsmittel für den Binnenverkehr in einem Land wie Japan, in dem es an guten Straßen, Kanälen oder anderen Einrichtungen mangelte, sehr geeignet waren. Die Trinkwasserversorgung wurde am 22. Oktober 1887 fertiggestellt. In der aus 12.000 Rohren bestehenden Leitung waren nur sechs Rohre schadhaft und drei Verbindungsstellen undicht.

### Boulevard du Colombier in Rennes Frankreich

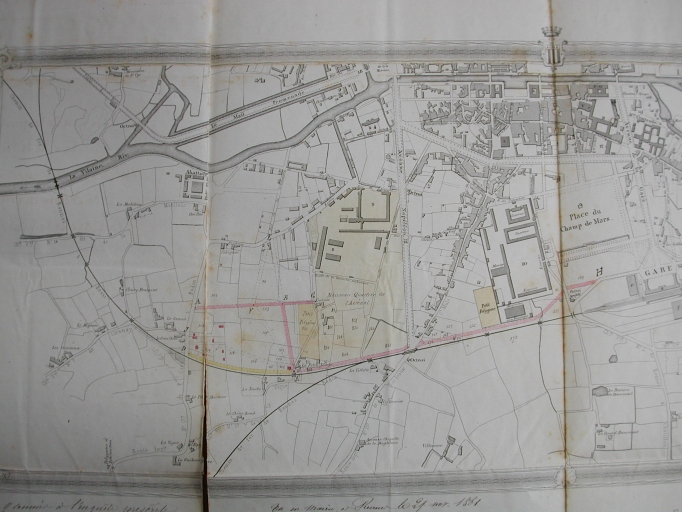
Boulevard du Colombier, 1861

Der Boulevard du Colombier in Rennes in Frankreich verbindet den Bahnhof mit dem Vorstadt Faubourg de Nantes. Er wurde 1861–1863 mit einer Breite von 15–20 m angelegt. Auf oder neben dem Boulevard wurde 1887 eine Decauville-Bahn verlegt, die das Futterlager und die Kaserne von Guines miteinander verband. Im Jahr darauf, 1868, wurden 222 Bäume gepflanzt. Der Bauunternehmer Simon sanierte 1880 das durch Frostschäden in Mitleidenschaft gezogene Decauville-Gleis. Der Bauunternehmer Boutineaud baute 1897 Bürgersteige und Rinnen. Im Jahr 1911 baten die Einwohner um das Fällen der Bäume. 1918 wurden 67 Pappeln per Gerichtsurteil verkauft. 1948 verkaufte der Staat das an der Straße zwischen der Rue de l’Alma und dem Futterlager gelegene Militärgelände für den Bau von Wohngebäuden in Bon Marché.

### Transport eines Kanonenboots in Paris

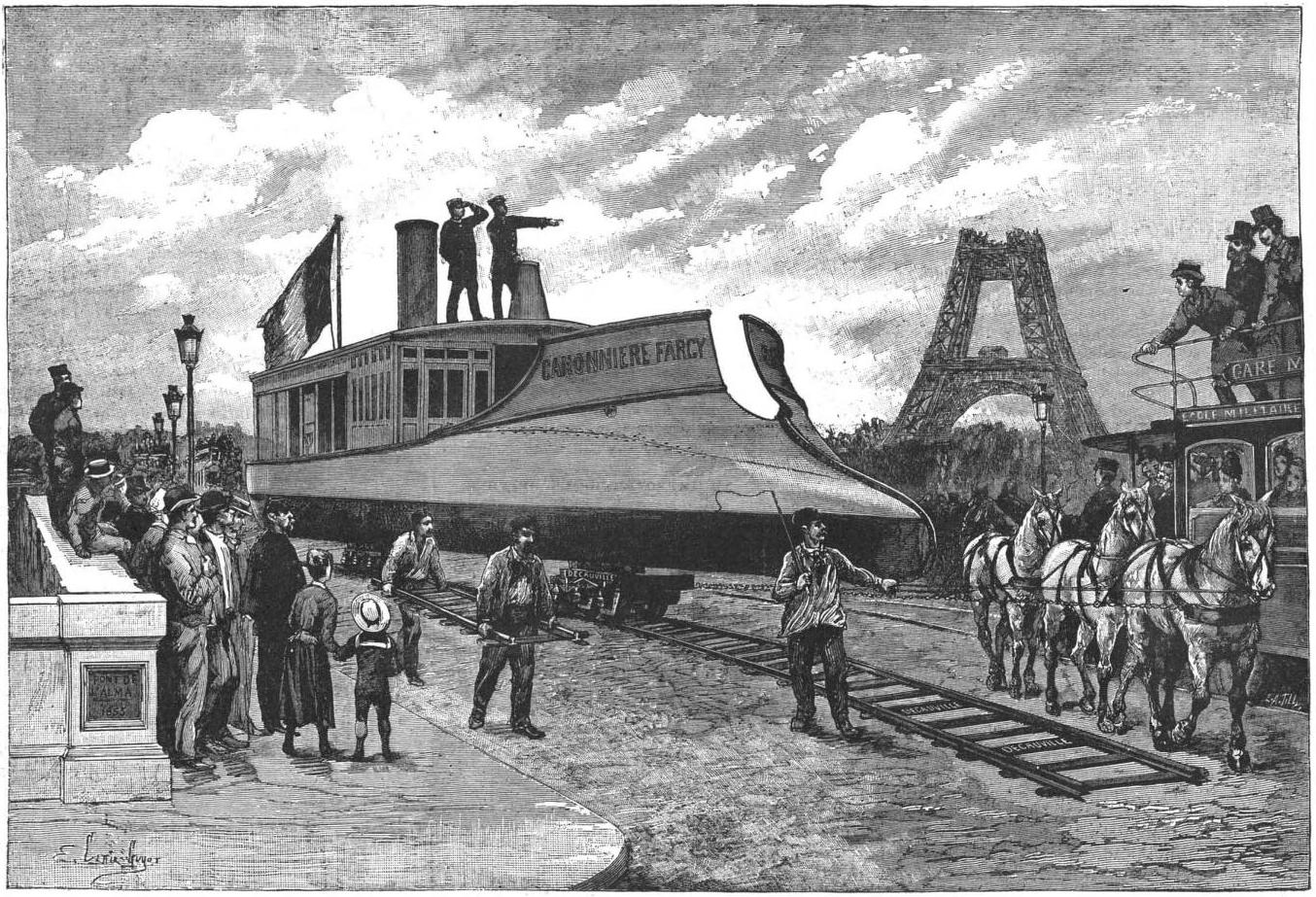
Das Kanonenboot Farcy am 25. Juli 1888 auf der Pont de l’Alma in Paris

Das Kanonenboot Farcy, das auf der Großen Französischen Ausstellung 1888 in Paris ausgestellt werden sollte, wurde am 25. Juli 1888 mit einer tragbaren Decauville-Bahn innerhalb weniger Stunden an der Pont de l’Alma aus der Seine gezogen, um es zum Palais de l’Industrie zu bringen. Das Boot, das 1886 gebaut wurde, war 19,8 m lang und 4,9 m breit. Es war mit einer 140-mm- (5½-Zoll-) Kanone mit einem Gewicht von 13.200 Pfund bewaffnet. Sein Tiefgang betrug nur 0,6 m (2 Fuß), was es ihm erlaubte, in Wasser mit geringer Tiefe zu fahren.
Ein Decauvillegleis wurde auf dem Grund der Seine verlegt und bis zum oberen Ende der Rampe an der Brücke verlängert. Nachdem zwei dreiachsige 9-Tonnen-Loren auf dieser Strecke ins Wasser gerollt worden waren, wurde das Kanonenboot direkt über ihnen platziert und, sobald es von dem ersten getragen wurde, von drei Pferden aus dem Wasser gezogen. Wenige Minuten später ruhte sein Heck auf der hinteren Lore, woraufhin das Boot die Rampe hinaufgezogen wurde. Oben angekommen, änderte es auf einer tragbaren Decauville-Drehscheibe seine Fahrtrichtung im rechten Winkel, und in wenigen Minuten überquerte es die Brücke.
Die zurückzulegende Entfernung zwischen der Brücke und dem Palais de l’Industrie betrug 2.000 Meter, aber da nur ein einziges Boot zu transportieren war, verwendete Paul Decauville nur Gleisjoche für ein tausend Meter langes Gleisstück, die beim Vorrücken hinter dem Boot stückweise aufgenommen und vor ihm abgelegt wurden. Die Verlegung des Decauville-Gleises erfolgte so schnell, dass es, wenn keine Hindernisse auftauchten, mit einer Kraft von acht Mann mit einer Geschwindigkeit von 1.500 Metern pro Stunde verlegt wurde. Es war jedoch notwendig, häufig anzuhalten, um die vielen Straßenbahnwagen auf der Alma-Brücke nicht zu behindern, sodass die gesamte Operation fünfzehn Stunden dauerte.
Bei der Ankunft an der Tür VI. des Palais de l’Industrie stellte sich heraus, dass das Boot eineinhalb Zentimeter (sechs Zehntel Zoll) zu breit war, um hineinzufahren. Die Ausstellungsleiter zögerten, das Boot auf die Seite zu legen, um es in das große Becken im Zentrum der Lebensrettungs-Ausstellung zu bringen. Alle Anträge an das Kunstministerium, einige Steine einzumeißeln oder für einige Tage zu verschieben, blieben erfolglos. Das Kanonenboot musste daher um einige Meter zurückgezogen werden, um den Verkehr in diesem Teil der Champs Elysees nicht zu behindern, und es wurde außerhalb des Palais auf der Decauvillebahn ausgestellt. Diese Schiffstransporteisenbahn vermittelte den Parisern eine Vorstellung von der amerikanischen Idee, anstelle der von den Franzosen zu dieser Zeit versuchten Grabung eines Panamakanals, eine Schiffsquerung über Land etablieren wollen.

### Suchscheinwerfer auf dem Eiffelturm in Paris, Frankreich
Eine der kürzesten ringförmigen Decauville-Bahnen verlief ab 1889 auf der vierten Plattform des Eiffel-Turms. Darauf konnten zwei Scheinwerfer der Bauart Mangin von Sauter & Lemonnier mit einem Durchmesser von 900 mm und einem Strom von jeweils 100 A, die für die Küstenwache entwickelt worden waren, hin und her geschoben werden. Im Jahr 1852 hatte sich Louis Sautter (1825–1912) die Werkstatt seines Schwiegervaters Jean-Baptiste Soleil gekauft, eines Optikers und Ingenieurs, der zusammen mit Augustin Jean Fresnel Linsenscheinwerfer für Leuchttürme baute. Zusammen mit Paul Lemonnier baute er den ersten industriellen Gleichstromgenerator für Schiffsbeleuchtung und Suchscheinwerfer.

### H. Kuppers BaumwollfabrikHelvetiain Ägypten
Der Schweizer Unternehmer H. Kupper errichtete um 1890 eine Decauville-Bahn bei seiner Baumwollfabrik Helvetia in Ägypten. In seiner am Nil bei Kifta in der Nähe von Kairo gelegenen Fabrik trennte er mit Egreniermaschinen die Samenkapseln und Samen von den Baumwollfasern und presste letztere in transportfähige Ballen. In der Egreniermaschinenhalle gab es ein Dreischienengleis mit 400 und 600 mm Spurweite. Die in Sackleinen verpackten Baumwollballen wurden nach der industriellen Aufarbeitung auf von Zugtieren gezogenen Drehgestell-Flachwagen zur Verschiffung an den Nil transportiert.

### Steinschlagschutz am Pic de Péguère
Nachdem im Mai 1885 ein militärisch genutztes Gebäude durch einen Murgang am Pic de Péguère (Cauterets) zerstört worden war, wurde 1890/1891 das Gelände oberhalb von La Raillére gegen Muren und Steinschlag befestigt, wobei die obersten Stützmauern aus Sicherheitsgründen zuerst gebaut wurden. Dabei wurde eine kleine Decauville-Bahn verlegt, um die Steinblöcke, die in das Mauerwerk eingebracht werden sollten, sowie die Erde für das Gras, das auf einem anderen Berg an der Route de Cambasque gepflanzt werden sollte, zu transportieren. Die Bahn war leicht geneigt, damit die voll beladenen Loren von einem Arbeiter bergab geführt werden konnten und nur die leeren Loren bergauf gezogen werden mussten.

### Ausgrabung von Deir el-Bahari in Ägypten
Édouard Naville und Howard Carter haben 1893–1898 den Totentempel der Hatschepsut in Deir el-Bahari am Westufer des Nil in Theben (Ägypten) ausgegraben. Zur Abraumbewegung nutzten sie von Hand betriebene Decauville-Kipploren, die Naville zusammen mit 460 m Gleis aus dem  Service des Antiquities geliehen hatte. Diese wurde im Dezember 2007 nach einigen Tagen der Suche wieder aufgefunden und bei der Wiederausgrabung des 174 m langen Tunnels zum ersten Grab von Seti, KV17, im ägyptischen Luxor wiederverwendet.

### Chile
In Chile wurden 1894 in Oazy Harbour und 1896 Punta Delgada Decauville-Bahnen verlegt. In den Holzfabriken von Puerto Yartou, Puerto Arturo und La Paciencia auf der Isla Grande de Tierra del Fuego gab es sie ab 1910 und in denen von Puerto Harris (Isla Dawson) und Río Grande (Isla Riesco) um die gleiche Zeit. Außerdem gab es welche in den Kühlhäusern von Río Seco (1905) und Puerto Natales (1917), in den Bergbauzentren von Cutter Cove, auf der Halbinsel Brunswick (1907) und in den Minen Josefina und Elena auf der Insel Riesco (1920er Jahre und später). Ebenfalls bei den Leuchttürmen von Evangelistas und Bahía Félix (1895 bzw. 1907). Einige große Schafzuchtbetriebe, wie die von Gente Grande, Bahía Felipe und Caleta Josefina in Feuerland, nutzten sie für den Gütertransport.

### Waldbahn bei Chouani auf den Komoren
Bei Chouani auf der Insel Grande Comore befand sich um 1900 etwa 7 Kilometer nördlich von Nioumbadjou auf einer Höhe von 575 m ü. M. am Waldrand das Dampfsägewerk Boboni. Da der Holztransport zwischen dem Sägewerk und dem Meer für den raschen Holztransport anfangs unzureichend war, hat die Société de la Grande Comore um 1900 eine 5 Meter breite und flach abfallende Straße gebaut, auf der eine Decauvillebahn verlief. Oberhalb des Sägewerks gab es in verschiedenen Höhenlagen zwei ebene Wege, auf denen Decauville-Langholzloren die Stämme von der Rodung zur Pforte des Sägewerks brachten, von wo aus sie über ein leichtes Gefälle zum Sägewerk rollten. Dort wurden die Baumstämme zuerst mit einer senkrechten Säge in Bretter zersägt. Danach wurden diese Bretter je nach Verwendungszweck von Kreissägen und Bandsägen besäumt und abgelängt.

### Baustellenbahn am Fort de Shinkakasa im Kongo-Freistaat
Beim Bau des Fort de Shinkakasa im Kongo-Freistaat setzte die belgische Armee 1891–1909 eine Decauville-Baustellenbahn ein. Sie führte von einem Schiffsanleger und von der Endstation einer Luftseilbahn zur Baustelle des Forts. Mit einer von Georges Moulaert entwickelten und standardisierten Leichtbaubrücke mit aus Belgien importierten Holzbalken und Drahtseilen konnte die Decauvillebahn Spannweiten von 15–20 m überbrücken.

### Trocknung von Zirbelkieferzapfen in Modane, Frankreich
In Modane im französischen Département Savoie gab es einen großen, befestigten Trocknungsplatz für Zirbelkieferzapfen, der über eine Decauville-Dreiwegweiche erschlossen war. Die umgangssprachlich Zirbelnüsse genannten Samen dienten der Produktion von Lebensmitteln sowie von Spirituosen wie Zirbenlikör und Zirbenschnaps.

### Ausgrabungen in Karthago, Tunesien
Der französische Missionar und Archäologe Alfred Louis Delattre (26. Juni 1850 in Déville-lès-Rouen; † 12. Januar 1932) führte um 1896 die Decauville-Ausgrabungsmethode (spanisch método de excavación llamado Decauville) im tunesischen Karthago ein. Er untersuchte dort ab 1889 punische Gräber. Zwischen 1899 und 1901 wurden mehr als 1300 Gräber ausgegraben, vor allem um nach Wertsachen zu suchen und weniger aus wissenschaftlichem Interesse. Dabei wurden die Gräber kontinuierlich ausgegraben, indem vertikale Schnitte zum Befüllen der Kipploren ausgeführt wurden. Diese konnten über tragbare Gleise problemlos bis vor die Türen der Grabkammern geschoben werden. Der Sand wurde erst durchsucht und gesiebt, nachdem der Inhalt der Decauville-Kipploren ausgekippt worden war, in einer Art, die eher für Schatzsucher als für Archäologen typisch war. Auf diese Weise war es unmöglich, eine Abfolge von stratigraphischen Ablagerungen in Betracht zu ziehen, wodurch es zu einem enormen Datenverlust kam. Daher kritisieren viele spätere Archäologen die Arbeit von Delattre.

### Archäologische Ausgrabungen in Susa im Iran
Der Bergbauingenieur Jacques de Morgan, der bereits in Ägypten antike Stätten ausgegraben hatte, hob auf der Akropolis von Susa im Iran in den Jahren 1897–1898 einen 180 Meter langen Graben aus, um Spuren der achämenidischen Perser zu finden. Dabei erstellten Gruppen von lokal angeworbenen Arbeitern jeweils Schnitte von 5 Metern Breite und 5 Metern Tiefe. Der Abtransport des Aushubs erfolgte mit handbetriebenen Decauville-Kipploren.

### Wasser- und Salztransport in der Stadt Dschibuti in Französisch-Somaliland

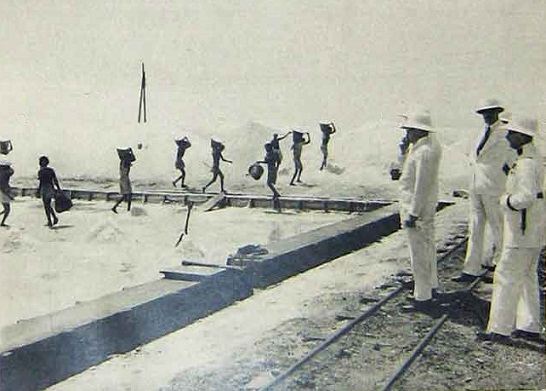
Kolonialminister Paul Reynaud in der Salzmine, 1931

Die 1888 von den Franzosen gegründete Stadt Dschibuti löste 1892 Obock als Hauptstadt von Französisch-Somaliland ab. Im Jahr 1896 wurde dort eine Sommerresidenz für den Gouverneur gebaut. Eine 2500 m lange Decauvillebahn wurde verlegt, um dem Verwaltungspersonal frisches Wasser zu bringen. Die 2500 Meter langen Gleise und die Zisternen waren hundert Mal teurer als eine Wasserversorgung, mit auch die einheimischen Bewohner der Siedlung hätten versorgt werden können, in der es 1893 eine Cholera-Epidemie gegeben hatte. Mohamed Saleh Coubeche eröffnete dort in der Rue d’Éthiopie im Herzen der Handelsstadt ein Schiffsausrüstungsunternehmen, mit dem er die im Dschibuti vor Anker liegenden Dampfschiffe mit Gemüse, Obst, lebenden Tieren und frischem Fleisch versorgte.
Im Südwesten der Stadt Dschibuti wurde das Salz des Roten Meeres in künstlichen Becken gewonnen und mit einer seit den 1920er Jahren Diesellokomotiven betriebenen Decauvillebahn abtransportiert.

### Krankenhaus von Mexiko-Stadt
Im Krankenhaus von Mexiko-Stadt (Hospital General de México) wurde um 1895 eine Decauville-Bahn mit vorgefertigten Gleisjochen verlegt, um die Wäsche zwischen den Krankenstationen und der Wäscherei zu transportieren. Ein Plan von 1901 zeigt die Streckenabschnitte, die alle Pavillons und Gebäude miteinander verbanden. In den Plänen von 1904 und 1905 ist dieses Schienennetz nicht mehr eingezeichnet aber in zwei Fotos um 1925 ist die Bahn gut zu erkennen.

### Piereisenbahnen auf der Insel Anticosti in Québec
Der Franzose Henri Menier erwarb 1895 die Insel Anticosti in der kanadischen Provinz Québec. Er begann im Frühjahr 1896 an der Baie-Sainte-Claire (ehemals English Bay) am Westende der Insel, wo bereits 6 oder 7 Fischer mit ihren Familien ansässig waren, mit dem Bau eines Dorfes. Dort errichtete er ein Sägewerk, sein Büro, mehrere Häuser, ein Lagerhaus, eine Farm usw. Ein 100 Meter langer Holzsteg führte als Schiffsanleger in die Bucht, auf dem eine 1896 oder 1897 aus Frankreich importierte Decauvillebahn mit einer Gesamtlänge von 1,6 km (1 Meile) und einer Spurweite von 600 mm verlegt wurde. Von Hauptstrecke zum Sägewerk bog eine Zweigstrecke zum Lagerhaus und zur Farm ab. Die kleinen Flachwagen wurden von Pferden gezogen.

Da die Bucht den Schiffen bei Sturm nur unzureichenden Schutz bot, wurde die Siedlung 1899 an die 13,5 km entfernte Baie Gamache (später Port-Menier) verlegt. Beim Bau der Hafenanlagen wurde eine andere Decauvillebahn mit 600 mm Spurweite eingesetzt. Auch hier wurden die Züge mit Pferden bespannt. 1904 wurde die zweiachsige, 5 t schwere Decauville-Dampflok N° 416 mit einer Spurweite von 750 mm zusammen mit Loren und neuem Oberbaumaterial geliefert. Die Waldbahn wurde 1910–1911 auf Normalspur umgespurt. Ende 1910 wurde die Schmalspurlokomotive im Keller des Clubraums in Port-Menier eingelagert. 1944 oder 1945 wurden die beiden Wasserkästen der Lok abgebaut und als Dieselöltanks im Kraftwerk eingesetzt. 1949 wurde die Lok zerlegt und Ende desselben Jahres mit dem Boot zur Verschrottung verschifft.

### Granitsteinbrüche bei Troesmis in Rumänien
Bei der römischen Stadt Troesmis zwischen Măcin und Turcoaia im Kreis Tulcea in Rumänien gab es eine Decauville-Bahn, die den um 1880 eröffneten Steinbruch in Iacob-Deal mit der Donau verband. Die Feldbahn wurde höchstwahrscheinlich nach 1896 gebaut, nachdem Vlase Ștefănescu den Granitsteinbruch in Iacob-Deal übernommen hatte und begann, die Infrastruktur für den Abbau und seine Arbeiter aufzubauen und zu organisieren. Bis 1940 führte die Feldbahn zum Schiffsanleger Gura Armanului an der Donau, an dem der Granit auf Lastkähne verladen wurde und die heute als Lagerplatz für Schotter dient. Um 1960 gab es eine Verlängerung der Feldbahn, um weiterhin Material aus dem Steinbruch Iacob-Deal östlich des Dorfes Turcoaia zur Verladestelle zu bringen, sowie aus den Steinbrüchen in bei Piatra Râioasă sowie den Steinbrüchen Morsu, Carabalu, Ghiunaltu und Baba Rada in der Nähe des Dorfes Greci. Weitere Verladestellen unterhalb der Ostbefestigung von Troesmis sind zu vermuten. Die Feldbahn führte unterhalb des Lößfelsens und der Troesmis-Stätte vorbei, um die westliche Befestigung herum und dann auf der anderen Seite, am Ufer des Iglița-Teichs, zur Kreuzung mit der Hauptstraße und von dort direkt zum Dorf Greci.

### Ackerbau beim Kloster Mont des Cats, Frankreich
In dem 1826 gegründeten Kloster Mont des Cats (französisch: Abbaye Saint-Marie-du-Mont) in Godewaersvelde (Französisch-Flandern) betreiben die Trappisten auf den umliegenden Ländereien mit modernsten Methoden Landwirtschaft. Sie stellen beträchtliche Mengen Käse der angesehenen Marke Mont des Cats her, mit dessen Verkauf sich das Kloster finanziert. Das Trappistenbier dieser Marke wird heute nicht mehr auf dem Klosterberg, sondern in der Abtei Scourmont bei Chimay in Belgien gebraut. Bei der Feldarbeit setzten sie um 1898 eine Decauville-Feldbahn ein, deren Gleise in verschiedenen Kupferstichen gezeigt werden. Das Kloster liegt in Frankreich nahe der belgischen Grenze in einem Gebiet und diente während des Ersten Weltkriegs in einer stark umkämpften Zone als Lazarett.

### Chicle-Feldbahn von Puerto Morelos nach Leona Vicario in Mexiko

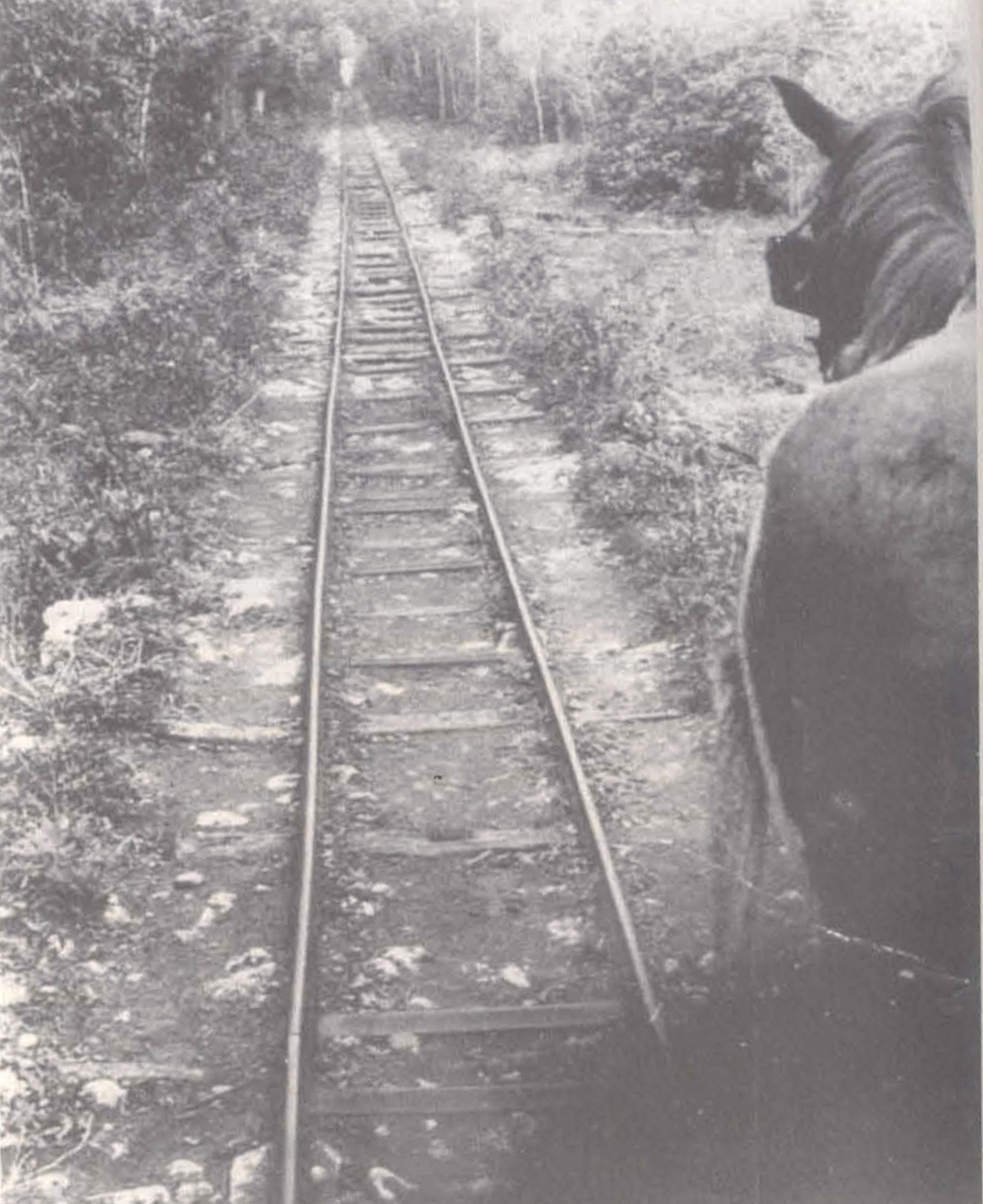
In Bögen lief das Pferd wie hier auf der Seite

Chicle ist ein gummiartiger Stoff aus dem weißen Milchsaft von verschiedenen Manilkara-Arten. Er wurde schon in vorgeschichtlicher Zeit etwa 2000 Jahre v. Chr. von den Maya und den Azteken genutzt. Ab 1900 stieg der Bedarf für dieses Naturprodukt, um daraus Kaugummis herzustellen. Daher wurden mehrere Schmalspurbahnstrecken verlegt, um es zu den Häfen zu bringen und dann zu verschiffen. Eine davon war die etwa 40 km Decauville-Bahn auf einem alten Maya-Damm („Maya Causeway“) vom Hafen bei Puerto Morelos zum Camp Colonia Santa Maria, der heutigen Stadt Leona Vicario im Nordosten von Quintana Roo, Mexiko. Die Bahn begann am Leuchtturm von Morelos, und ersten Kilometer an der Küste verliefen durch einen sumpfigen Mangroven-Wald. Auf der Strecke gab es Stationen bei den Camps von San Juan (km 5), Don Jacinto (km 7), Apolonia (km 8),  El Once (km 11), San Salvador (km 14), Santa Angelina (km 22, heute Central Vallarta) und Santa Matilde (km 31). Von der Strecke zweigte eine 28 km lange Zweigstrecke ab.
Die hölzernen Feldbahnloren hatten zwei Achsen und wurden entweder von ein bis zwei Maultieren oder einem Pferd gezogen. Das Ladegewicht betrug 1 Tonne. Die Pferde wurden alle 10 km getauscht. Für Gesamtstrecke war ein kompletter Arbeitstag erforderlich. Auf diese Weise konnten drei Fahrten hin und zurück pro Woche erledigt werden, ohne die Zugtiere zu überlasten. Jeweils 8 Tonnen Chicle wurden dann in Morelos auf 8 m lange Segelschiffe verladen, um es für den Weitertransport auf die Insel Cozumel zu bringen, won wo es in die vereinigten Staaten exportiert wurde. Die Hazienda bei Santa Maria, die Feldbahn wurden über ein durch die Bank of London and Mexico (später Banco Serfin, heute Grupo Financiero Santander Serfin) vergebenes Darlehen finanziert. Die Cruzoob-Rebellen Chan Santa Cruz und Sprechendes Kreuz leisteten im April 1899 bewaffneten Widerstand gegen den Bau der Feldbahn durch die Companie Colonizadora wurden aber von etwa 1000 Gastarbeitern aus Kuba, Mexiko, Korea und Afrika überwältigt. Die Beschriftungen auf den Schienen deuten darauf hin, dass sie aus dem Hause Decauville stammen und auch die Achsen einer noch erhalten Lore  in Central Vallarta sind mit Decauville beschriftet.

### Kohle-Tagebau in Tonkin im heutigen Vietnam

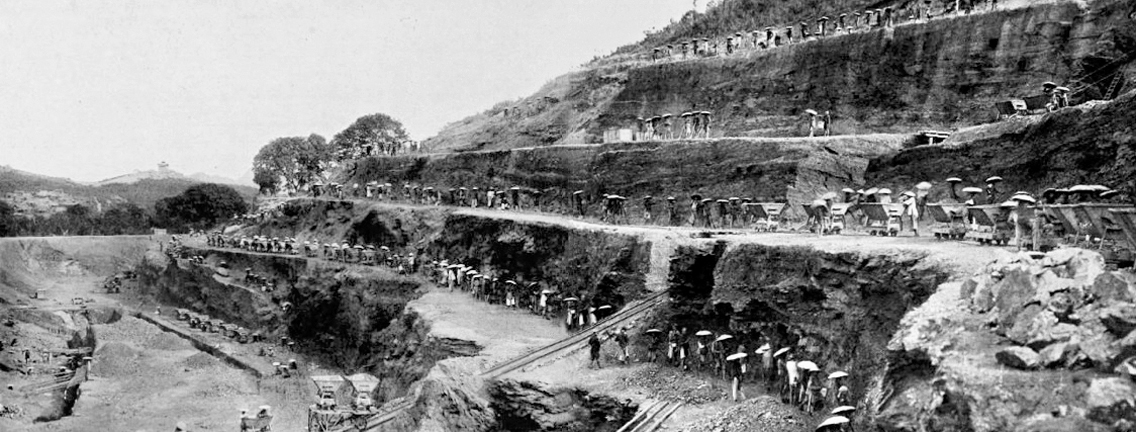
Mines d’Hatou, Tonkin, 1901

Die 1899 gegründete Société française des charbonnages du Tonkin betrieb im großen Stil Kohle-Tagebau in der Halong-Bucht im Norden des heutigen Vietnams. Die dort gewonnene Kohle wurde vor allem nach Japan exportiert. Nach nur 2.000 t im Jahr 1890 erreichte die jährliche Produktion 1913 bereits 0,5 Mio. t, 1929 schon 1,7 Mio. t, 1937 sogar 2,3 Mio. t und 1939 schließlich 2,6 Mio. t. Rund 85.000 Menschen arbeiteten 1939 in Kohlebergwerken, darunter viele Chinesen und Annamiten sowie 271 Europäer, die als Manager, Ingenieure und Techniker angestellt waren. Die harte Arbeit in den Minen in der Halong-Bucht forderte insgesamt 40 000 Menschenleben. Die Gesellschaft betrieb 1899 außerdem eine Meterspur-Werkbahn mit 6 Lokomotiven für den Transport zur Brikettfabrik am Hafen. Im Bergwerk (Mine de Carrère) wurden eine Decauville-Dampflok und 250 Kipploren auf 3.000 Meter Decauville-Gleis mit Kurven und Kreuzungen eingesetzt.

### Gebäudeversetzung des Postamts von Papeete auf Tahiti in Französisch-Polynesien
1902 wurde es in Papeete auf Tahiti in Französisch-Polynesien erforderlich, das Postamt an eine andere Stelle zu verlagern. Anstatt es abzureißen und an der neuen Stelle wieder aufzubauen, wurde es vom Untergrund gelöst und auf einer Decauvillebahn als Ganzes versetzt.

Zuvor wurde bereits beim Bau des Wasserturms von Faaiere mit einem Fassungsvermögen von 150.000 Litern für die Trinkwasserversorgung der Stadt Papeete ein Höhenunterschied von 37 Metern mit einer auf einer 220 Meter langen schiefen Ebene verlegten Feldbahn überwunden. Dabei beförderte eine von einem 12 PS starken Fowler- oder Decauville-Lokomobil angetriebene Seilwinde jeweils drei Feldbahn-Loren gleichzeitig, wobei für etwa sechzig Fahrten bis zu 200 kg Kohle pro Tag verbraucht wurden. In einem Brief vom 18. Juni 1891 an den Gouverneur Theodore Lacascade erwähnt Paul Decauville einen Auftrag über „15 km 60-cm-Straßenbahnschienen und rund 12.000 Franc Rollmaterial, zahlbar in drei Jahren,“ vermutlich für eine von Hand oder mit Zugtieren betriebene Straßenbahn von Papeete nach Punaauia.

### Roça Agua Izé in São Tomé und Príncipe
Die Companhia da Ilha do Principe hat 1902 auf der ihr gehörenden Pflanzung Roça Agua Izé auf São Tomé 6.718 m Decauville-Bahn-Gleise verlegt sowie die Kaibrücke in der Bucht von Praia Rei fertiggestellt. Laut dem Jahresbericht von 1902 gab es in ihren Pflanzungen auf der Insel São Tomé 2.554.640 Kakao- und 1.162.300 Kaffeebäume sowie auf der Insel Principe 1.073.778 Kakao- und 20.300 Kaffeebäume. Die Produktion von 1902 betrug 963,5 t Kakao und Kaffee.
Außer Kakao und Kaffee wurden auf den Pflanzungen der Gesellschaft auch noch andere Pflanzen kultiviert: zum Beispiel Bananen, Kokosbäume, Ölpalmen, Kolabäume, Kautschukpflanzen, Vanille, Chinarindenbäume und Holzbäume sowie als Nahrung für die Arbeiter auch Mais, Maniok, Bohnen, Gemüse etc. Die Gesellschaft beschäftigte 1703 Mitarbeiter, von denen 50 aus Europa stammten. Die Aktienbesitzer erhielten im ersten und zweiten Halbjahr 1902 insgesamt 14 % Zinsen.

### Hacienda El Progreso, San Cristóbal
Die Hacienda El Progreso befand sich im feuchten Hochland der östlichsten Galapagosinsel San Cristóbal, 6 km östlich der modernen Hafenstadt Puerto. Von 1880 bis 1917 betrieb die Zuckerplantage El Progreso auf der Insel San Cristóbal im Galápagos eine dampfbetriebene mechanisierte Zuckerfabrik. Trotz ihrer abgelegenen Lage nutzte sie die neuesten industriellen Technologien. Um 1904 produzierte die Hacienda El Progreso etwa 500 Tonnen Zuckerprodukte pro Jahr und große Mengen an Alkohol für die Vermarktung in Ecuador. Es gab dort über 100 km Straßen und eine 10 km lange aus Frankreich importierte Decauville-Bahn. Die Kosten für den Bau der Eisenbahn betrugen etwa 3.500 £. Mit ihr wurden Zuckerprodukte, Kaffee, Schildkrötenöl, Limetten, gesalzener und getrockneter Fisch, Fleisch und Leder zum Tiefwasserhafen der Insel transportiert. Nachdem der Plantagenbesitzer 1904 von seinen Arbeitern getötet worden war, arbeitete die Zuckerfabrik mehr als ein weiteres Jahrzehnt, bevor sie 1917 aufgegeben wurde. Teile der Maschinen wurden auf das ecuadorianische Festland gebracht, aber einige bleiben vor Ort.

### Quai d’Orsay in Paris
Auf der Baustelle des Gare d’Orsay der Chemin de Fer de Paris à Orléans um den 15. Februar 1899 wurde am Quai d’Orsay und Quai Saint-Bernard eine Decauville-Bahn verwendet.

### Weltausstellung Paris 1900
Beim Bau der Messehallen für die Weltausstellung Paris 1900 auf dem Champ de Mars wurde eine Decauville-Bahn für die Erdbewegung und zum Zementtransport eingesetzt. Der Bauunternehmer verlegte bereits Mitte April 1897 die ersten Decauville-Gleise auf ebenem Gelände entlang der Seine, da das Niveau des Untergeschosses des Grand Palais fast auf der gleichen Höhe wie das gepflasterte Ufer des Kais lag. Kurze Züge mit sechs Kipploren, die von Tieren gezogen werden, förderten den Aushub zu einer Plattform unterhalb des Invalidendoms, von wo aus sie in die Kähne gekippt wurde, während andere Züge beladen wurden oder in Bewegung waren.

### Salins d’Hyères, Frankreich
Auf einer Postkarte von 1901 werden am Hafen der Salinen von Hyères die ersten Decauville-Gleise gezeigt und spätestens ab 1912 wurde ein mit Zugtieren betriebenes Decauville-Netz in den Salinen dokumentiert. Der Lagerplatz der Compagnie des Salins befand sich nördlich des Quartier des Pêcheurs in der Nähe des Zollamts. Ein großes Gebiet, das sich zu beiden Seiten eines Ortes namens Le Canet befand, diente als Sammel- und Lagerplatz für das Salz. Diese großen Salzhaufen wurden Camelles genannt. Sie wurden mit Ziegeln abgedeckt, um sie vor Regen zu schützen. Das Feldbahn-Netz verschwand in den frühen 1960er Jahren. 1966 wurde die Cie des Salins du Midi Eigentümerin des Standorts Les Pesquiers. Sie bevorzugte und stellte den Betrieb der Vieux Salins ab 1970 ein. Die endgültige Einstellung des Betriebs für beide Standorte erfolgte 1995 aus wirtschaftlichen Gründen.

### York Water Works in England

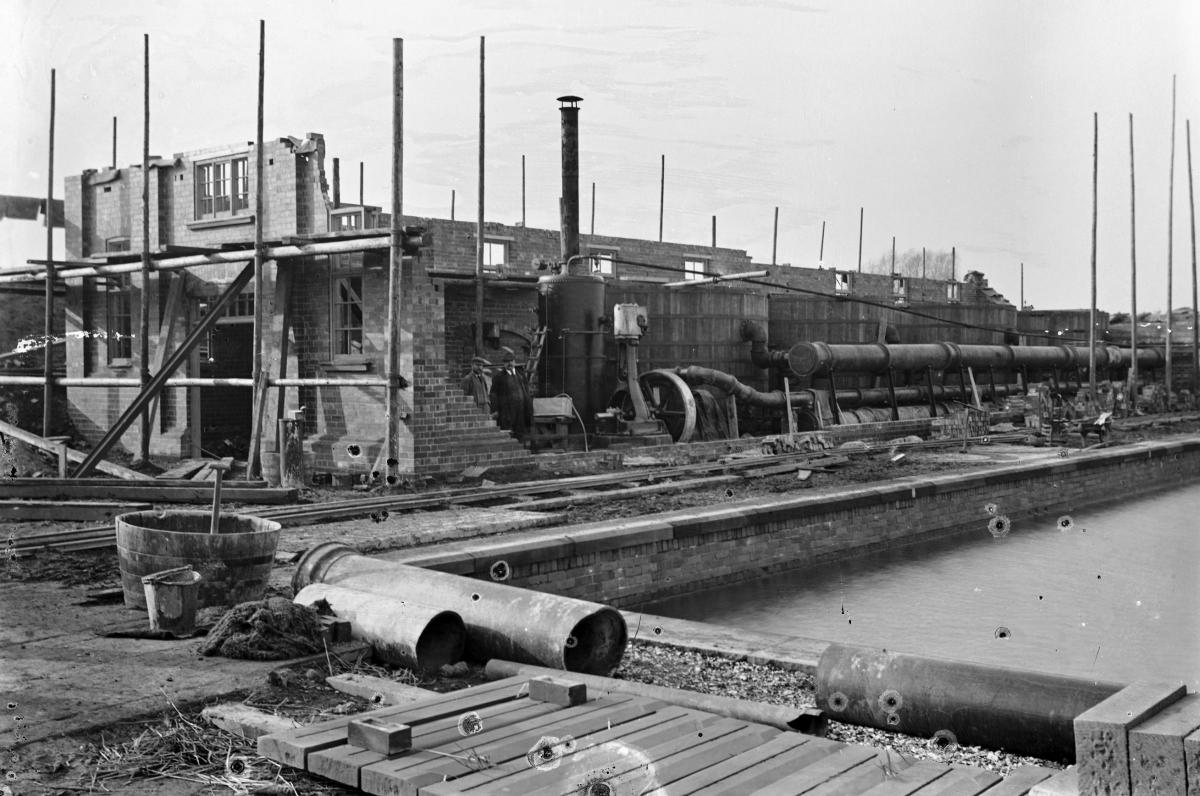
Bau der Rapid Gravity Filters in Acomb, 1902

Die York Water Works in England betrieben eine Decauville-Bahn mit 400 mm Spurweite, bei der die Loren von Hand geschoben wurden. Sie wurde zum Beispiel 1902 bei den Bauarbeiten der ersten Rapid Gravity Filters in den Acomb Landing Treatment Works in einem Vorort von York eingesetzt. Fliegende Gleise wurden wohl vorübergehend auch in den Yorker Filterbetten der Kläranlage verlegt.
Vier Decauville-Kipploren dieser Bahn aus der Zeit um 1890 bis 1895 sind heute in der Wortley Top Forge bei Thurgoland zu sehen. Sie wurden bei einer Generalüberholung durch John Fowler & Co. aus Leeds mit neuen Achslagern versehen, die noch erhalten sind. Sie werden dort gelegentlich noch auf einer permanent verlegten Strecke sowie auf vorübergehend verlegten Gleisjochen benutzt, um schwere Gegenstände auf dem Gelände zu bewegen, und sind besonders nützlich in der Schmiede, die mit gummibereiften Fahrzeugen nicht erreichbar ist. Eine ebenfalls von Fowler generalüberholte Kipplore ist bei der Ripon & District Light Railway museal erhalten.

### Weingüter in der Camargue in Frankreich

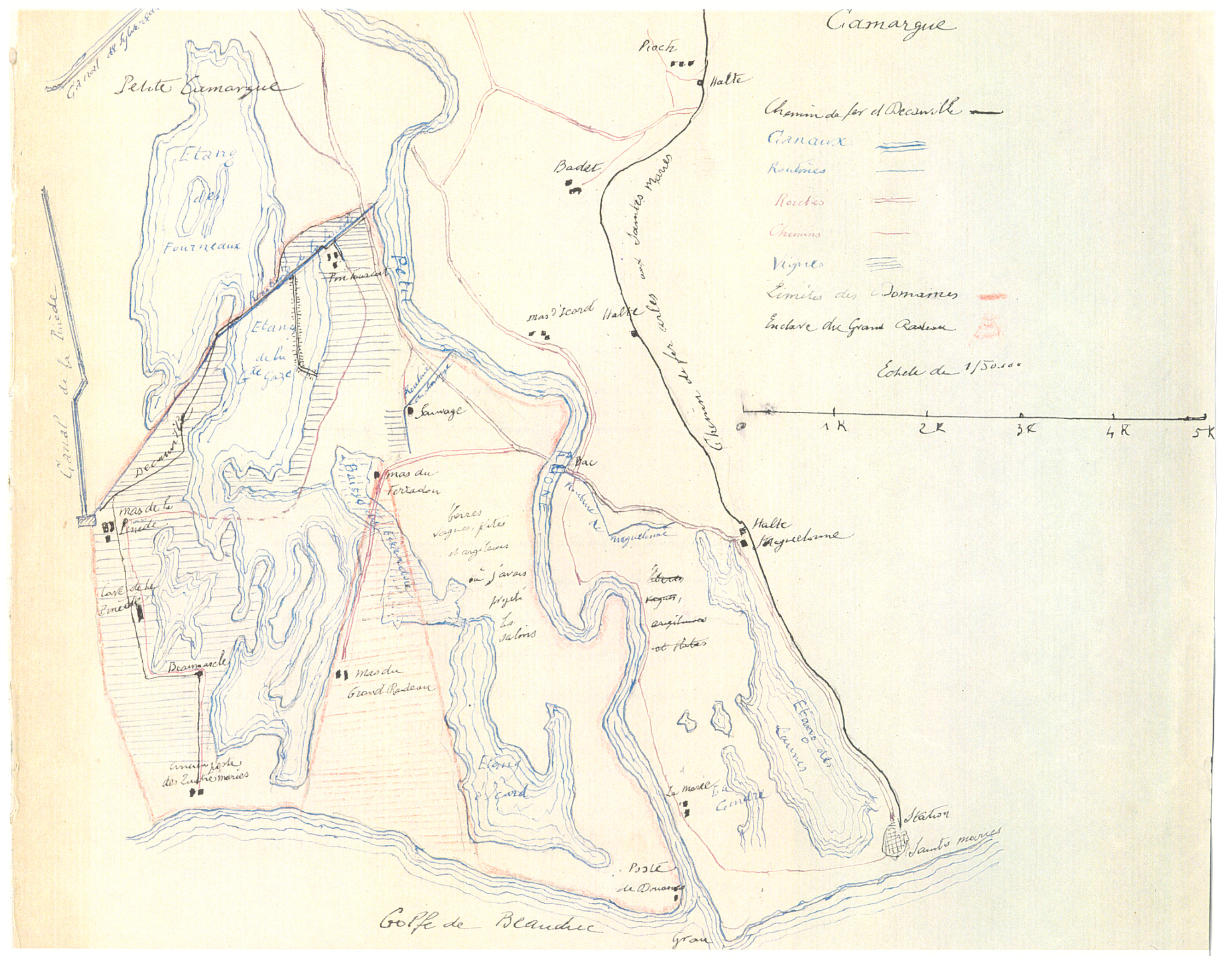
Prosper Capelles Skizze der Decauville-Bahn der um 1905 bewirtschafteten Weingüter in der Camargue

Die Weingüter Le Domaine de La Pinède und Le Domaine de Pin Fourcat bei Saintes-Maries-de-la-Mer in der Camargue in Frankreich betrieben um 1905 ein 20 km langes Decauville-Netzwerk mit 400 Kipploren. Die beiden Weingüter waren durch eine Decauville-Bahn auf einem Damm miteinander verbunden, die fast 6 km lang war und den Transport von Wein nach Pin Fourcat an der Petit Rhône und umgekehrt den Transport von Dünger und anderen Gütern nach La Pinède ermöglichte. Die Bahn überquerte auf dem Damm die Teiche Fourmeaux und Grande Gaze, an dessen Ufer eine breite Bewässerungsrinne angelegt worden war, um das Wasser der Petit Rhône nach La Pinède zu leiten.

### Hafenmolenbahn in Franceville auf den Neuen Hebriden
Die Société française des Nouvelles-Hébrides betrieb um 1906 in Franceville im Kondominium Neue Hebriden, dem heutigen Port Vila im Pazifikstaat Vanuatu, eine Decauvillebahn auf der von Steuergeldern aus Steinen errichteten Hafenmole. Diese diente dem Gütertransport, der kleinen Hafenstadt, die über Lagergebäude, Magazine, Schuppen und Wohnhäuser sowie eine Kaffeeschälanlage verfügte.

### Hafenbahn in Grand-Bassam an der Elfenbeinküste
Die handbetriebene Hafenbahn von Grand-Bassam an der Elfenbeinküste spielte zur Zeit des Kolonialismus um 1906 eine große Rolle beim Güterumschlag, insbesondere beim Export von tropischen Hölzern nach Europa. Bereits 1965–1967 rettete eine Gruppe von Eisenbahnfreunden mit einem Unimog unter Leitung von Gervais Robillard eine Decauville-Dampflokomotive (Baujahr 1924/27) der 1891–1893 gegründeten Gesellschaft Quiquerez de Segonzac vom Grund des San-Pedro-Flusses. Sie wurde daraufhin wohl in ein „Museum“ von Abidjan oder Grand-Bassam gebracht. Das Ministerium für Kultur und Frankophonie stellte 2012 bei der UNESCO einen Antrag, die Altstadt von Basam zum Weltkulturerbe zu erklären. Dabei wurden die lose verlegten Feldbahngleise explizit erwähnt und photographisch dokumentiert.

### Küstensanatorium Barkåkra, Schweden

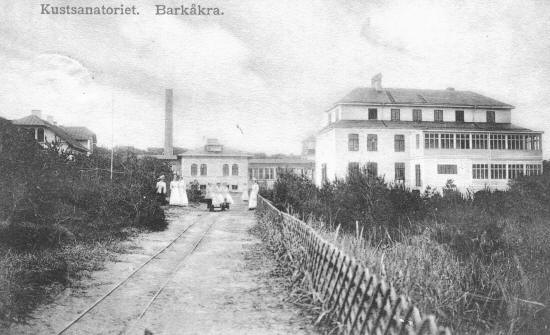
Küstensanatorium Barkåkra

Anfang August 1906 wurde vom Küstensanatorium Barkåkra bei Vejbystrand bis zum Strand eine Decauville-Bahn verlegt. Die Bahn war 160 Meter lang und kostete 427 SEK. Es handelte sich um die gleiche Art von Gleis, wie sie zu dieser Zeit in Bergwerken verwendet wurde. Die zum Strand hinunterführende Bahnstrecke wurde benutzt, solange dort ein Wetterschutz-Schuppen stand. Als er 1915 abgerissen wurde, wurde auch die Decauville-Bahn abgebaut.

### Ferme-école de Royat in Montaut, Frankreich
Die Decauvillebahn der Ferme-école de Royatist in Montaut im oberen Stockwerk des mehrstöckigen Kellers des Zentralgebäudes installiert. Auf dem Boden platziert und etwa fünfzehn Meter lang, besteht sie aus zwei Stahlschienen im Abstand von 44 Zentimetern, die durch Stahlschwellen miteinander verbunden sind. Zwei zweiachsige Loren mit Speichenrädern haben mit Stahlblechen abgedeckte Rahmen, und eine Griffstange über die sie geschoben werden konnten. Die Beschriftungen „PORTEUR DECAUVILLE TOUT EN FER BREVETE SGDG“ sind auf jedem Rad eingegossen. Aus Sicherheitsgründen haben beide Fahrzeuge derzeit nur jeweils eine Achse.

### Eisenbahnbau der Madeira-Mamoré-Eisenbahn in Brasilien
Bolivien trat 1903 durch den Vertrag von Petrópolis das Acre-Territorium, einen Streifen wertvolles Kautschukland nördlich des Abuna-Flusses unter der Bedingung an Brasilien ab, dass Brasilien eine Eisenbahnlinie um die Stromschnellen im Rio Madeira und Río Mamoré baue. 1906 wurde der Auftrag für den Bau der Madeira-Mamoré-Eisenbahn an einen brasilianischen Ingenieur namens Catambry vergeben. Die Bauarbeiten begannen am 24. Juni 1907 bei Santo Antonio dem Jaci-Paraná-Fluss entlang.

Beim Bau des Gleisbetts wurden verschiedene Methoden der Erdbewegung ausprobiert. Zuerst wurden Pflüge und Erdschieber verwendet, aber diese Methode wurde kurz darauf aufgegeben, als sich herausstellte, dass die Maultiere diese Art von Arbeit in diesem Klima nicht ertragen konnten. Daraufhin wurde eine große Anzahl von Decauville-Loren und -Schienen zur Baustelle gebracht, was sich als so nützlich erwies, dass sie während des Restes des Gleisbaus fast ausschließlich verwendet wurden. Das Material für die Trassierung von Böschungen wurde im Bereich der Einschnitte von Hand von beiden Seiten der Strecke aufgeladen. Wenn das nicht ausreichte oder wenn die Einschnitte weit entfernt lagen, wurden Gruben so nahe wie möglich an der Böschung ausgehoben und mit Decauville-Kipploren oder mit Karren befördert. Die Subunternehmer wurden für das tatsächlich ausgegrabene Material bezahlt. Nachdem die Meter-Spur-Gleise verlegt worden waren, wurden zur Schotterung und stellenweisen Erhöhung des Bahndamms ein Dampfschaufelbagger eingesetzt. Entlang der Eisenbahn wurde sehr wenig Kies oder Gestein gefunden, so dass Cascalhao als Gleisschotter verwendet wurde. Das Material wurde in Züge von zwanzig Wagen in Rodgers Ballast Cars oder Western Dump Cars geladen, wobei jeder Wagen mit etwa fünfzehn Kubikmetern beladen war.

### Camp du Valdahon (Doubs)
Im Camp du Valdahon (Doubs), einem französischen Militärlager in Valdahon im Département Doubs in der Region Burgund-Franche-Comté, wurde nach der Gründung im Jahr 1905 eine Feldbahn vom Steinbruch in die Kaserne angelegt, um Baumaterial für die Errichtung der Gebäude zu transportierten. Im Jahr 1906 vergrößerte sich die Fläche des Lagers auf 2.584 Hektar und der Bau von Baracken und einer Krankenstation begann. Mehr als 70 Gebäude wurden gebaut: Kasinos, Büros, Kantinen, Ställe, Scheunen. Zur gleichen Zeit wurde in der Nachbarschaft ein Zeltlager eingerichtet. Das Lager konnte daraufhin 5000 Soldaten aufnehmen. Es wurde 1907 eingeweiht. Das inzwischen 3500 ha große Lager von 3.500 ha ist auf die Ausbildung von Grundeinheiten (Kompanien, Geschwader, Batterien) spezialisiert, wobei der Einsatz von Mörsern und Ingenieuren Vorrang hat.

### Schlachthaus und Gerberei von Alexandria, Ägypten
Um 1905 wurde in Alexandria in Ägypten ein neuer, großer Schlachthof gebaut. Der Schlachthof mit Blick auf die Slaughterhouse Bay wurde in Zusammenarbeit zwischen dem Handelsministerium und dem Landwirtschaftsministerium errichtet. Das Industriegelände war mit benzinbetriebenen Maschinen, elektrischer Beleuchtung und französischen Decauville-Schmalspurbahngleisen ausgestattet.
Neben dem Schlachthof befand sich eine zur gleichen Zeit neu errichtete Gerberei, die Tannerie Moderne, die der griechischen A.Z. Halcoussis Fils and Co. gehörte, einem Pionier bei der Einführung des motorisierten Gerbereibetriebs, als 1905 alle Gerbereien Alexandrias auf eine Fläche von etwa 9000 m² verlegt wurden.

### Amphitheater von Saintes
Bei der archäologischen Ausgrabung des gallorömischen Amphitheaters von Saintes wurde 1907 eine provisorische, zweigleisige Schienenseilbahn installiert, um den Abraum in Kipploren über eine seilbetriebene Rampe abzutransportieren, wobei die leeren Loren als Gegengewicht dienten. Die für den Betrieb erforderliche Damfseilwinde war am oberen Ende der Steilstrecke aufgestellt.

### Paläontologische Ausgrabungen bei der Trinil-Expedition, Java
Die Trinil-Expedition wurde 1907 und 1908 auf Java als geologische und paläontologische Forschungsreise mit Unterstützung der Akademischen Jubiläumsstiftung der Stadt Berlin und der Königlich bayerischen Akademie der Wissenschaften durchgeführt. Eine systematische Grabung wurde in Trinil am Solo-Fluss durchgeführt, wo der niederländische Anatom Eugène Dubois 1891 die ersten vorgeschichtlichen homininen Reste außerhalb von Europa gefunden hatte, die später als Java-Mensch große Bekanntheit errangen und zum Typusexemplar von Homo erectus erklärt wurden.
Koningk Knyp, der örtliche Leiter des Bergbaus (Chef van Mynwesen) stellte den Wissenschaftlern in freigebiger Weise kostenlos Kipploren und Decauville-Gleise etc. zur Verfügung, die mehrfach in den wissenschaftlichen Berichten abgebildet sind. Der Transport des Decauvillebahn-Materials hat viel Mühe bereitet. Es konnte mit Wagen bis Soko gebracht werden. Wenn das Wasser hoch genug war, wurden sie in eine Prau (kleines Boot) geladen und so den Soko-Fluss (ein Nebenfluss des Solo) hinab nach Trinil befördert. Die ziemlich schweren Decauville-Wagen wurden dann von ungefähr 10 Arbeitern nach Trinil gezogen. Öfters sanken die Wagen bis an die Achsen in den nassen Ton, und es dauerte dann viele Stunden, bis sie auf der Arbeitsstelle waren. Die Schienenstücke von  5 m Länge konnten von zwei Leuten getragen werden. Um die Deckschicht schneller abgraben zu können, wurde eine Decauville-Bahn zum Flussufer verlegt und das taube Material auf eine Halde am Fluss gestürzt. Dadurch wurde sehr viel Zeit und Mühe gespart, sonst hätte nämlich aller losgemachte Grund mit kleinen Tragkörben fortgebracht werden müssen. Zu einem späteren Zeitpunkt wurde die Decauville-Bahn, mit der das Material abtransportiert wurde, in halber Höhe der Ausgrabungsstätte verlegt.

### Walfangstation in Port-Jeanne-d’Arc, Kerguelen
Die hölzerne Pier von Port-Jeanne-d’Arc (Kerguelen) war 130 Meter lang. Auf ihr verliefen zwei Decauville-Gleise für den Güterverkehr. Über sie wurde eine 1906 von norwegischen Walfängern errichtete Fang- und Verarbeitungsstation der Aktieselskabet Kerguelen, einem Tochterunternehmen der Storm, Bull & Cie, versorgt. Die hölzernen Loren hatten vierspeichige Räder. Die Gleisjoche und Weichen hatten Stahlschwellen.

1977 sowie zwischen 2000 und 2007 wurden die Werkstatt, der Schweinestall das Wohnhaus unter der Leitung von Archäologen und Naturschützern restauriert und ein Teil des „nicht-historischen“ Schrotts mit dem französischen Forschungs- und Versorgungsschiff Marion Dufresne zur Verschrottung in Réunion abtransportiert.

### Kraftwerk Bredene-Slijkens
Beim Kraftwerk Bredene-Slijkens in Belgien gab es eine Kohle-Entladestation, deren Bau am 25. November 1908 genehmigt wurde. Sie wurde auf flämisch Kolen‘manutention’ genannt, ein flämisch-französisches Kunstwort für den „Umgang mit Waren“ und „Bearbeitung per Hand“, das den gesamten Vorgang der Kohlehandhabung beschrieb. Sie bestand aus einer hölzernen Entladeplattform von 70,60 m Länge und 7,50 m Breite am rechten Ufer des Kanals Brügge-Ostende, gegenüber dem heutigen Verwaltungsgebäude. Es gab einen Kran mit einer Tragfähigkeit von 1250 kg und einer Ausladung von 8 m sowie eine Schmalspurbahn, die in einer Schleife um die Kranbahn herum angelegt war. Auf ihr verkehrten zwölf Decauville-Kipploren mit abnehmbaren Kippmulden von jeweils 0,5 m³ Fassungsvermögen. Die Schmalspurbahn führte vom Anlegesteg, über die heutige Prinses Elisabethlaan, die damals nur eine 6 m breite Fahrbahn hatte, zum Hof der Zentrale, wo zwei offene Kohlenbunker mit jeweils 350 m³ Fassungsvermögen errichtet wurden. Die leeren Kippwagen wurden von Hand aus der Zentrale geschoben und überquerten die Straße zur Anlegestelle. Dort wurde die Kippmulde mit dem Kran angehoben und in den Kohlekahn gesenkt. Im Rumpf des Kahns wurden die Kippmulden von Hafenarbeitern beladen. Die Kippmulde wurde von Hand mit der Kohlenschaufel gefüllt, vom Kran wieder hochgezogen und auf das Fahrgestell abgesenkt. Jetzt konnten zwei Männer den Wagen über die Prinses Elisabethlaan auf das Gelände schieben, wo es von einem elektrisch betriebenen Endlos-Schleppkabel auf einer schiefen Ebene über die Kohlenhalde gezogen wurde. Ein ausgeklügeltes Selbstentladesystem sorgte dafür, dass die Kipploren an der richtigen Stelle kippte, woraufhin die leere Kipplore ihre Abfahrt zurück zur Entladeplattform begann.

### Maulbeerbaumplantagen und Flussbegradigung in der Präfektur Kyōto, Japan
Die landwirtschaftliche Versuchsstation in Ayabe im Norden der Präfektur Kyōto befasste sich um 1908 unter anderem mit dem Anbau von Maulbeerbäumen, die für die Seidenherstellung benötigt wurden. Die Rohseide konnte mithilfe eines Schmalspurbahnnetzes in die Spinnereien und Webereien gebracht werden, das sowohl mit auf Holzschwellen fest verlegten Gleisen als auch transportablen Gleisjochen entlang der Flüsse errichtet worden war, um diese zu begradigen und die umliegenden Felder vor Hochwasser zu schützen.

### Ausgrabung der Sonnenpyramide von Teotihuacán in Mexiko
Bei der Ausgrabung der Sonnenpyramide von Teotihuacán setzte Leopoldo Batres für den Materialtransport vierzig Kipploren und einen Kilometer von Koppel gelieferte Gleisjoche („vías portátiles Kepell“) mit einer Spurweite von 600 mm ein. Diese wurden an den Orten verlegt, an denen der Streckenverlauf dem Arbeitsfortschritt angepasst werden musste. Ab 1910 gab es auch eine 600-mm-Bahnstrecke „amerikanischer Bauart“, d. h. mit Stahlschienen auf Holzschwellen, die für Schienenfahrzeuge mit bis zu 8 Tonnen Ladung ausgelegt war.

Außerdem setzte Batres ab 1908 eine Dampfeisenbahn mit einer Spurweite von 914 mm (3 Fuß) ein, deren Bau die Ministerien für Finanzen und öffentliche Arbeiten Ende 1907 genehmigt hatten, um etwa 800.000 m³ Abraum abzutransportieren. Auf ihr konnte eine Dampflokomotive mit zehn Flachwagen mit einer Kapazität von zehn Tonnen pro Flachwagen bis zu hundert Tonnen Abraum pro Stunde transportieren. Neben den Dampflokomotiven, deren Rauchfahnen und heisere Pfeifen ihre Anwesenheit inmitten der alten Tolteken-Städte ankündigten, wurden auch Maultier-Tandem-Gespanne eingesetzt, die  kurze Züge mit jeweils vier Loren zogen.

### Zink-Bergwerke von Hòa Bình, Đồng Hỷ, Vietnam
Die Zinkminen von Lang-Hit (Làng Hích), Mỏ Ba und Bắc Lào in der Thái-Nguyên-Provinz von Vietnam lagen etwa 20 km nördlich von Thái Nguyên. Sie wurden ab 1909 von der Société Minière du Tonkin (SMT) ausgebeutet. Eine 15 km lange Decauville-Bahn mit 600 mm Spurweite wurde gebaut, um die Minen mit dem Flusshafen von Minh-Lý am Ostufer des Cầu-Flusses zu verbinden, von wo aus die Zinkerze nach Hải Phòng verschifft wurden.

### Schrägaufzug und Kellerbahn der Abtei von Clerf in Luxemburg
Die Benediktinerabtei Clerf wurde 1909/1910 im neuromanischem Stil, nach dem Vorbild der Abtei von Cluny gebaut. Architekt war der Niederländer Johannes Franziskus Klomp (1865–1946), der auch zur selben Zeit die Kirche in Clerf entwarf. Das Baumaterial wurde mit einem Schrägaufzug von der Lorettokapelle beim Bahnhof von Clerf (lux.: Klierf; franz.: Clervaux) zur Baustelle transportiert. Die Decauville-Bahn verlief später im Untergeschoss des Kreuzgangs, um Brennstoffe und Vorräte in die Kellerräume zu transportieren. Sie wurde um 1940 abgebaut.

### Ebenholztransport in Kamerun

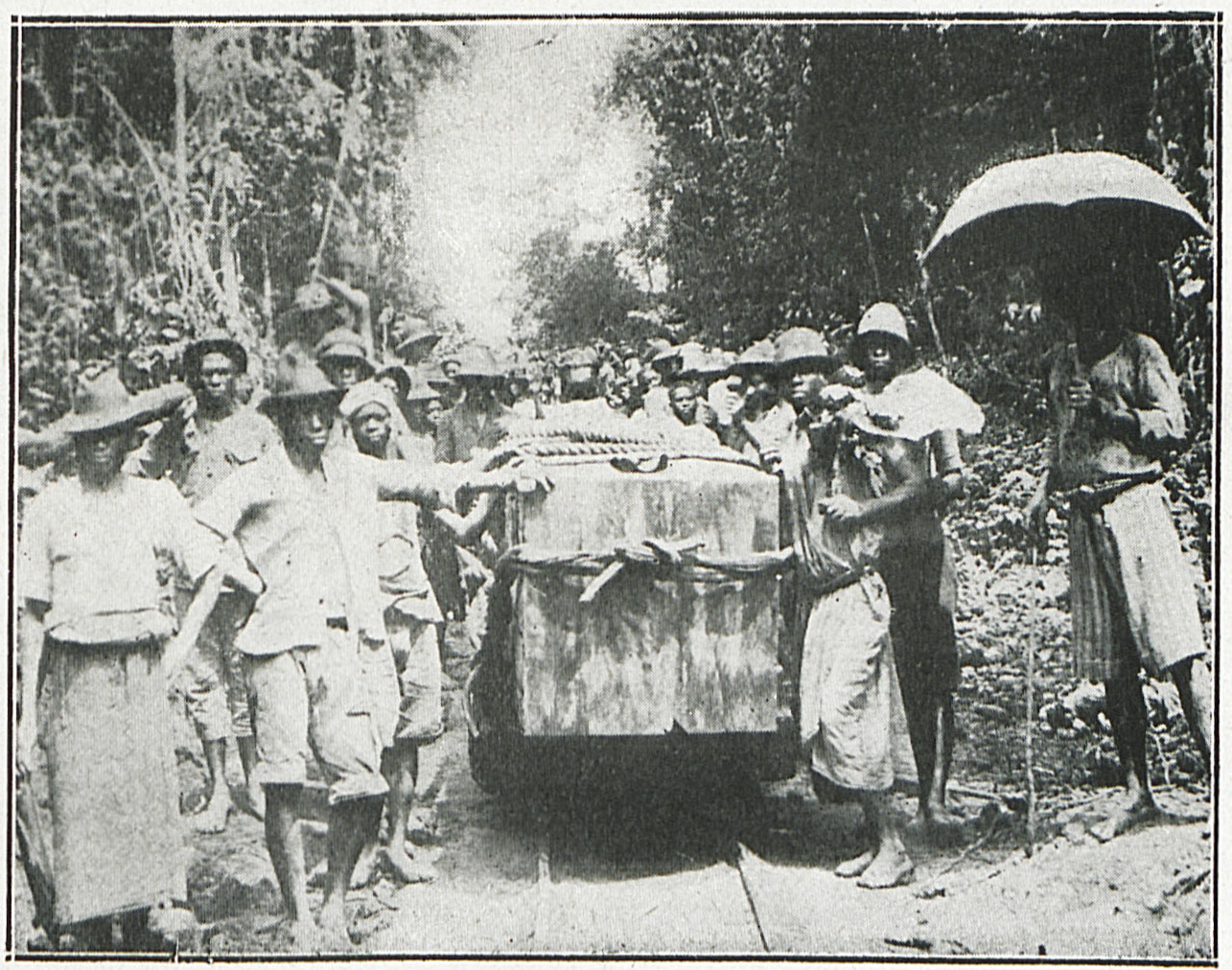
Transport von Ebenholz in Kamerun

Das Kernholz von Ebenholz (Diospyros crassiflora) gehört zu den wertvollsten Holzarten und wurde von Kamerun nach Europa exportiert. Es hat keine sichtbaren Jahresringe und wurde unter anderem zur Herstellung von Klaviertastaturen verwendet. Vor dem Transport wurde das gelb-graue Splintholz bereits am Fällort durch Abbeilen entfernt und der verbleibende Kernholzbalken wurde mit temporär verlegten Decauville-Bahnen von Hand zum Sägewerk geschoben.

Die Beschaffungskosten für die Decauville-Bahn umfassten den Kauf von Schienen, Schwellen, Bolzen für die Montage und Lagerbolzen zur Befestigung an Holzrahmen. Darüber wurden pro Bahnstrecke etwa ein Dutzend Achsen für den Bau von Waggons und schließlich Schrauben, Muttern und Werkzeuge beschafft. Schienen mit einem Metergewicht von 7–9 kg reichten aus, um darauf 3 t schwere Loren bei niedriger Geschwindigkeit zu bewegen. Stellenweise wurden die stählernen Gleisjoche auf Holzrahmen verlegt, damit sie nicht in den Waldboden einsanken.

### Zuckerrüben-Straßenbahn derFerme de la Distilleriein Gouzangrez, Frankreich
Die Ferme de la Distillerie im nordfranzösischen Dorf Gouzangrez baute Zuckerrüben an, um daraus Zucker und Alkohol herzustellen. In Frankreich gab es viele Decauvillebahnen, deren Kipploren auf fliegendem Gleis für den Transport der schweren Zuckerrüben über die bei der Ernte oft aufgeweichten Felder benutzt wurden. Die gelegentlich mehrere Kilometer langen Hauptstrecken blieben meist fest verlegt das ganze Jahr über im Gelände. In Gouzangrez führte die Decauvillebahn wie eine Straßenbahn von der Destille durch das Dorf zu den Feldern. Dafür gab es von Decauville serienmäßig gefertigte Straßenbahngleise, bei denen der Zwischenraum zwischen den Schienen gepflastert werden konnte. Das schützte die Stahlschwellen der Gleisjoche gegen das Verbiegen durch die Zugpferde, durch das sich die Spurweite bei vielen Pferdebahnen im Laufe der Zeit ungewollt verkleinerte. Seit 2007 wird auf der im Herzen des Regionalen Naturparks Vexin français gelegenen Farm hochwertiger Senf hergestellt sowie Linsen, Echter Buchweizen und Weizen der alten Sorte Apache angebaut.

### Zuckerrübentransport an der Distillerie de Vaulerent in Villeron, Frankreich
Die Familie Plasmans betreibt seit Ende des 19. Jahrhunderts einen landwirtschaftlichen Betrieb in der Gemeinde Villeron in unmittelbarer Nachbarschaft zum denkmalgeschützten Grange de Vaulerent der Zisterzienserabtei Chaalis und in der Nähe zu den Start- und Landebahnen des Flughafens Paris-Charles-de-Gaulle. Früher wurden dort Zuckerrüben angebaut, um daraus Zucker und Alkohol herzustellen. Die Zuckerrüben wurden in Kipploren über eine Decauvillebahn in die Destille gebracht, von der heute nur noch wenige Gleisreste erhalten sind.

Im Jahr 1934 hatte das Schmalspurnetz von Villeron eine Gesamtlänge von etwa 40 km. Davon waren 31,285 km Hauptstrecken, 7,502 km Rangier- und Abstellgleise und 4,840 km angeschlossene private Zweigstrecken. Es gab darüber hinaus Verbindungen zum 15 km langen Netz von Goussainville und zum 25 km langen Netz von Gonesse. Daher ist anzunehmen, dass zumindest auf den Hauptstrecken Dampflokomotiven eingesetzt wurden. Der Bahnbetrieb wurde 1958 eingestellt, aber die Alkoholdestillation wurde bis 1979 fortgesetzt. Heute werden dort auf 500 Hektar Getreide, Zuckerrüben, Raps und Kartoffeln in Polykultur angebaut. In einer hofeigenen Kartoffelverpackungsanlage können bis zu 120 Tonnen Kartoffeln pro Tag verpackt werden, die hauptsächlich über lokale Einzelhändler vertrieben werden.

### Trinkwasserpipelineverlegung von Sbeïtla nach Sfax in Tunesien
Ab etwa 1875 waren die Wasserressourcen für die 100.000 Einwohner des Ballungsraums von Sfax in Tunesien quantitativ und qualitativ unzureichend. Am 3. Dezember 1903 entschied die Konsultativkonferenz daher, in eine neue Trinkwasserversorgung zu investieren. Die Société Pont-à-Mousson erstellte daraufhin am 28. Mai 1910 ein Angebot für die Installation einer 170 km langen Trinkwasserrohrleitung mit einer Kapazität von 100 l/s. Der Direktor der öffentlichen Arbeiten der Regentschaft Eugène Fages de Latour beauftragte das Bauprojekt am 25. Juni 1910. Um die Rohre vom Hafen zur jeweiligen Baustelle zu bringen, wurden diese mit einachsigen Pferdewagen oder in der Ebene mit einer von Dromedaren, Maultieren oder Benzollokomotiven gezogenen Decauvillebahn direkt zur Verlegestelle transportiert.

### Eisenerzminen bei Malgrat de Mar, Katalonien
Am Südhang des Hügels von Can Palomeres verlief bei der katalanischen Stadt Malgrat de Mar eine Schmalspurbahn der Minas de Can Plomeres im Nordosten Spaniens. 1909 nahm das französische Bergbauunternehmen Societat de Mines de ferro de Malgrat die Ausbeutung auf. Es installierte eine handbetriebene Decauvillebahn in der Mina Angelita und eine 1,5 km lange von einem 65-PS-Motor angetriebene Luftseilbahn zum Hafen. Am 12. November 1911 wurde das erste Schiff mit Erz beladen. Jede Schiffsladung bestand aus ungefähr drei- oder viertausend Tonnen, wobei England das Hauptziel war. Im ersten Jahr wurden 34.000 Tonnen Erz abgebaut und verladen. Nach Ausbruch des Ersten Weltkriegs wurde das Bergwerk endgültig geschlossen. Das Schiff mit der letzten Ladung wurde vor Amsterdam versenkt.

### Mechanisches Säge- und Hobelwerk in Ychoux in Frankreich
Simon Dumartin betrieb um 1911 in Ychoux ein Transportunternehmen mit einer Decauvillebahn. Er war zudem Konzessionär der Eisenbahn von Ychoux nach Sainte-Eulalie-en-Born und zu den Dünen an der Küste. Er leitete ab 1880 das unter dem Namen Etablissements Larche-Dumartin gegründete große mechanische Säge- und Hobelwerk in Ychoux, das mit den Chemins de Fer du Midi durch eine Privateisenbahnstrecke verbunden war. In seiner Fabrik stellte er Kisten her und bearbeitete Kiefernholz. Außerdem vermarktete er aus Kiefernharz hergestellte Harze sowie dafür benötigte Anlagen. Er war um 1930 Bürgermeister von Ychoux, Berater für Außenhandel, Mitglied der Handelskammer des Départements Landes sowie Verwalter des autonomen Hafens von Bordeaux. Er setzte sich um 1930 für die Schaffung der École du Pin ein. Diese Fachschule sollte in Theorie und Praxis Kenntnisse über Kiefernforst und über die Verarbeitung von Kiefernholz vermitteln, da Kiefern den Reichtum der Region von Ychoux ausmachten, und strebte dazu die Beteiligung des Staates an Einrichtung und Betriebskosten an.

### KakaoplantageRio do Ouroauf São Tomé
In der Kakaoplantage Rio do Ouro auf São Tomé wurden um 1912 die geernteten Kakaobohnen mit hölzernen Loren mit der Feldbahn der Roça Rio do Ouro zum Fermentationsschuppen transportiert. Der Fermentationsschuppen befand sich auf der untersten Ebene der Plantage, so dass die Loren durch die Schwerkraft dorthin rollten. Jede Lore hatte je eine Bremse an jedem Ende, durch die die Geschwindigkeit bei der Bergabfahrt geregelt werden konnte. Das Feldbahn-Streckennetz hatte eine Gesamtlänge von 102 km und die ungewöhnliche Spurweite von 650 mm (26 Zoll) Außerdem gab es eine 10 km lange Schmalspurbahnstrecke mit einer Spurweite von 850 oder 864 mm (33½ oder 34 Zoll), auf der der Kakao zur Lager- und Verpackungshalle und von dort mit einer Dampflokomotive zum Schiffsanleger gebracht wurde. Die ungewöhnlichen Spurweiten weisen auf einen nicht von Decauville lizenzierten Hersteller hin.
Ein Maultier reichte aus, um die leeren Loren vom Fermentationsschuppen zu den Teilen der Plantage zu ziehen, in denen die geernteten Kakaobohnen abgeholt werden sollten. Diese wurden nach dem Schälen auf der Plantage in hölzernen Silos zwischengelagert, die in geeigneten Abständen entlang der Strecke standen. Von dort wurden sie durch eine Falltür über eine Rutsche in die Loren verladen.
Im Fermentationsschuppen wurden die Kakaobohnen von Hand aus der durch den Schuppen verlaufende Feldbahn in die hölzernen Fermentationsbehälter geschaufelt und mit Bananenblättern abgedeckt. Nach der Fermentation konnten sie für den Weitertransport zur Lager- und Verpackungshalle durch das Öffnen eines Schiebers in die außerhalb des Schuppens verlaufende Schmalspurbahn verladen werden.

### Combes-Staudamm in Creuse
Beim Bau des Combes-Staudamms, der von 1913 bis 1918 zwischen den Gemeinden Felletin und Saint-Quentin-la-Chabanne (Département Creuse) errichtet wurde, wurde eine handbediente Decauville-Bahn für den Transport des Baumaterials eingesetzt. Das Kraftwerk befindet sich in Confolent (oder Confolant), in der Nähe des Steinbruchs Carrière du Thym. Der Damm hatte nach seiner Fertigstellung eine Höhe von 17 m.

### Schmalspurbahnnetz im Festungsgürtel derBarrière de Ferum Paris, Frankreich
Im Ersten Weltkrieg ließ General Joseph Gallieni ab 26. August 1914 durch 210.000 in der Territorialarmee mobilisierte Soldaten und 46.000 Zivilisten den Festungsgürtel der Barrière de fer um die Hauptstadt Paris ausbauen. Dazu errichtete er bis 1915 ein riesiges Netz von 350 km Schützengräben und Stacheldraht mit Hunderten von Infanterie-Stellungen, Batterien mit jeweils vier bis sechs Kanonen und Munitionsdepots, die alle durch Schmalspurbahnstrecken verbunden waren. Zur Täuschung feindlicher Flieger wurden auch Attrappen installiert, um diese in die Irre zu führen, wie zum Beispiel „Faux Paris“, das 1917 in der Seine-Schleife zwischen Maisons-Laffitte und Conflans-Sainte-Honorine errichtet wurde. In Herblay im Département Val-d’Oise wurde bei L’Orme de Morlu ein lebensgroßes Modell des Gare de l’Est gebaut. Pseudo-Schmalspurbahnen aus bemaltem Sackleinen lenkten feindliche Flugzeuge von darunter befindlichen Artilleriegeschützen ab.

Um das archäologische Erbe der staatlichen Wälder der Île-de-France zu inventarisieren, das Bewusstsein der Förster zu schärfen und ausgewählte Überreste auszugraben, führte das Office National des Forêts (ONF) 1999–2007 ein archäologisches Projekt durch. Dabei wurden die Überreste der Schützengräben um Paris im Wald von Sénart auch mithilfe des luftgestützten Prozesses Lidar (Light Detection und Ranging) topographisch vermessen. Die Lidar-Laservermessung ermöglichte eine hochpräzise dreidimensionale Vermessung und Modellierung des Bodenprofils durch die Baumkronen hindurch. Archäologen überprüften daraufhin einige Bereiche am und im Boden.

### Trocknung von Kaffee in Araras, Brasilien

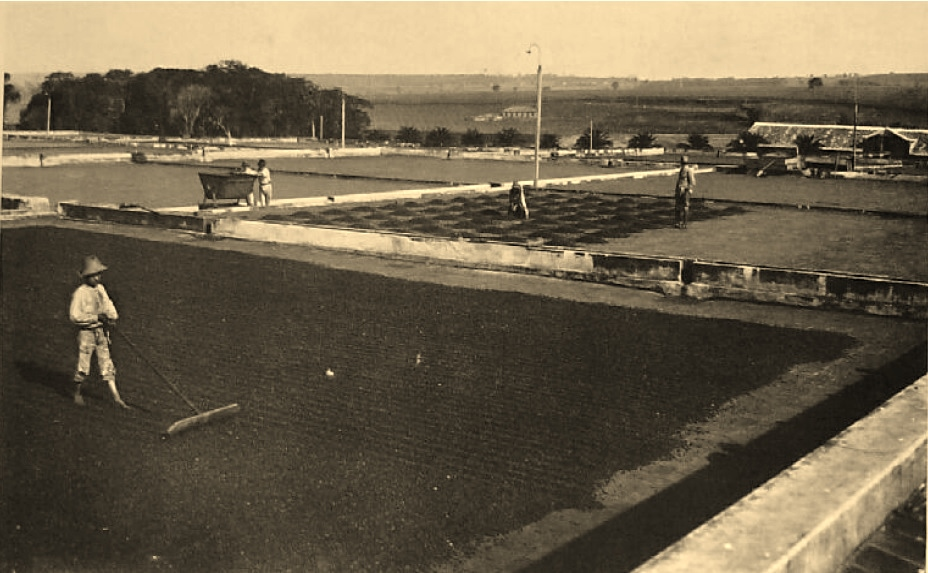
Manuelle Trocknung von Kaffee auf der Fazenda Santo Antonio in Araras

Auf der Fazenda Santo Antonio der Familie Penteado im brasilianischen Araras, die 1890 von Ignacio Penteado gegründet worden war, wurde Kaffee von zwei bis drei Arbeitern geschobenen Loren von der Kaffeeplantage zu den Waschbecken gebracht, in der der Kaffee nach dem Waschen manuell getrocknet wurde. Hier wurde der Kaffee in große gemauerte Waschbecken gekippt, wo er mit Wasser gewaschen wurde. Heute sind noch vier dieser Waschbecken, die sogenannten Waschanlagen (portugiesisch Lavadores), erhalten.
Ein großer englischer Dampfkessel, Modell „20 ATM Tipton Staffs“ wurde Anfang des 20. Jahrhunderts durch die Lee Wowel & Co. Ltda importiert. Er wurde neben dem See installiert, um Wasser in einer 275 Meter langen Rohrleitung mit 6 Zoll (152 mm) zu den Kaffeewaschanlagen zu pumpen. Der eindrucksvolle Kessel ist noch erhalten aber nicht betriebsfähig. Von den Waschbecken aus wurde der im Wasser treibende Kaffee durch gemauerte Kanäle, zu den Trocknungsplätzen geschwemmt. Durch leicht bedienbare eiserne Luken konnte er bequem in die jeweiligen Becken manövriert werden. Das verwendete Wasser wurde durch unterirdische Kanäle abgeleitet, die sich über die gesamte Länge des Hofes verzweigten.
Die ca. 28.000m² (140 m × 200 m) Fläche war in mit rustikalen Fliesen belegte Becken unterteilt, die meist 22 m × 22 m groß waren. Auf den Trennmauern der Becken gab es vier über Weichen erreichbare Bahngleise, die das Kommen und Gehen der Wagen ermöglichten. Die Decauvillebahn wurde unter anderem dafür verwendet, um den getrockneten Kaffee von den Trocknungsflächen zum Lager zu transportieren. Die Größe einiger Kaffeeplantage erforderte einen aufwendigen Streckenverlauf mit mehreren Weichen, Bögen, Drehscheiben, Brücken oder Viadukten. Bei der Companhia Agrícola do Ribeirão Preto verband die Decauville Bahn die Plantagen mehrerer Kaffeebauern.

Mit dem Ende der Kaffeeanbaus wurden die Waschanlagen der Fazenda Santo Antonio stillgelegt. Um 2006 wurde der größte Teil davon durch eine große Rasenfläche ersetzt. Von der Waschanlage sind aber einige Becken erhalten worden, nicht nur als Erinnerung an eine berühmte Vergangenheit, sondern auch für die routinemäßige Reinigung und Trocknung von Reis, Bohnen und anderen landwirtschaftlichen Erzeugnissen.

### Feldbahn im Totengang von Diksmuide, Belgien
Die Feldbahn (englisch Trench Railway) im Totengang (flämisch Dodengang) von Diksmuide, einem Schützengraben in der belgischen Provinz Westflandern erinnert an die Grabenkämpfe an der Yser-Front des Ersten Weltkriegs. An Ruiter-Schanze hat die belgische Armee 1915 eine Feldbahnstrecke für den Munitionstransport verlegt. Der belgische und der deutsche Schützengraben waren dort nur wenige Meter voneinander entfernt. Um Überfälle zu vermeiden, bauten die Belgier am Ende des Totengangs mit Stacheldraht, Spanneisen und einem mit Schießscharten ausgestatteten Bunker die sogenannte „Mausefalle“. Aufgrund des zunehmenden Katastrophentourismus beschloss die belgische Regierung, den Schützengraben 1923 bis 1924 zu konservieren. Dazu wurden die Sandsäcke über die gesamte Länge von 380 Metern durch mit Beton gefüllte Säcke ersetzt. Die Wälle, Bombenkrater und Schutzräume wurden restauriert und die Durchgänge gepflastert.

### Pilgereisenbahn in La Floresta, Uruguay

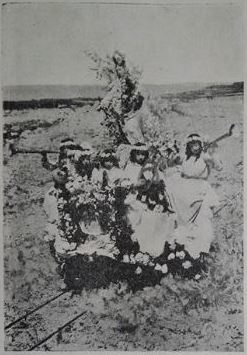
Marienbild

In Uruguay gab es eine insbesondere von Pilgern und Strandausflüglern gerne genutzte Ferrocarril La Floresta vom Heilbad in La Floresta zum Bahnhof Estación La Floresta. Seit dem 17. Dezember 1916 wird dort ein Marienbild verehrt. Francisco Piria, der 1890 die Stadt Piriápolis gegründet hatte, half Miguel Perea, dem Besitzer des 600 Hektar großen Landguts, das Marienbild zu beschaffen und die Decauville-Bahn zu verlegen. Es handelte sich um eine Lore, die auf Feldbahnschienen von einem Pferd gezogen wurde. Die Pferde wurden später durch einen Traktor und schließlich durch eine Lokomotive, die Waggons zog, ersetzt. In den 1940er Jahren wurde der Bahnbetrieb eingestellt und durch einen Kleinbus ersetzt.

### Torfbahnen bei Bavois in der Schweiz
Im und nach dem Ersten Weltkrieg setzte die S.A. de Laminoirs et Cablerie Cossonay zwei umfangreiche Decauville-Torfbahnen mit den Spurweiten 500 und 600 mm im Marais des Puits bei Bavois in der Orbe-Ebene im schweizerischen Kanton Waadt ein. Ihre Torfpressen waren unbeweglich an einem geeigneten Standort aufgestellt, und der Nasstorf wurde von den mobilen Stechmaschinen über innovative Endlosdrahtseil-Sodenförderer zu feststehenden Transporteurs und von dort mit Kipploren auf Decauvillegleisen zu den Torfpressen transportiert.

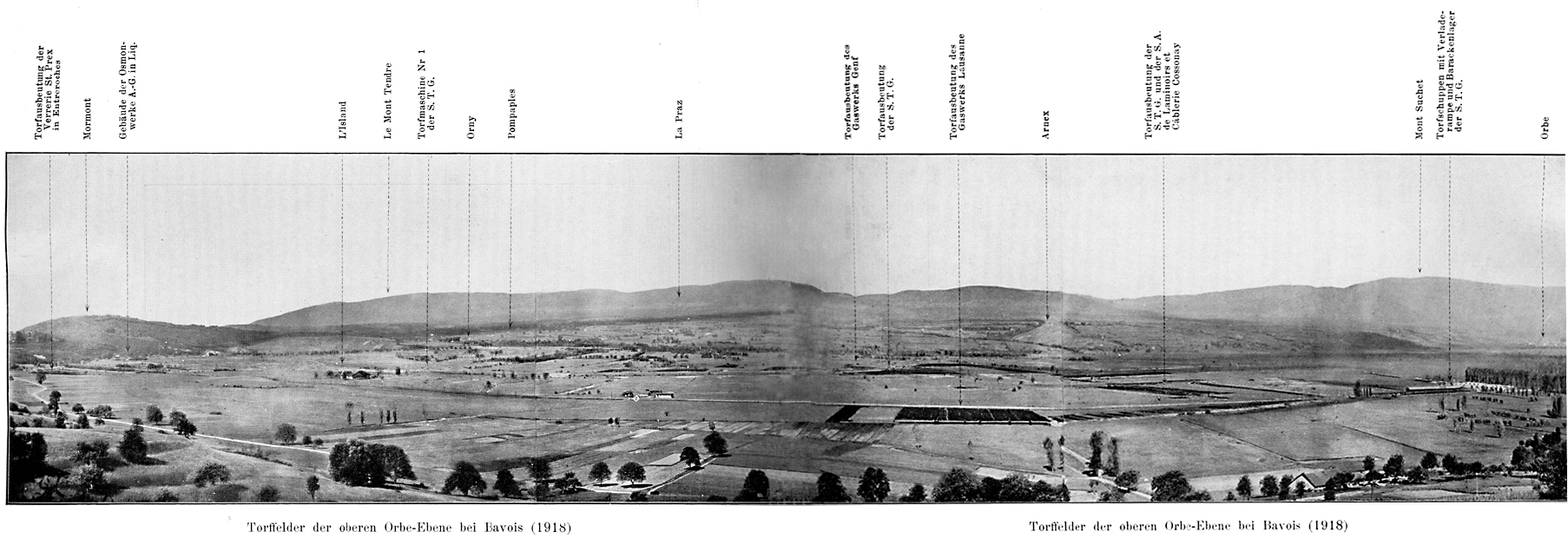
Torffelder der oberen Orbe-Ebene bei Bavois, 1918

Die Länge der „Auslegegleise“ und der fliegenden Sammelgleise für die acht Torfmaschinen war wegen frühere Torfausbeutungsgruben und Kanälen sehr unterschiedlich. Sie bestanden aus etwa 6358 m  Decauvillegleisen mit 600 mm Spurweite mit 50 bis 70 mm hohen Schienen und aus etwa 636  m größtenteils gemieteten Decauvillegleisen mit 500 mm Spurweite mit 45 bis 60 mm hohen Schienen. Das Rollmaterial für die Torfausbeutung bestand aus 80 Etagenwagen von 60 cm. Spurweite und aus 10 Etagenwagen von 50 cm Spurweite; somit standen bei jeder Torfmaschine im Mittel 11 Etagenwagen zur Verfügung. Wegen des großen Bedarfs an Gleisen und Rollmaterial gab es bei der Beschaffung Lieferschwierigkeiten, so dass die Torfsaison des Jahres 1918 weitgehend verstrich, bevor das erforderliche Material geliefert worden war. Da die Nachfrage nach Gleisen 1918 infolge der großen Anzahl von auszubeutenden Torffeldern und wegen vieler, gleichzeitig ausgeführter Bodenverbesserungsarbeiten sehr groß war, konnte man trotz hoher Ankaufspreise in der Anschaffung des Gleisematerials nicht wählerisch sein, sondern musste nehmen, was man bekommen konnte.
| Material                                                             | Wert           |
| -------------------------------------------------------------------- | -------------- |
| 29.429 m Schienen für 600 mm Spur mit Zubehör (Laschen, Bolzen etc.) | 342.533,77 SFR |
| Legen und Beschottern des Gleises                                    | 41.063,10 SFR  |
| Erstellung von 2 Brücken für die Transportgleise                     | 5.351,77 SFR   |
| 27.652 Stück Holzschwellen                                           | 11.7422,68 SFR |
| 6.358 m komplette Decauvillegleise, 600 mm Spur                      | 113.500,75 SFR |
| 336 m komplette Decauvillegleise, 500 mm Spur                        | 113.500,75 SFR |
| 400 m Decauvillegleise, 600 mm Spur in Miete                         | 113.500,75 SFR |
| 28 Weichen, komplett                                                 | 3.474,90 SFR   |
| 6 Drehscheiben                                                       | 3.474,90 SFR   |
| 104 Kipploren, 600 mm Spur, 750 l                                    | 49.289,30 SFR  |
| 80 Etagenwagen, 600 mm Spur                                          | 49.289,30 SFR  |
| 10 Etagenwagen, 500 mm Spur                                          | 41.200,70 SFR  |
| 16 Plattformwagen                                                    | 41.200,70 SFR  |
| 1 Baulokomotive, 12–15 PS                                            | 41.200,70 SFR  |
| 1 Baulokomotive, 15 PS                                               | 41.200,70 SFR  |
| 1 Baulokomotive, 30 PS                                               | 41.200,70 SFR  |
| 1 Baulokomotive, 15 PS                                               | 41.200,70 SFR  |
| 2 Draisinen für Decauvillegleise                                     | 1.656,05 SFR   |
| Total                                                                | 715.493.02 SFR |

Für die Transportgleise wurde einheitlich eine Spurweite von 600 mm gewählt. Sie wurden aus 65 bis 110 mm, meist 90 mm, hohen losen Schienen von 10 bis 18 kg Metergewicht auf Holzschwellen verlegt. Die die meistbefahrenen Strecken wurden mit einem Schotterbett aus Grubenkies oder Schlacken unterbaut. Ihre Gesamtlänge betrug etwa 13 km. Das Rollmaterial bestand aus vier Feldbahnlokomotiven, 104 Kipploren von 750 l Inhalt und 16 Plattformwagen. In den Transportgleisen gab es für die „Auslegegeleise“ 39 Weichen, teils auf Holzschwellen, teils auf Stahlschwellen. Außerdem gab es eine größere Anzahl von Drehscheiben und Kletterdrehscheiben. Letztere fanden insbesondere zur Verbindung der fliegenden Sammelgleise mit den Transportgleisen Verwendung.

### Torfbahn bei Les Ponts-de-Martel in der Schweiz
Die Schweizerische Torfgenossenschaft (S. T. G.) beutete ab 1917 das von der Société Anonyme des Marais des Ponts gepachtete 50 ha große Torfgebiet bei Les Ponts-de-Martel Kantons im schweizerischen Neuenburg aus. Die Abtransportgeleise auf den Trockenfeldern waren, mit 60 cm Spurweite, teils aus Decauvillegeleisen, teils aus Schienen auf Holzschwellen erstellt. Ihre Länge betrug ca. 3000 m, wozu noch ca. 650 m feste Gleise am Bahnhof, in den Schuppen und auf der Verladerampe kamen. Die Transporte von den Trockenfeldern zur Verladerampe und zu den Torfschuppen wurden 1918–1919 von Hand bewerkstelligt. Im Jahr 1920 wurde zur Erhöhung der Leistungsfähigkeit ein Traktor mit 600 mm Spurweite mit Austro-Daimler Benzinmotor angeschafft, für den auf dem Torffeld eine kleine Remise errichtet wurde. Außerdem gab es dort eine Torfbahn mit 1000 mm Spurweite mit 110 mm hohen Schienen auf Holzschwellen. Sie hatte eine Maximalsteigung von 15 ‰ und Minimalradien von 70 m. ihre Länge betrug, inklusive einem 50 m langen Abstellgleis bei der Verladerampe 750 m.

### Torfbahn bei Zuzwil SG in der Schweiz
| Material | Wert           |
| --- | -------------- |
| 3.205 m lose Schienen mit Laschen und Laschenbolzen von 42.050 kg a 0,65 SFR                                               | 27.332,50 SFR  |
| 9.000 Schienennägel von 1.085 kg a 1,50 SFR                                                                                | 1.552,50 SFR   |
| Verpackung (schweizerisch Emballage), Fracht, Transport und Regiestunden für Gleisverlegung etc.                           | 4.719,05 SFR   |
| 638 Stück Holzschwellen a 120,00 SFR und 670 Stück = 22,19 m³ a 77,00 SFR oder 78.00 SFR per m³ inkl. Fracht und Transport | 2.803,90 SFR   |
| Zwischensumme Transportgleise                                                                                              | 36.407.95 SFR  |
| 1944,4 m Decauvillegeleise 600 mm Spurweite inkl. Laschen und Laschenbolzen, 33.557 kg a 0,95 SFR oder 0,85 SFR per kg     | 30.601,15 SFR  |
| 503,9 m Decauvillegeleise 600 mm Spur komplett a 24,00 SFR per Laufmeter                                                   | 12.093,00 SFR  |
| Fracht & Regiestunden für Transport & Verlegung                                                                            | 1,368.90 SFR   |
| Zwischensumme für 2.448,3 m Auslegegeleise                                                                                 | 44.063,05 SFR  |
| 8 Weichen 5 m lang 600 mm Spur a 1.60 SFR per kg resp. a 335,00 SFR per Stück inkl. Fracht etc.                            | 2.458,40 SFR   |
| 19 Drehscheiben 600 mm Spur komplett a 255,00 SFR oder 280,00 SFR per Stück inkl. Fracht etc.                              | 5.346,15 SFR   |
| Zwischensumme für Weichen und Drehscheiben                                                                                 | 7.804,55 SFR   |
| 29 Torfetagenwagen 600 mm Spur a 247,00 SFR oder 280,00 SFR per Stück inkl. Fracht                                         | 8.348,30 SFR   |
| 15 Kipploren 600 mm Spur a 250,00 SFR, 320,00 SFR oder 350,00 SFR inkl. Umänderungen etc.                                  | 5.050,00 SFR   |
| Zwischensumme für Rollmaterial                                                                                             | 13.398,30 SFR  |
| Total für Gleis- und Rollmaterial                                                                                          | 101.673,85 SFR |

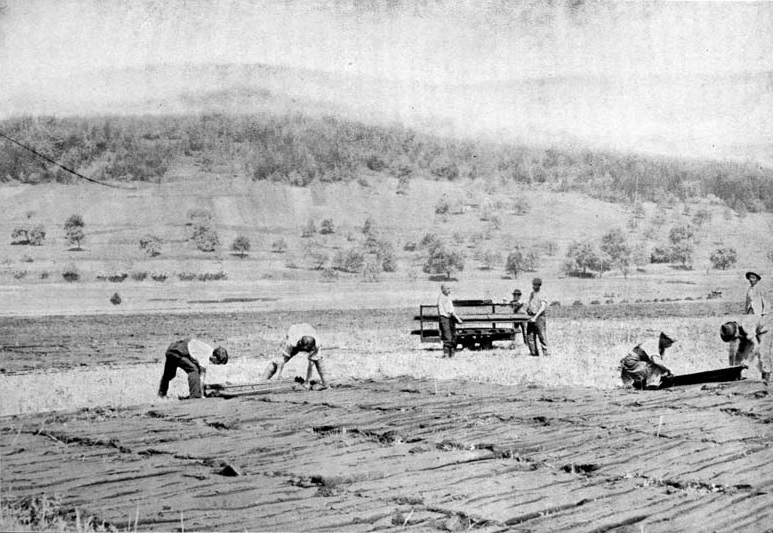
Torffeld Zuzwil: Abladen der Sodenbretter und Auslegen des Torfes

Im Torffeld Zuzwil im schweizerischen Kanton St. Gallen wurde eine handbetriebene Decauvillebahn eingesetzt. Diese war für den Abtransport des Torfes sehr geeignet, weil das Torffeld ein ziemlich gleichmäßiges Gefälle von ca. 1 % zur Verladerampe hin aufwies, so dass die Loren von selbst bis zur Verladebühne rollten. Der Torfbetrieb wurde vom Unternehmer August Josef, einem Torffachmann, geleitet. Den Abtransport des Torfes mit einem LKW oder Fuhrwerk zur Bahn und an andere Abgabestellen leitete Unternehmer Joh. Josef. Die 6,5 km lange Transportstrecke wies längere Steigungen von 4 und 8 % auf. Am Bahnhof Wil wurde der Torf vom Motorlastwagen oder Fuhrwerk direkt in die Bahnwagen geschaufelt. Eine besondere Verladevorrichtung gab es dort nicht. Die gute Überwachung und rationelle Durchführung der ganzen Torfausbeutung, die Verwendung billiger Arbeitskräfte und die Leitung des Betriebes durch die Unternehmer selbst sind, neben anderen günstigen Bedingungen, die Hauptursache davon, dass der Gestehungspreis des Torfes auf Torffeld Zuzwil niedriger als auf den anderen Torffeldern der Schweizerischen Torfgenossenschaft ausfiel.

### Torfbahn bei Rechthalten in der Schweiz
Der Schweizer Kanton Freiburg erwarb Anfang 1918 für ca. 90.000 Franken zwei Torfmoore bei Rechthalten in der Schweiz, die über eine Decauville-Bahn erschlossen waren. Das Rotmoos hatte eine Fläche von etwa 12 Hektar und das Entenmoos eine Fläche von etwa 6 Hektar. Im Rotmoos betrug die maximale Tiefe des Torfes 10,5 m und im Entenmoos 9 m. Das ungefähre Volumen der betrug also  insgesamt 850.000 m³ Torf. Der Wert der Anlagen, Rohrleitungen, Mischer, Schuppen und Decauville-Ausrüstung sowie der Reparatur der Zufahrtsstraßen usw. belief sich auf 275.000 Franken.

### Kaiserbahn bei Jalhay und Spa in Belgien

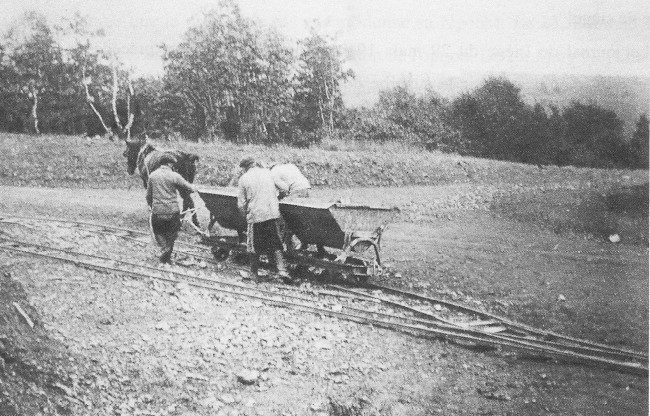
Feldbahn beim Manoir de Lébioles

Anfang 1918, bevor das deutsche Hauptquartier nach Spa kam, wurde beim belgischen Dorf Nivezé zwischen Spa und Jalhay im Wallonischen Teil der Provinz Lüttich eine Decauville-Bahn von der der Eisenbahnlinie Spa-Stavelot zum Schloss Neubois verlegt. Diese Feldbahn, die von den Dorfbewohnern Kaiserbahn (la voie ferrée du Kaiser) genannt wurde, diente dazu, die Materialien für den Bau eines betonierten Schutzraums heranzuschaffen, der in der Nähe des Schlosses eingerichtet wurde, um die Familie des nach Belgien emigrierten deutschen Kaisers Wilhelm II. im Falle eines Luftangriffs zu schützen. Der Antrieb erfolgte mithilfe von Pferden und einer kleinen Dampflokomotive.

### Schlacht bei Amiens, Frankreich
Bei der Schlacht bei Amiens setzten der australische General John Monash am 8. August 1918 die bereits in der Schlacht von Hamel erfolgreich erprobte Taktik des überraschenden und koordinierten Vorgehens von Infanterie, Feldbahn und etwa 580 Panzern ein. An nur einem Tag, dem 8. August 1918, stieß er mit australischen Truppen 16 Kilometer hinter die deutsche Frontlinie vor, mit der Unterstützung durch die Kanadier an der rechten Flanke. Er ließ die schmalspurigen Decauville-Gleise mit einer Spurweite von 600 mm auf Normalspur-Schwellen verlegen, wodurch die Bahnstrecke zu gegebener Zeit für den effektiveren Nachschubtransport leicht auf Normalspur umgespurt werden konnte. Dadurch errichtete er die nahtlose Anbindung an das französische SNCF-Netz, insbesondere am wichtigsten Eisenbahnknotenpunkt Amiens. Auf den tragbaren Decauville-Gleisen setzte er Hunslet-Dampflokomotiven ein, die vor und während des Ersten Weltkrieges bei der Hunslet Engine Company in Leeds hergestellt worden waren. Eine davon ist heute in der Sammlung des Australian War Memorial in Canberra erhalten, aber nicht ausgestellt.

### Waldbahn der Domaine de Mambaye bei Spa, Belgien

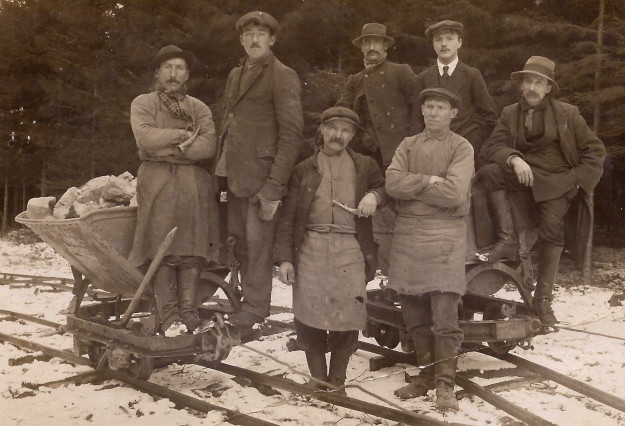
Waldbahn der Domaine de Mambaye bei Spa mit Kipploren von Arthur Koppel

Während des Ersten Weltkriegs verlegte der Bauunternehmer Jean Denis Paës eine Waldbahn in den Wäldern der Domaine de Mambaye bei Spa, Belgien. Um seine Arbeiter vor der Zwangsarbeit in Deutschland zu bewahren, setzte er sie auf eigene Kosten ein, um eine befestigte Brandschneise von Mambaye zur André-Guillaume-Promenade zu schottern. Er weigerte sich, für die deutschen Besatzer zu arbeiten, obwohl diese ihm gesagt hatten: „Es wäre kein Geld, das Sie bei uns verdienen würden, sondern Gold!“

### Militäreisenbahn in Waziristan
Während der Waziristan-Campagne betrieben Britische und Britisch-Indische Truppen in Wasiristan 1919–1920 eine Decauvillebahn von Dera Ismail Khan nach Tank, die vorübergehend am Straßenrand verlegt worden war. Rinderpest und Maul- und Klauenseuche hatten die verfügbaren Pack- und Zugtiere stark reduziert, so dass der Einsatz von 6 Ford-Kleinlastwagen und der Decauvillebahn erforderlich wurde, was auch den Verschleiß der Hauptstraße minimierte.
Die Pioniere und Mineure des 26. Kompaniebataillons verlegten dies Strecke zusammen mit der 122., 127. und 131. und einem Zug der 126. Eisenbahnbau-Kompanie. Die in Indien gekauften Gleisjoche mit 600 mm Spurweite wurden ab November 1919 nach Dera Ismail Khan geliefert. Bis Februar 1920 wurde die Strecke mit Pferden und ab Juni 1920 mit Dampflokomotiven betrieben. Die Strecke wurde später von der North Western Railway betrieben. Vermutlich wurde sie 1825 demontiert und eingemottet.
Die Decauville-Loren wurden für den Transport von Futtermittel adaptiert. Darüber hinaus wurde ein Teil der Decauville-Loren für die Evakuierung der Kranken und Verwundeten, für die Beförderung von Schafen und auch für den Truppentransport umgebaut. Jeder Zug konnte außer den Tieren jeweils 100 Soldaten transportieren, um diesen den Fußmarsch nach Tank zu ersparen. Die Decauville-Bahn transportierte im Durchschnitt 160 Tonnen Nachschub, 1.600 Schafe und 100 Soldaten pro Tag.

### Kathedrale von Noyon
In der zweiten Etage des Westwerks der Kathedrale von Noyon im nordfranzösischen Département Oise (Region Hauts-de-France) wurde eine Decauville-Bahn beim Wiederaufbau des im Ersten Weltkrieg zerstörten Dachstuhls aus Stahlbeton eingesetzt, die heute(2019) noch erhalten ist. Nach einer Bombardierung riss am 1. April 1918 der Einsturz des brennenden Dachstuhls aus dem 14. Jahrhundert Gewölbe und Teile der oberen Mauerbereiche mit in die Tiefe. Die in den Jahren von 1918 bis 1938 vorgenommenen Restaurierungsarbeiten vermochten die Bausubstanz der Kathedrale zu retten und sie so weit wie möglich in ihren Originalzustand zurückzuversetzen. Die Feldbahn hat eine Spurweite von weniger als 600 mm. Die Baumaterialien kamen wohl per Aufzug an einem der Fenster an und wurden dann mit der Feldbahn weiterverteilt.

### Palmölplantage in Westafrika
Die Societe francaise des houileries et plantations de la Cote d’Ivorie transportierte in der Nachkriegszeit des Ersten Weltkriegs um 1920 ihre Palmfrüchte aus einem Palmenhain an der Westküste Afrikas mit einer Decauville-Bahn zur Fabrik, um daraus Palmöl zu gewinnen. Die in Afrika beheimateten, bis zu 30 Meter hohen Ölpalmen (Elaeis guineensis) produzierten Fruchtstände mit einem Gewicht von bis zu 50 Kilogramm. Die Palmen trugen jeweils etwa 3000 bis 6000 Früchte, die nach der Ernte unverzüglich verarbeitet werden mussten, da sie schnell verderblich waren.

### Decauville-Bahn Osmanlar–Urchanlar im Osmanischen Reich

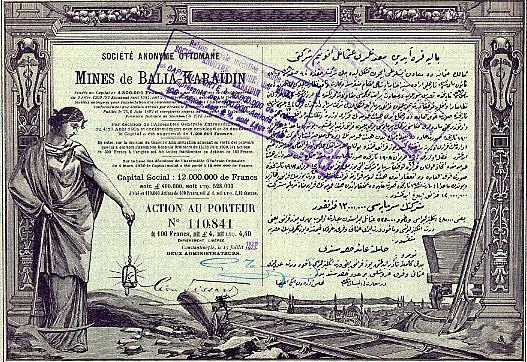
Société Anonyme Ottomane des Mines de Balia-Karaïdin, 1920

Die Decauville-Bahn Osmanlar–Urchanlar wurde am 10. August 1920 im Vertrag von Sèvres erwähnt, weil die Stelle, an der sie den Diermen Dere überquerte, ein Punkt auf der Grenzlinie der entmilitarisierten Zone war. Ihre etwa 55 km lange Strecke verlief in der Provinz Balıkesir in Nordwest-Anatolien von Osmanlar ⊙ nach Urchanlar, dem heutigen Orhanlar ⊙. Die Strecke führte von den Bergwerken bei Balya nach Süden zu der Straße, die von Balıkesir zum Hafen von Akçay am Golf von Edremit führt. Die 1920 von der Ottomanischen Bank in Konstantinopel gegründete Société Anonyme Ottomane des Mines de Balia-Karaïdin baute dort 4 Mio. t Erz ab, aus dem 400.000 t Blei, 400.000 t Zink, 1.000 t Silber und 3 t Gold gewonnen wurden. Das mit einem Humboldt-Wetherill-Separator aufbereitete Erz wurde anfangs hauptsächlich nach Frankreich exportiert, bis 1901–1913 das gesamte Blei an die deutsche Metallgesellschaft verkauft wurde.
1924, nach dem Fall des Osmanischen Reiches, wurde die Gesellschaft in eine türkische Aktiengesellschaft umgewandelt. Die Haupteigentümer und Manager waren Franzosen, 40 % der Angestellten waren Griechen und es gab etwa 4.500 türkische Arbeiter. Um 1924 wurde mit der türkischen Regierung eine Einigung bezüglich Kriegsschäden des Ersten Weltkriegs erzielt. Die türkische Regierung soll daraufhin wichtige Decauville-Ausrüstungsgegenstände an das Unternehmen übertragen haben. Die Sickerwässer der alten Abraumhalden führen zu einer Arsen- and Cadmium-Verschmutzung des für die Ackerbau-Bewässerung genutzten Manyas-Stausees und Kocaçay-Flusses. Heute ist das private türkische Unternehmen Dedeman Madencilik San ve Tic. A.S. für den Bergbau im Hastanetepe-Gebiet und in der südlichen Zone des Bergbaugebiets lizenziert, während Esan die Lizenz für den südwestlichen Teil des Bergbaugebiets hält.

### Baustellenbahn bei Crimdon Dene in Durham
Beim Bau der Küstenstraße von West Hartlepool nach Easington in England musste 1922 eine von mehreren Beton-Dükern durchbrochene Böschung aufgeschüttet werden. Es wurde berechnet, dass der für den Straßenbau erforderliche Aushub von etwa 130.000 m³ ausreichte, um die bis zu 17 m hohe Böschung aufzuschütten.
Für den Materialtransport und die Erdbewegung wurde bei Crimdon Dene im County Durham eine Decauville-Bahn mit einer Spurweite von 2 Fuß (610 mm) von einem zuvor landwirtschaftlich genutzten Gleisanschluss der normalspurigen North Eastern Railway zu den Baustellen verlegt, auf der ein Kipplorenzug mit seitwärts kippende Kipploren mit einem Volumen von jeweils 1 Kubikyard (0,75 m³) fuhr. Auf kurzen Strecken wurden die Kipploren von Hand geschoben, auf längeren Strecken wurden sie von Pferden oder kleinen Benzinlokomotiven gezogen.

### Transport der Funde aus dem Tutanchamun-Grab nach Kairo in Ägypten
Am Ende der Ausgrabung und der Dokumentation des Grabes von Tutanchamun brachte Harry Burton die Funde 1922 in maßgefertigten Holzkisten mit einer temporär verlegten Decauvillebahn zu einem Dampfschiff zur Verschiffung ins Ägyptischen Museum in Kairo. Während die beladenen Loren einzeln vorwärts geschoben wurden, wurden die Gleise der zurückgelegten Strecke abgebaut und vor der Bahn neu verlegt. Dabei waren die durch die Sonne extrem erhitzten Gleise schwierig zu verlegen. Der Transport über die 10 km lange Strecke dauerte 15 Stunden. Er wurde mit mehr als 10 Fotos dokumentiert.

### Kokieou-Pitchetchai
Trotz der Unruhen in den ersten Monaten des Jahres 1922 war die französische Handelstätigkeit in Yunnan relativ erfolgreich. Die chinesische Gejiu-Bizezhai Railway Company (Kokieou-Pitchetchai) kaufte fünfzehn Wagen und vier Lokomotiven und erteilte drei Aufträge für Decauville-Ausrüstungen (achtzehn Kilometer Schienen und zwanzig Waggons) für den Betrieb von Kohlebergwerken.

### Société Française Graigola Merthyr in La Pallice und Saint-Malo
Die 1875 gegründete Société Française Graigola Merthyr führte um 1922 in den Häfen von La Pallice und Saint-Malo walisische Kohle ein. In La Pallice betrieb sie eine Fabrik zur Herstellung von Eierkohlen sowie zum mechanischen Sortieren von Kohle. Die Zeche Graig Merthyr befand sich in der Nähe von Pontarddulais bei Swansea. Ab 1917 firmierte sie als Graigola Merthyr Co. Ltd. Um 1923 hatte das Unternehmen in Wales 556 Arbeiter im Graigola Seam angestellt.

### Erdbau an der Porte de Versailles in Paris
Die Mitte des 19. Jahrhunderts von J. Ossude gegründete Société Anonyme Ossude wurde in der Nachkriegszeit des Ersten Weltkriegs unter anderem im Erdbau beauftragt. In Paris setzte sie im Februar 1924 vermutlich aus Militärbeständen übernommene Feldbahnlokomotiven an der Großbaustelle an Porte de Versailles ein, um großangelegte Erdarbeiten durchzuführen.
Nach dem Zweiten Weltkrieg führte J. Ossude eine systematische Studie über den Plan zur Neuausrüstung des Unternehmens durch. Zu diesem Zweck unternahmen seine Ingenieure und Führungskräfte Studienreisen in die USA, wo sie Kontakte zu spezialisierten Herstellern knüpften. Dank seiner hochmodernen Ausrüstung, konnte das Unternehmen große Aufträge an Land ziehen, für die es als erste in Europa die neuesten amerikanischen Bohr- und Materialabfuhrverfahren einsetzte. Es begann frühzeitig mit der Diversifizierung in Richtung Industriebau und weitete seine Aktivitäten in Afrika stark aus. Anfang der 1950er Jahre war es in Frankreich die Nummer eins im Bereich Erdbau.

### Hafengelände in Saint-Pierre und Miquelon
Im Rahmen eines Verbesserungsprogramms für den Hafen von Saint-Pierre auf den Inseln von Saint-Pierre und Miquelon wurde ab 1924 ein 1,10 m hohes und 40 × 60 m großes Hafengelände eingeebnet, das über eine mehr als 210 m lange Decauville-Bahn für den Güterverkehr erschlossen wurde.

### Sărata-Monteoru
Das Ölbergwerk von Sărata-Monteoru bei Buzău in Rumänien wurde in zwei Etappen gebaut, beginnend 1925 mit der Vertiefung der Schächte Puit 42 und Puit 50 auf etwa 230 m Tiefe und dem Graben eines Stollenkomplexes am „Horizont +44 m“, von dem 85 Horizontalbohrungen und 16 Abwärtsbohrungen niedergebracht wurden. Der Transport des Materials erfolgte in den Stollen mit Waggons von etwa 0,3 m³ Inhalt auf Decauville-Gleisen mit einer Spurweite von 500 mm, über Schächte mit Aufzügen. Am Schacht 42 war seit der Eröffnung der Südbaustelle die alte Dampfwinde mit Holzbechern in Betrieb, da der Materialtransport zum Hauptschacht von hier aus wegen der Neigung des Stollens schwierig war. Eine 65 PS starke elektrische Winde bediente den Hauptförderschacht Nr. 50.

### Keramikfabriken von Laveno-Mombello
Ab 1925 expandierten die Keramikfabriken von Laveno-Mombello und errichteten eine elektrisch betriebene Decauville-Bahn um die Fabriken am See (Lago Maggiore) an der Brücke (Ceramica Ponte) und am Boesio sowie die Lagerhäuser und den Nordbahnhof an den Staatsbahnen miteinander zu verbinden. In den 1970er Jahren wurde am See Sanitärkeramik hergestellt (Pozzi-Ginori Industrie Ceramiche Spa), an der Brücke Tischporzellan (Porzellan Richard-Ginori Spa) und in Verbano Isolatoren und Industrieprodukte (Ceramiche Industriali Spa). Die verschiedenen Standorte wurden schrittweise außer Betrieb genommen, und 1997 wurde schließlich das letzte Werk endgültig geschlossen.

### Steinbrüche am Ibn-Tulun-Aquädukt in Kairo

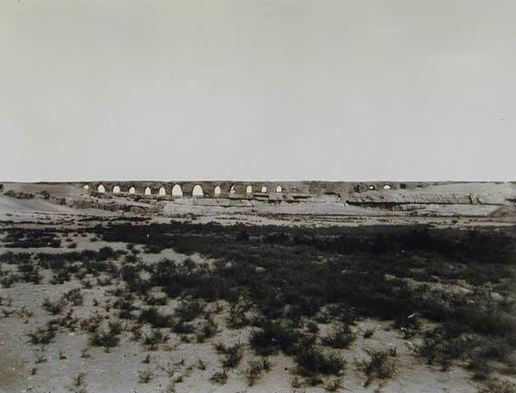
Ibn-Tulun-Aquädukt in Kairo, ca. 1920

Das Kairoer Bergbauamt genehmigte durch ein Schreiben vom 24. Oktober 1927, ohne Rücksprache mit dem Ausschuss zur Erhaltung der Monumente arabischer Kunst oder dem Arabischen Museum, die Errichtung von zwei mit Dampflokomotiven betriebenen Decauville-Bahnen zur Ausbeutung der Sandsteinbrüche am Ibn-Tulun-Aquädukt ⊙. Diese Decauville-Bahnen unterquerten den Aquädukt durch eine 9 m breite Öffnung, die durch zwei Mauern begrenzt wurde. Das Arabische Museum hatte, nachdem es am 3. Februar 1927 über die Angelegenheit informiert worden war, den Bau einer dritten Decauvillebahn abgelehnt und das Bergbauamt gebeten, die beiden bereits bestehende Bahnen zu entfernen. Das Aquädukt wurde 876-879 gebaut. Es befindet sich heute vom weiteren Verfall und Abriss bedroht in einem bedauerlichen Zustand.

### Torfbahn in Liesse-Notre-Dame
In Liesse-Notre-Dame wurde 1928 eine Fabrik zur Destillation und Verkohlung von Torf eingeweiht. Der Transport vom Moor zur Fabrik wurde mit einer Decauville-Bahn durchgeführt. Während des Torfkongresses in Laon beförderte die Decauville-Bahn die Kongressteilnehmer von Liesse-Notre-Dame in das Moor von La Souche. 1943 gab es drei mit Alkohol betriebene Feldbahntraktoren, die Ähnlichkeiten mit denen von Petolat und Weitz haben.

### Ausgrabungen von Herculaneum in Italien
Bei der Ausgrabung von Herculaneum wurden größtenteils die bereits zuvor durch den Archäologen Vittorio Spinazzola in Pompeji entwickelten Ausgrabungsmethoden eingesetzt. Der Archäologe Amedeo Maiuri setzte um 1927–1929 die auf den Fotos gezeigten Decauville-Kipploren ein. Im Vordergrund des linken Fotos erhebt sich rechts von den Gleisen ein Hügel aus amorphem, verdichtetem Tuffstein. Er wird von vier Ausgräbern mit Spitzhacken abgebaut. Auf der Spitze des Hügels steht ein weiterer Ausgräber, der einen Pressluftbohrer benutzt. Etwas weiter rechts sehen wir die ersten Umrisse eines Gebäudes, das aus dem aufgebrochenen Tuffstein herausragt. Man sieht die Stützstreben, die bei der Ausgrabung im Tuffstein zurückgelassen wurden. In der Ferne, jenseits der hier gezeigten Ausgrabungsarbeiten, stehen römische Häuser, die bereits ausgegraben und restauriert worden sind. In der Ferne sind die Ränder der Ausgrabungsgrube zu erkennen. Es gab während der Belle Epoque ein regelrechtes Feldbahn-Gleisnetz für die mit Aushub gefüllten Kipploren, mit denen der Aushub von Pompeji in Richtung der Gemarkung Schito in Torre Annunziata oder von Herculaneum in Richtung Portici gebracht wurde und auf weitläufigen Halden im Meer entsorgt wurde.

### Compañía Cementera Asland−Córdoba
Die Zementfabrik der Compañía Cementera Asland−Córdoba wurde 1931 bei Córdoba in Spanien in Betrieb genommen. In den ersten Jahren wurde das Gestein mit Eselgespannen und Lastwagen transportiert, aber ab 1934 wurde der Transport von Valdeazores zur Fabrik mit einer Decauville-Bahn und einer 1.800 Meter langen Seilbahn durchgeführt. Deren riesiger Turm liegt an der Straße nach Almadén und überragt das Tal des Pedroches-Baches. Er war für lange ein markantes Symbol dieser Zementfabrik. Über die Steinbrüche, die die Fabrik belieferten, berichtet El Libro del Cincuentenario, dass die Fabrik ihr erstes Rohmaterial aus zwei Steinbrüchen bezog: La Cantera de Valdeazores (Kalkstein aus dem Miozän) und Casita Blanca (Kalkmergel aus dem Silur). Auf der Feldbahn wurde unter anderem die noch erhaltene Deutz-Lok Nr. 4121/1921 eingesetzt.

### Kohlebergbau in Sakoa, Madagaskar

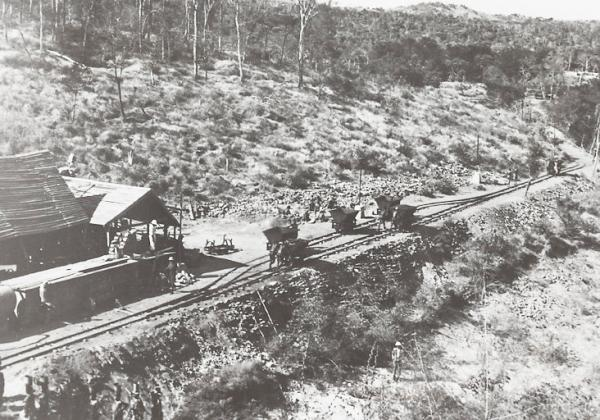
Kohlebergbau in Sakoa, Madagaskar, 1930er Jahre

In Sakoa ⊙ im Südwesten Madagaskars führte in den 1930er Jahren die Decauville-Bahn eines Braunkohle-Tagebau-Bergwerks durch den trockenen Stachelwald, um Kohle der Sakoa-Lagerstätte, das für die hohe Qualität seiner Kohle bekannt wurde, abzubauen. Es gab dort mehrere Lizenznehmer. Die überwiegende Mehrheit der Lizenzen mit kommerziellem Wert wird heutzutage von Madagascar Consolidated Mining, einer Tochtergesellschaft von Red Island Minerals, gehalten, die von Sam Malin gegründet wurde, der die Ressourcen des Feldes bewertete und entwickelte. Pan African Mining verfügt ebenfalls über eine beträchtliche Anzahl von Lizenzen an der Peripherie der Lagerstätte. Weitere Kohlelagerstätten, die an die Region Sakoa angrenzen, sind die Lagerstätten Ianapera, Imaloto, Sakamena und Vohibory.

### Piereisenbahn bei Jidda, Saudi-Arabien
Bereits vor dem Zweiten Weltkrieg errichtete das Saudi Arabian Mining Syndicate eine 2,4 km nördlich von Jidda in Saudi-Arabien eine 1.372 m lange Pier zu einem durch ein Korallenriff geschützten Ankerplatz. Sie verband diesen über eine Decauville-Piereisenbahn, zwei Kräne (5 und 15 t), eine LKW-Fahrspur sowie eine Pipeline mit dem am Ufer gelegenen Einrichtungen des Syndikats.

### Orangenhain in Tel Aviv, Palästina
Durch den Orangenhain von Itzhak Machnis in Tel Aviv verlief um 1940 eine 320 m lange Decauville-Bahn, die verschiedene Teile der Plantage mit dem Verpackungsgebäude verband. Es gab dort etwa 200 Grapefruit-Bäume und 2200 Shamouti-Orangenbäume, die zum Teil auf Wurzeln von Zitronenbäumen und zum Teil auf Pomeranzenbäumen aufgepfropft waren.

### Standseilbahn am alten Stauwehr bei Asnières-sur-Oise, Frankreich
Auf der Île de Boran-sur-Oise genannten Insel des Flusses Oise gibt es zwischen den beiden Stauwehren bei Boran-sur-Oise und Asnières-sur-Oise eine 175 m lange Decauville-Standseilbahn, um Material vom tieferliegenden Kanal zum höherliegenden Fluss zu transportieren. Die Strecke war stellenweise zweigleisig, so dass die bergabfahrende Lore eine andere Lore über ein Drahtseil bergauf ziehen konnte. Die Strecke wurde beim Bau und der Wartung des Stauwehrs im alten Flussarm genutzt, bevor ein Feldweg dorthin verlegt wurde. Als 2009 bis 2011 das neue Stauwehr von Asnières, das dem Schutz vor Überschwemmungen dient, gebaut wurde, blieb die historische Feldbahn weitgehend erhalten.

### La Guardia, Santa Fe, Argentinien
In La Guardia bei Santa Fe (Argentinien) in Argentinien gab es bei der Keramikfabrik von Florencio und Federico Alassio eine 150 Meter lange Decauville-Bahn, mit der an beiden Ufern des Baches Santa Fe gewonnener Ton mit Hilfe von Kipploren zu einem Tonhaufen zu transportiert wurde, wo er bis zur Verarbeitung gelagert wurde. Insgesamt befanden sich vier, in die gleiche Himmelsrichtung ausgerichtete Fabriken in der Nähe des Tonlagers und der Haltestelle der Decauvillebahn.

### Archäologische Ausgrabung in Deir el-Medina, Ägypten
In Deir el-Medina, den Ruinen der Arbeitersiedlung des antiken Theben in Ägypten, betrieb das Institut français d’archéologie orientale mindestens von 1924 bis 1935 eine handbetriebene Decauvillebahn. Bernard Bruyère (1979–1950) veranlasste, dass Decauvillegleise auf vorgegebenen Routen durch das Ausgrabungsgelände verlegt wurden, damit der Bodenaushub nicht ständig von einem Ort auf der Ausgrabung zu einem anderen bewegt wurde, sondern das Ausgrabungsgelände systematisch geräumt werden konnte. Um das Gelände zu stabilisieren und Trassen für die Decauvillebahn zu schaffen, terrassierte Bruyère den westlichen Hügel, was noch heute sichtbar ist. Die ägyptischen Arbeiter, die für die Ausgrabung angeheuert wurden, setzten bereits 1924 Kipploren bei der Ausgrabung der Nord-Nekropole ein. Die Ruinen der Wohnsiedlung von Deir el-Medina wurde 1935 von einer großen Gruppe von ägyptischen Arbeitern mit Hilfe der Kipploren freigelegt. Die große Zahl von Arbeitskräften in Verbindung mit einer starken Arbeitsteilung und dem effektiven Abtransport des Aushubs bildete die Grundlage für die archäologisch-wissenschaftliche Untersuchung und Dokumentation der Grabung.

Der tschechische Ägyptologieprofessor Jaroslav Černý (1898–1970) berichtete 1932, dass die beiden Decauville-Bahnstrecken nach denen der Metro von Paris benannt waren: Die Nord-Sud verlief rechtwinklig zu einer West-Ost-Strecke. Der Schutt wurde damit aus dem Tal an einem großen Hügel transportiert, der zuvor sorgfältig untersucht worden war, um sicherzustellen, dass sich keine Antiquitäten unter der Oberfläche befanden. Der Schuttberg wurde französisch Cavalier de déblais und arabisch Magleb genannt. In der Regel wurden die Wagen paarweise eingesetzt: zwei wurden befüllt und zwei weitere gleichzeitig von den Arbeitern entleert, die den Aushub auf dem Schuttberg verteilten.

### Sägewerk aus Anspach im Hessenpark
Das Sägewerk aus Anspach stand ursprünglich in Anspach und wurde 1982–1983 in den Hessenpark bei Neu-Anspach transloziert. Es verfügt über eine Feldbahn mit Gleismaterial und Loren verschiedener Hersteller. Mit ihr werden bei Vorführungen sowohl das Langholz als auch das Schnittholz im Handbetrieb befördert. Neben dem wiederaufgebauten historischen Gebäude wird ein Stapel tragbarer Gleisjoche aus Vignolschienen auf Metallschwellen gelagert, mit dem sich die Bahn falls erforderlich vorübergehend verlängern lässt.

### Diamantenabbau in Angola
Ende der 1920er Jahre führte die Companhia de Diamantes de Angola (Diamang) für den Diamantenabbau in Angola handbetriebene Decauville-Loren (portugiesisch Vagonetas) ein, die gegenüber Schubkarren den großen Vorteil hatten, dass sie auch bei Starkregen betrieben werden konnten. Aufgrund von kolonialpolitischen Verträgen wurden die von den Franzosen gelieferten Gleisjoche aus deutschem Stahl hergestellt. Während der portugiesischen Kolonialzeit implementierten das Bergbauunternehmen und die Kolonialverwaltung eine Reihe von sich ergänzenden Initiativen, um die afrikanischen Zwangsarbeiter zumindest insoweit ernähren zu können, dass durch deren Handarbeit nur minimale Investitionen für Bergbauausrüstung und -technologie erforderlich waren.

### Brauerei in Issy-les-Moulineaux, Frankreich
Die unterirdischen Kreidegruben bei Meudon werden industriell mit einem Netzwerk von mehr als 8 km Galerien auf vier Ebenen erschlossen. Unter Tage wurden die Schmalspur-Kipploren anfangs von Pferden und später von Diesellokomotiven gezogen, woher die heute noch sichtbaren schwarzen Rußablagerungen an den Wänden einiger Galerien stammen. Um 1900 wurden aufgrund fehlender Ackerflächen auch landwirtschaftliche Betriebe unterirdisch angelegt, zum Beispiel zur Champignonzucht. In Issy-les-Moulineaux gab es unter Tage zwei Kreidebergwerke Bilbille et Fayard (1826–1930) und Demarne (1840–1930). Deren Kavernen wurden von der Brasserie de Moulineaux als Bierkeller genutzt. Die aus der Zeit des Bergbaus vorhandenen Decauville-Gleise wurden zum Biertransport genutzt. Die Bergwerke in der Rue du Docteur Arnaudet wurden 1986 im Inventar der Wissenschaftlichen und Künstlerischen Stätten als schützenswert gelistet.

### Ausgrabungen von Ugarit, Syrien
Bei den Ausgrabungen des Tells von Ugarit am Kap von Ras Shamra bei Latakia in Syrien haben syrische Ausgräber im Auftrag von französischen Archäologen mithilfe einer Decauvillebahn große Erdbewegungen durchgeführt. Mit Schubkarren und der Decauvillebahn wurde der Aushub am Rand des Grabungsgeländes abgeschüttet. Vor 1935 wurde Decauvillebahn nach Westen verlegt, um die Baustelle G zu bedienen. Dadurch konnte der Bahndamm östlich von Tempel I (bekannt als Ba’al) zu entfernen und die mächtige Umfassungsmauer dieses Heiligtums vollständig freizulegen.

### Bau des Murenschutzkanals bei Pontamafrey, Frankreich
Bei Pontamafrey in der französischen Region Auvergne-Rhône-Alpes wurde 1936–1938 eine über Dahtseilwinden bewegte Decauvillebahn beim Bau des Murenschutzkanals Torrent de Pontamafrey eingesetzt. Dort kam es insbesondere am 2. Juli 1924 und im Frühsommer 1965 zu schweren Murgängen, nachdem wasserübersättigtes Gesteinsmaterial ins Rutschen geraten war.

### LagerCrique Anguillein Französisch-Guayana
Die etwa 3,75 km lange Decauvillebahn zum Lager Crique Anguille ⊙ bei Montsinéry-Tonnegrande in Französisch-Guayana führte vom Fluss Tonnegrande zu einem Gefängnis für 330 Annamiten (Bagne des Annamites), die beschuldigt wurden, sich der französischen Besetzung ihres Heimatlandes, des heutigen Vietnam, widersetzt zu haben. Das Lager wurde im Juni 1930 gleichzeitig mit den Lagern La Forestière und Saut du Tigre errichtet und war dem Gouverneur von Französisch-Guayana direkt unterstellt. Ursprünglich bestand es aus sieben Holzbaracken, dem Haus des Lagerchefs, Verliesen und einem Refektorium, die alle von den ersten Häftlingen gebaut wurden. Als Zwangsarbeiter errichteten sie unter anderem befestigte Wege in dem bis dahin unerschlossenen tropischen Regenwald, bis das Lager 1945 endgültig geschlossen wurde. Einige Schienen und Wagen der damaligen Zeit können an einem schlecht instand gehaltenen Waldlehrpfad besichtigt werden.

### Bananenplantage, Companhia Agricola Bom Retiro, Brasilien

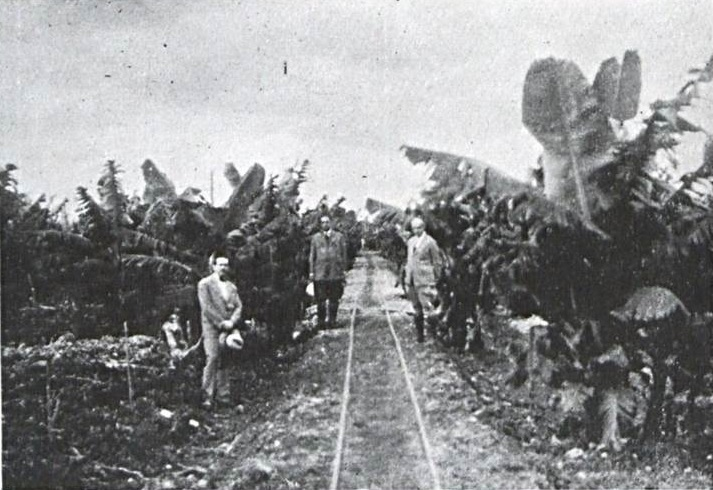
Companhia Agricola Bom Retiro, 1931

Die Companhia Agricola Bom Retiro verfügte über eine 4 km lange Decauville-Strecke mit 600 mm Spurweite, die von Decauville de Omet geliefert worden war und über 10 Wagen für je 100 Bananen-Büschel verfügte.
Das Unternehmen wurde im Januar 1929 von der Familie Martins Ferreira mit einem Kapital von 200.000 US-Dollar in Anteilen von je 100 US-Dollar gegründet. Es wurde von Dr. Oswaldo Martins Ferreira und Laffaite Martins Ferreira geleitet. Die Plantage lag im 2. Bezirk der Gemeinde von São Gonçalo im Bundesstaat Rio de Janeiro, 1800 m vom Bahnhof Guaxindiba der Estrada de Ferro Leopoldina.

Der technische Leiter der Plantage sprach 1931 mit Vertretern von Ford und Fiat über den Kauf einer Lokomotive mit durch Alkohol angetriebenem Verbrennungsmotor, die eine Zugkraft von vierzig Tonnen haben sollte, um den sparsamen und schnellen Transport der Bananen zu gewährleisten.

### Silberminen von El Ahouli in Marokko
In El Ahouli ⊙, 20 km nordöstlich von Midelt, gibt es seit 1929 eine Werksbahn mit 600 mm Spurweite. Dort betrieb die französische Bergbaugesellschaft Peñarroya in den 1950er und 60er Jahren eines der größten Blei-, Kupfer- und Silberbergwerke in Marokko, das 1975 offiziell außer Betrieb genommen wurde. Es gibt aber noch Dutzende illegaler Bergleute, die dort unter Lebensgefahr nach Erzen und Mineralien suchen, indem sie unter anderem die Stützpfeiler der alten Stollen abbauen. Die Trassen mehrerer Schrägaufzüge sind noch erhalten. Von der Schmalspurbahnstrecke nach Midelt sind noch eine historische Betonbogenbrücke über den Fluss Oued Mouloula und dahinter ein kurzer Tunnel erhalten. Die meisten Stahlschienen wurden inzwischen verschrottet. Bei Midelt sind noch die Brückenwiderlager und Pfeiler zweier Schmalspurbahnbrücken erhalten.

### Straßenbau im Toskanisch-Emilianischen Apennin, Italien
Beim Straßenbau im Toskanisch-Emilianischen Apennin setzte der Bolgneseser Rechtsanwalt und Landbesitzer Giuseppe Michelini (1873–1951) eine Decauvillebahn ein. Er hatte von seinem Vater in der Gegend von Crevalcore große Ländereien geerbt, die er verwaltete. Später versuchte er sich ohne finanziellen Erfolg als Investor und Unternehmer, indem er sich am Bau der Rolo–Mirandola-Bahn beteiligte. Trotz des Scheiterns dieses Unternehmens beteiligte er sich an weiteren Bauarbeiten, zum Beispiel 1928–1932 beim Bau des Suviana-Stausees, der Triebwasserleitung und des Wasserkraftwerks Ligonchio-Ozola, das die elektrifizierte Bahnstrecke Bologna–Florenz mit Strom versorgt. Er begeisterte sich für moderne Maschinen und dokumentierte deren Einsatz auf einem Teil seiner 2540 Fotos, die im Museum der Stadt Bologna archiviert werden.

### Etsch-Tal, Italien
Im Februar 1933 erhöhte und verstärkte die Firma Biscaro Pietro aus Mestre mithilfe einer von Pferden gezogenen Decauville-Bahn und mit Pferdefuhrwerken die Deiche am linken Etsch-Ufer bei Anguillara Veneta und bei Drizzagno Girardini. Dafür wurden große Mengen von Steinen aus den Steinbrüchen in der Aue von Fiumicello bei L’Albera und Erde aus dem flussaufwärts gelegenem Schwemmland herantransportiert.

### Archäologische Ausgrabung des Tells von Lachisch in Israel
Bei der archäologischen Ausgrabung des Tells von Lachisch in Israel wurde 1933–1938 eine von Hudsons in Leeds gelieferte, handbetriebene Feldbahn mit belgischen oder französischen Decauville-Schienen eingesetzt. Es gab insgesamt 29 Kipploren, 6 Flachwagen zum Transport von Steinen und etwa 1,5 km fliegendes Gleis mit 9 Weichen und einer Drehscheibe. Als besonders vorteilhaft erwies sich dabei eine improvisierte, zweigleisige Standseilbahn, bei der die mit schweren Steinen beladenen Loren die leeren Loren bergauf zogen. Die Kippachse der Kipploren war zum Teil um 90° gegen die Fahrtrichtung gedreht, damit der Abraum am Gleisende nach vorne ausgekippt werden konnte.

### Ausgrabungen von Gizeh
Gaston Maspero konnte zu einem sehr günstigen Preis Feldbahnloren und etwa 800 Meter Schienen im Landkreis el-Daïra el-Santa erwerben, die er für archäologische Ausgrabungen in Ägypten einsetzte. Anstatt diese nach Luxor zu transportieren, wie er ursprünglich geplant hatte, brachte er sie in den letzten Dezembertagen 1885 nach Gizeh, wo daraufhin in der zweiten Januarwoche 1886 die erste Grabung durchgeführt wurde, die in einer Entfernung von etwa 60 Metern von der Brust der Sphinx begann. Bei den Ausgrabungen stellte sich heraus, dass die Wagen und das Schienensystem der anfänglich eingesetzten Feldbahn unzureichend waren. Gaston Maspero kaufte daher Mitte Mai 1886 mehrere Decauville-Kipploren, die größer und stabiler waren als die, die er zuvor verwendet hatte, und er bedauerte zutiefst, dass er diese Kipploren nicht von Anfang an eingesetzt hatte. Ihr Kauf war der letzte Akt seiner ersten Amtszeit, und er war der Meinung, dass er viele der Ausgrabungen, die er hatte ablehnen müssen, hätte durchführen können, wenn er sie früher besessen hätte. Selim Hassan von der Universität Kairo nutzte ab dem 4. Oktober 1936 eine Decauville-Bahn, um den Sphinxtempel von Gizeh auszugraben. für das ehrgeizige Projekt mussten zunächst die von Émile Baraize errichteten Stützmauern abgerissen werden, die noch nicht einmal ein Jahrzehnt alt waren.

### Pionier-Depot in Liphook, Großbritannien
Von 1943 bis 1968 wurde im No. 2 Engineer Stores Depot der Royal Engineers im britischen Liphook eine Decauvillebahn betrieben, um den Transport von den Anschlussgleisen der Normalspurbahn zu den Lagerflächen und von dort zu den Werkstätten zu erleichtern.
Nachdem dort elf Ruston-Bucyrus-Kräne in Betrieb genommen worden waren, wurde festgestellt, dass das Handling immer noch zu zeitaufwendig war. Daher wurden Gabelstapler beantragt, die in Amerika entwickelt worden waren. Das Depot war das erste Depot in Großbritannien, das sie einsetzte. Für Lasten bis zu sechs Tonnen erwiesen sich diese auf befestigtem Grund im Vergleich zu der Kran- und Decauville-Kombination als vorteilhaft. Im Depot von Liphook hat ein 7,25 t schwerer Ross-Gabelstapler mit einer bei der Schulung achtzehnjährigen Bedienerin in drei Jahren über 30.000 Tonnen bewegt und über 8.000 Kilometer zurückgelegt. Dabei wurde für den Gabelstapler nur ein Assistent eingesetzt, während eine Kranteam neben dem Kranführer fünf Mann umfasste.

### Trümmerbahnen in Leipzig
Bei den Trümmerbahnen in Leipzig wurden 1945–1955 Kipploren und tragbare Gleisjoche mit Stahlschwellen französischer Bauart eingesetzt, während bei den meisten anderen Trümmerbahnen vor allem auf Holzschwellen verlegte Vignolschienen aus deutschen Stahlwerken üblich waren. Weichen waren in der Nachkriegszeit Mangelware. Stattdessen wurden Kletterweichen genutzt.

### Bauxit-Export in Griechenland

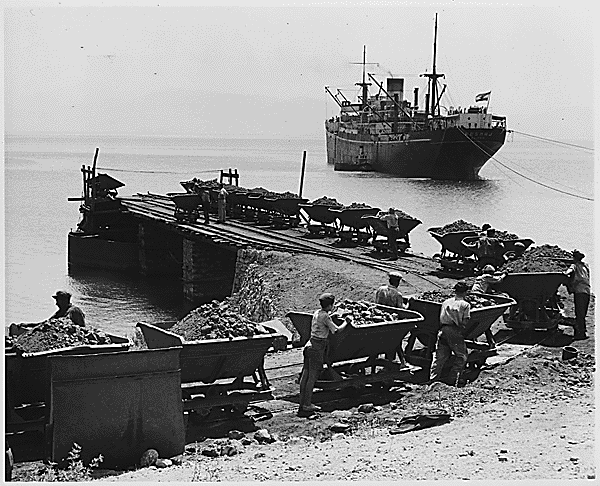
Bauxit-Export in Griechenland, wohl um 1948–1955

In Griechenland gibt es große Bauxitlagerstätten im Helikon und im Parnass. Die größten Bauxitbergwerke wurden von Delphi Bauxites und Greek Distomon Bauxites betrieben, bis diese 1975 in einem Merger zu Delphi-Distomon vereint wurden.
Das Bauxit wurde in der Nachkriegszeit des Zweiten Weltkriegs mit einer handbetriebenen Decauvillebahn zum Schiffsanleger gebracht und von dort zum Export verschifft, bis 1960 die Aluminium de Grece gegründet wurde. Deren Fabrik liegt bei Medeon südlich von Distomo in Böotien an der Nordküste des Golfes von Korinth. Sie wurde am 11. Februar 1966 in Betrieb genommen. Sie war zu dieser Zeit die modernste Aluminiumfabrik Europas. Die jährliche Produktionskapazität der Fabrik betrug 200.000 t Aluminiumoxid und 72.000 t Aluminium. Griechenland rückte damit auf Rang 6 der europäischen Aluminiumhersteller auf.

### Clipperton Island
Auf Befehl von Captain Ramón Arnaud verlegten Soldaten von Acapulco mitgebrachte Decauville-Gleise auf Clipperton Island. Zusammen mit Gustav Schultz und seinen Arbeitern verlegten sie die Schienen, auf denen weicher Guano von den Hügeln im Norden zu einem Lagerhaus an der Pier am Ostufer der Insel, wo er neben dem Dock getrocknet und verarbeitet wurde.

### Guanotransport auf den Îles Éparses
Auf der Insel Juan de Nova der Îles Éparses, 175 Kilometer von Madagaskar und 280 Kilometer von Mosambik entfernt, hat Hector Patureau mit seychellischen und mauritischen Arbeitern Guano abgebaut und mit einer Decauville-Bahn zum Ponton des Schiffsanlegers gebracht. 1952 erhielt Hector Patureau von der französischen Regierung die Konzession zur Gewinnung von Guano in Juan de Nova, der als Düngemittel vermarktet wurde. Die Ausbeutung war erfolgreich und beschäftigte mehrere Mitarbeiter. Als die Phosphatpreise zusammenbrachen, schloss das Werk Ende der 1960er Jahre. Die letzten Arbeiter verließen die Insel 1975. Heute sind nur noch Ruinen des kurz genutzten Bergbaubetriebes erhalten und diese werden langsam von der Vegetation überwuchert. Es gibt noch Streckenabschnitte, die zum Transport der mit Phosphat gefüllten Decauville-Loren verwendet wurden. Der alte Ponton, der früher in die Lagune führte, ist teilweise eingestürzt. Dort wurde der Guano auf Schiffe verladen, bevor er nach Europa transportiert wurde.

### Bauxit-Bergbau in Le Thoronet, Frankreich
Im Untertage-Bergwerk von Le Thoronet im französischen Département Var in der Region Provence-Alpes-Côte d’Azur wurde bis 1993 für mehr als 200 Jahre Bauxit abgebaut. Bis in die 1930er Jahre zogen Esel und Maultiere die beladenen Züge von den Bergwerken zum Bahnhof. Später wurden Diesellokomotiven eingesetzt. Im nahegelegenen Musée des Gueules Rouges in Tourves wurde 2008 von pensionierten Bergleuten ein Bergwerk in einer mehr als 900 m² großen unterirdischen Galerie rekonstruiert, in der eine der Lokomotiven ausgestellt ist.

### Waldbahn in Gabun

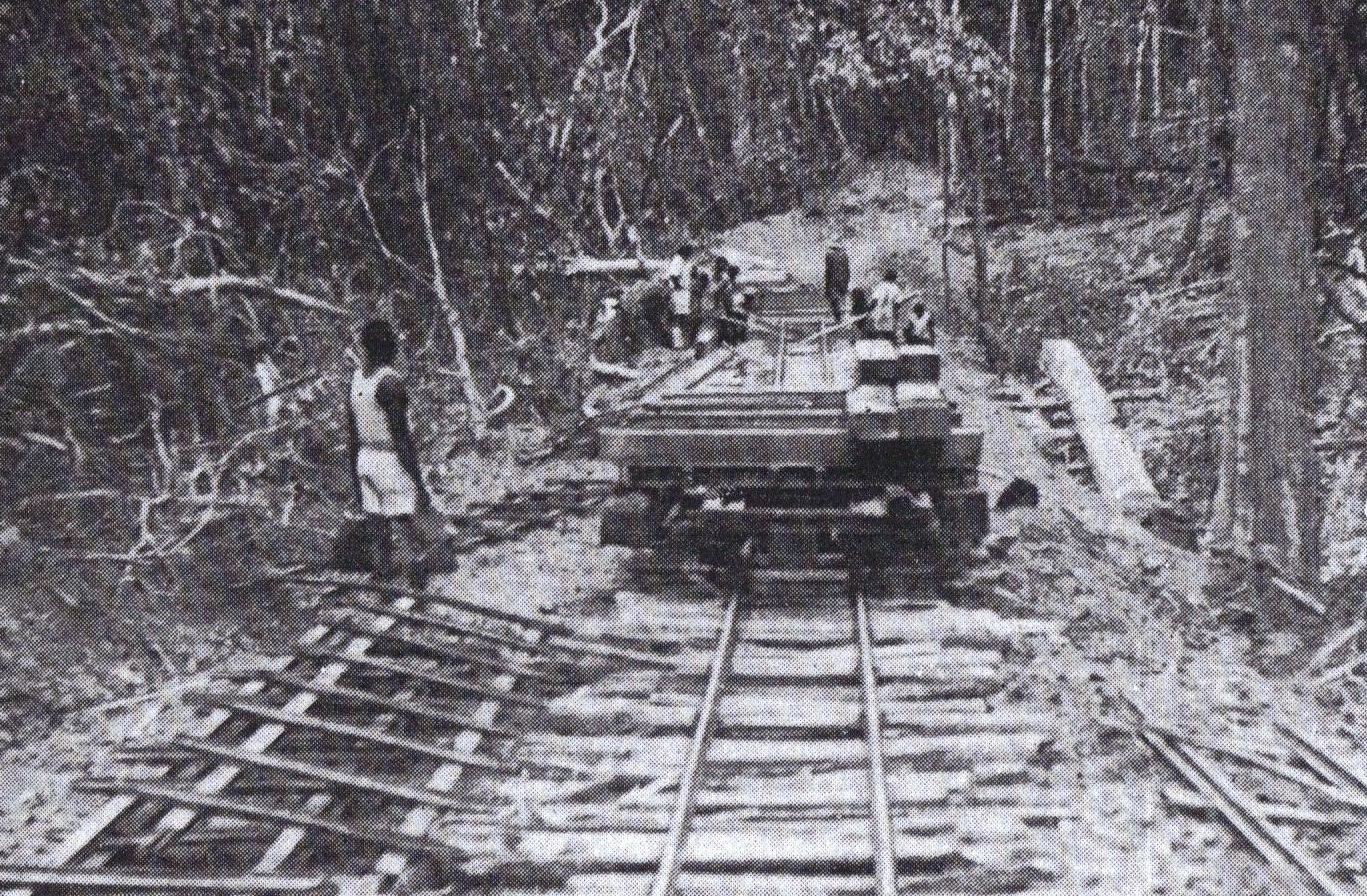
Waldbahn der Société du Haut-Ogooué am Ogooué-Fluss in Gabun um 1955

Médard Béraud (* 13. Oktober 1837 in Marseille) und Paul Béraud (* 5. September 1841 in Marseille) gründeten am 14. Dezember 1894 die Société Commerciale, Industrielle und Agricole du Haut-Ogooue (SHO). Diese betrieb um 1955 am Oberlauf des Ogooué-Flusses in Gabun eine 14 km lange Decauville-Waldbahn mit 7 Weichen zum Transport von Langholz zum Sägewerk. Es gab 12 gekuppelte Paare von Langholztransportloren der Bauart Brigade, einen Güterwagen und 2 Renault-Lokomotiven mit jeweils 10 PS. Außerdem verfügte die Gesellschaft über eine Planierraupe mit 60 PS, eine Pinasse mit 3 PS und eine Werkstatt für erforderliche Reparaturen. Dadurch konnte die Anzahl der einheimischen Arbeiter, die das Holz zuvor nach der Mirombo-Methode mit Brechstangen rückten, deutlich reduziert werden. Die Bahn wurde auch zum Personentransport der Arbeiter eingesetzt, da deren Camp 4 km entfernt von ihrem Arbeitsplatz in der Abanga-Werft lag. 1963 wurde das Unternehmen nach einer Reihe von strukturellen Veränderungen von dem multinationalen Unternehmen Optorg übernommen.

### Funkstation auf Terre Adélie
Im Vorfeld des Internationalen Geophysikalischen Jahres vom 1. Juli 1957 bis zum 31. Dezember 1958 errichteten Paul-Emile Victor, Leutnant Robert Guillard und 12 Mitarbeiter im Dezember 1956 auf Terre Adélie eine 100 Meter lange Decauville-Bahn bei der bereits bestehenden Basisstation am Pointe-Géologie, die 1953 aufgegeben worden war, sowie Metallgebäude für den Betrieb einer Funkstation für die ionosphärische Forschung, deren Inbetriebnahme für den 1. Juli 1957, den Beginn des Internationalen Geophysikalischen Jahres, geplant war.

### Archäologische Ausgrabungen in Sabratha und Leptis Magna, Libyen

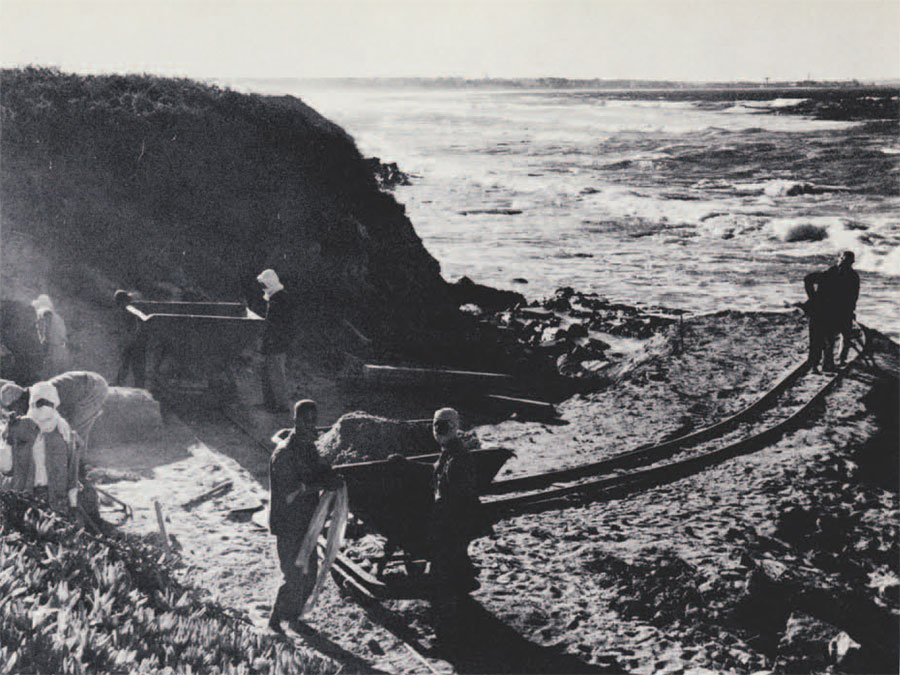
Archäologische Ausgrabungen in Leptis Magna bei al-Chums in Libyen (1960)

Der Wiederaufbau des römischen Theaters von Sabratha, der von Giacomo Guidi (1934–1936) konzipiert und geplant und nach seinem frühen Tod von Giacomo Caputo (1936–1937) mithilfe einer Decauville-Bahn vollendet wurde, ist einer der meist diskutierten der italienischen Restaurierungsarbeiten in Libyen. Später führten Brandon Barringer und Richard Goodchild mithilfe einer Decauville-Bahn ab 30. März 1960 archäologische Ausgrabungen in dem nach letzterem benannten Goodhill Trench im 200 km weiter westlich gelegenen Leptis Magna durch. Früher galten die Decauville-Bahnen als großer archäologischer Luxus, haben sich aber in Leptis Magna sehr bewährt. Bei Beginn der Grabung wurde am Morgen des ersten Grabungstags alle fünf Minuten eine Kipplore befüllt und im Meer abgeladen, aber das Tempo verlangsamte sich allmählich auf eine alle zehn Minuten und dann alle fünfzehn Minuten, als die Begeisterung nachließ und der ins Meer hinausführende Damm immer länger wurde. Einige Mauerreste, die unter dem Bahndamm der Decauville-Bahn lagen, wurden von Giacomo Caputos Nachfolgern lange Zeit nicht ausgegraben.

### Bau von U-Boot-Stützpunkten an der französischen Atlantikküste

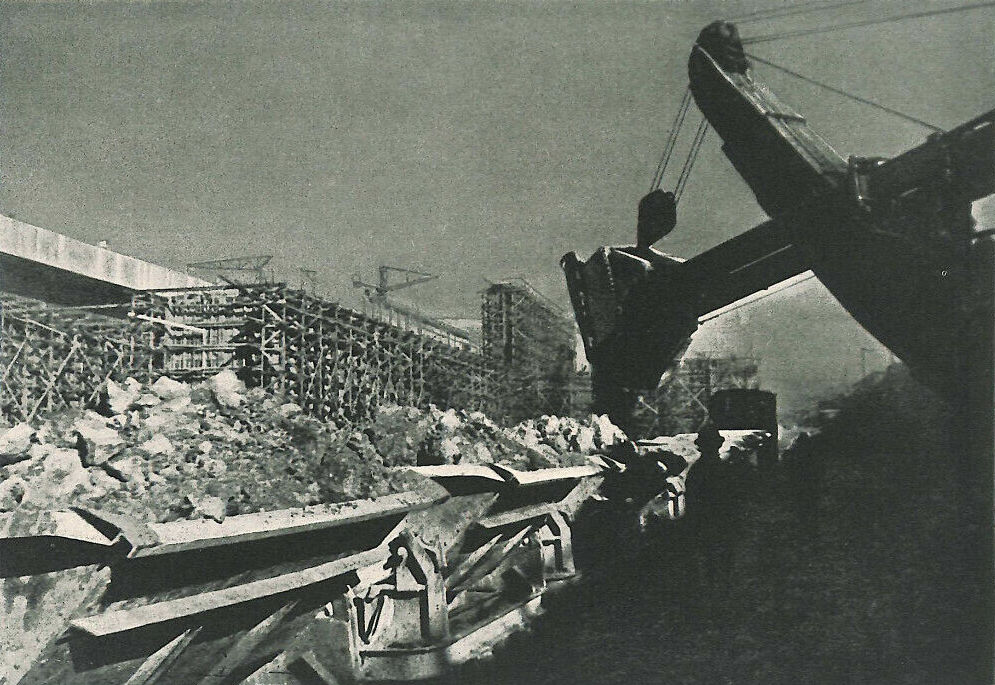
Baustellenbahn beim Bunkerbau

Die Organisation Todt verwendete um 1943 Decauville-Bahnen zum Bau von U-Boot-Stützpunkten an der französischen Atlantikküste. In dem Maß, wie sich diese Flotte vervielfachte, musste auch die Zahl der U-Boot-Stützpunkte und -Bunker erhöht werden. Der Bau dieser Bunker und die Erdarbeiten für ihre Hafenbecken erforderten die vorübergehende Einrichtung von Baustellen am Ufer, wo das Wasser mehrere Meter tief war. Das Gelände dieser Baustellen wurde mit Metallspundwänden abgegrenzt, die mit einer Ramme in den Meeresboden gerammt wurden. Das Wasser wurde dann für die Dauer der Bauarbeiten mit leistungsstarken Motorpumpen abgepumpt. Das Gestein wurde mit Dynamit oder pneumatischen Bohrern zerkleinert. Dampfbagger spülten den Schlamm oder Sand ab. Eine erste Räumung erfolgte mit Lastwagen, bis eine Decauville-Bahn auf dem geebneten Boden verlegt werden konnte. Nach der Beseitigung des Schutts wurde der Boden zementiert und die für das Lagern, die Wartung und die Reparatur der U-Boote erforderlichen Gestelle, Docks und Becken wurden gebaut.

### Garten des Bahnhofs von Villeneuve-la-Comtesse in Frankreich
Der Bahnhof von Villeneuve-la-Comtesse ⊙ liegt an der Normalspur-Bahnstrecke Chartres–Bordeaux. Von ihm sind noch das historische Empfangsgebäude und Reste anderer Gebäude einschließlich der Fundamente des alten Wasserturms erhalten. In den 1950er Jahren verlegte der Bahnhofsvorsteher dort ein 60 Meter langes Decauville-Gleisnetz, das heute(2016) noch erhalten ist. Auf ihm stehen zwei historische Lokomotiven sowie mehrere Schmalspurloren.

## Werkbahnen, Dampf- und Pferdebahnen
Die wichtigsten von Decauville und seinen Handelsvertretern oder Lizenznehmern gelieferten Werkbahnen, Dampf- und Pferdebahnen sind in folgender Tabelle aufgelistet:
| Jahr    | Bahn                                                               | Staat               |
| ------- | ------------------------------------------------------------------ | ------------------- |
| 1879    | Straßenbahn Cap-Ferret                                             | Frankreich          |
| Um 1880 | Erste Decauville-Bahn in Roumazières-Loubert                       | Frankreich          |
| 1881    | Decauville-Bahn Sousse–Kairouan                                    | Tunesien            |
| 1881    | Decauville-Bahn der Homebush Mill                                  | Australien          |
| 1881    | Decauville-Bahn der Hacienda Humaya                                | Peru                |
| 1882    | Werkbahn der Glacerie de Cirey                                     | Frankreich          |
| 1884    | Decauville-Bahn von Vivi                                           | Kongo               |
| 1884    | Feldbahn von Changa Manga                                          | Britisch-Indien     |
| 1885    | Decauville-Pferdebahn am Naphthaberg                               | Turkmenistan        |
| 1885    | Decauville-Bahn der Maréchaux-Steinbrüche                          | Frankreich          |
| 1885    | Tramway de Deauville de la Côte Fleurie                            | Frankreich          |
| 1886    | Tien-Tsin – Tshing-Yang                                            | China               |
| 1886    | Feldbahn der Domäne von Cobazet                                    | Frankreich          |
| 1886    | Feldbahn von Saint-Élie                                            | Französisch-Guayana |
| Um 1886 | Decauville-Bahn von Tchardjouï zum Fluss Amou-Daria (bei Boukhara) | Usbekistan          |
| 1887    | Decauville-Bahn der Ausstellung in Hanoi (1887)                    | Tonkin (Vietnam)    |
| 1887    | Dampfstraßenbahn von La Baule                                      | Frankreich          |
| 1888    | Tramway de Laon                                                    | Frankreich          |
| 1888    | Decauville-Bahn Massaua–Saati                                      | Eritrea             |
| 1888    | Parkeisenbahn in den kaiserlichen Gärten von Peking                | China               |
| 1888    | Teheran-Abd-al-Azim-Eisenbahn                                      | Iran                |
| 1889    | Decauville-Bahn der Pariser Weltausstellung (1889)                 | Frankreich          |
| 1989    | Ferrocarril Decauville Molino Bancalari                            | Argentinien         |
| 1890    | Tramway de Royan                                                   | Frankreich          |
| 1890    | Decauville-Bahn der Zuckerfabrik von Láchar                        | Spanien             |
| 1890    | Decauville-Bahn von Zipperlen & Cie                                | Italien             |
| 1890    | Feldbahn Les Bormettes                                             | Frankreich          |
| 1891    | Bahnstrecke Helsingborg–Råå–Ramlösa                                | Schweden            |
| Um 1891 | Feldbahn der Zuckerfabriken Luz María und Chobo                    | Ecuador             |
| 1892    | Tramway de Chambery                                                | Frankreich          |
| 1892    | Decauville-Bahn in Delphi                                          | Griechenland        |
| 1892    | Tramway d’Aigues Vives – Bourg-Gare PLM                            | Frankreich          |
| 1892    | Chemins de fer du Calvados                                         | Frankreich          |
| 1892    | Tramway de Pithiviers à Toury                                      | Frankreich          |
| Um 1893 | Feldbahn der Sandgruben von Darvault                               | Frankreich          |
| 1894    | Artikutza-Bahn (Spurweite: 500 mm)                                 | Spanien             |
| 1895    | Tramways du Tarn                                                   | Frankreich          |
| Um 1895 | Decauville-Bahn der Phosphatminen von Tébessa                      | Algerien            |
| 1896    | Decauville-Bahn von Suberbieville                                  | Madagaskar          |
| 1896    | Tramway de Rothéneuf                                               | Frankreich          |
| 1896    | Zubringerbahnen der Ferrocarril Puerto – Los Talas                 | Argentinien         |
| 1896    | Parc agricole d’Achères                                            | Frankreich          |
| 1897    | Decauville-Bahn Saint-Laurent-du-Maroni                            | Französisch-Guayana |
| Um 1897 | Werkbahn der Fábrica de Pólvora de Vale de Milhaços                | Portugal            |
| 1899    | Tramway de Quend a la Plage                                        | Frankreich          |
| 1899    | Decauville-Bahn in Guatemala-Stadt                                 | Guatemala           |
| Um 1899 | Feldbahn von Guadalajara, Jalisco                                  | Mexiko              |
| Um 1899 | Mona Island Tramway                                                | Puerto Rico         |
| Um 1899 | Feldbahn der Bergwerke von Noyant-d’Allier                         | Frankreich          |
| 1900    | Decauville-Bahn Diego Suarez – Camp d’Ambre                        | Madagaskar          |
| 1900    | Feldbahnen von Vernet-les-Bains                                    | Frankreich          |
| 1901    | Tramway de Monchaux-Fort Mahon                                     | Frankreich          |
| 1901    | Trâmuei in Beira                                                   | Mosambik            |
| 1901    | Decauville-Bahn der Zuckerfabrik San Isidro                        | Spanien             |
| 1902    | Decauville-Bahn im Sonienwald                                      | Belgien             |
| 1902    | Decauville-Bahn im Vallée d’Orle                                   | Frankreich          |
| Um 1902 | Decauville-Bahn Conakry                                            | Guinea              |
| Um 1902 | Feldbahn der Établissements Julien Lévy in Juvisy-sur-Orge         | Frankreich          |
| 1904    | Decauville-Bahn Sapucaia – Benjamin Constant                       | Brasilien           |
| Um 1904 | Empresa de Transportes y Iquitos Urbano                            | Peru                |
| 1905    | Decauville-Bahn Vigía Chico–Santa Cruz                             | Mexiko              |
| 1905    | Werkbahn der Firma Mundet                                          | Portugal            |
| Um 1905 | Straßenbahn Rufisque                                               | Senegal             |
| 1906    | Tramway de Rouen–Trianon                                           | Frankreich          |
| 1906    | Feldbahn der Zuckerfabrik von Goussainville                        | Frankreich          |
| 1906    | Decauville-Bahn Poenari – Schitu-Goleşti                           | Rumänien            |
| 1906    | Tramway de Hendaye Ville – Hendaye Plage                           | Frankreich          |
| 1906    | Feldbahn zum Kamp van Zeist(Geniespoor)                            | Niederlande         |
| 1907    | Decauville-Straßenbahn von Bathurst                                | Gambia              |
| Um 1907 | Morro da Mina                                                      | Brasilien           |
| Um 1908 | Josse-Parkettsägemaschine der städtischen Werkstätten von Paris    | Frankreich          |
| Um 1909 | Ferrocarril Colonia Ganadera – Resistencia                         | Argentinien         |
| Um 1909 | Werksbahn der Carrières Watissart                                  | Frankreich          |
| Um 1909 | Feldbahnen bei Thái Nguyên                                         | Vietnam             |
| Um 1910 | Feldbahn der Salinen von Foça                                      | Türkei              |
| 1911    | Decauville-Bahn des Grande-Goutte-Steinbruchs                      | Frankreich          |
| Um 1911 | Feldbahn der Sandgruben von Bourron                                | Frankreich          |
| 1912    | Decauville-Bahn des Bergwerks von Pont-Péan                        | Frankreich          |
| 1913    | Decauville-Bahn der Genter Weltausstellung 1913                    | Belgien             |
| 1913    | Decauville-Bahn von Ouidah                                         | Benin               |
| Um 1913 | Embalse Katiri Decauville-Bahn                                     | Bolivien            |
| 1914    | Decauville-Bahn der Internationalen Ausstellung in Lyon 1914       | Frankreich          |
| 1915    | Feldbahn der Crystal Salt Company in Port Augusta                  | Australien          |
| 1915    | Feldbahn im Forêt de Hesse                                         | Frankreich          |
| 1916    | Karatzova-Decauville-Bahn                                          | Griechenland        |
| 1916    | Decauville-Bahn Narès–Inglis–Topçin–Vatiluk                        | Griechenland        |
| 1916    | Feldbahn beim Bahnhof Le Quesnel                                   | Frankreich          |
| 1916    | Tramway de la Poudrerie de Bergerac                                | Frankreich          |
| 1916    | Decauville-Bahnen von Baghdad                                      | Irak                |
| Um 1916 | Decauville-Bahn der Bergwerke von Laluque                          | Frankreich          |
| 1917    | Kodza-Déré-Decauville                                              | Griechenland        |
| 1918    | Ferrovia Decauville Revine–Vergoman                                | Italien             |
| Um 1918 | Sandsteinbruch Matringhem                                          | Frankreich          |
| 1920    | Waldbahn Haute-Soule                                               | Frankreich          |
| 1920    | Consortium Forestier des Grands Réseaux Français au Gabon          | Gabun               |
| Um 1920 | Schmalspurbahnen bei Corgnac-sur-l’Isle                            | Frankreich          |
| Um 1920 | Lincolnshire Potato Railways                                       | Großbritannien      |
| 1921    | Praya East Reclamation Project                                     | Hongkong            |
| Um 1923 | Société Coloniale des Chaux et Ciments de Portland de Marseille    | Frankreich          |
| Um 1924 | Georges Lachmanns Sägewerk in Abidjan                              | Elfenbeinküste      |
| 1925    | Ferrocarril Elétrico de la Sierra Nevada                           | Spanien             |
| Um 1925 | Comboio da Praia do Barril                                         | Portugal            |
| 1926    | Decauville-Bahn Charlesville–Makumbi                               | Belgisch-Kongo      |
| 1926    | Abomey–Bohicon–Zagnando                                            | Benin               |
| 1927    | Decauville-Bahn Issé–Abbaretz                                      | Frankreich          |
| 1928    | Decauville-Waldbahn Gariglione–Differenze                          | Italien             |
| 1930    | Bahnbetriebswerk Laroche-Migennes                                  | Frankreich          |
| 1931    | Pariser Kolonialausstellung                                        | Frankreich          |
| 1960    | Minicomboio da Caparica                                            | Portugal            |
| 1970    | Chemin de Fer du Val de Passey                                     | Frankreich          |

## Anzahl der installierten Bahnen nach Gebieten

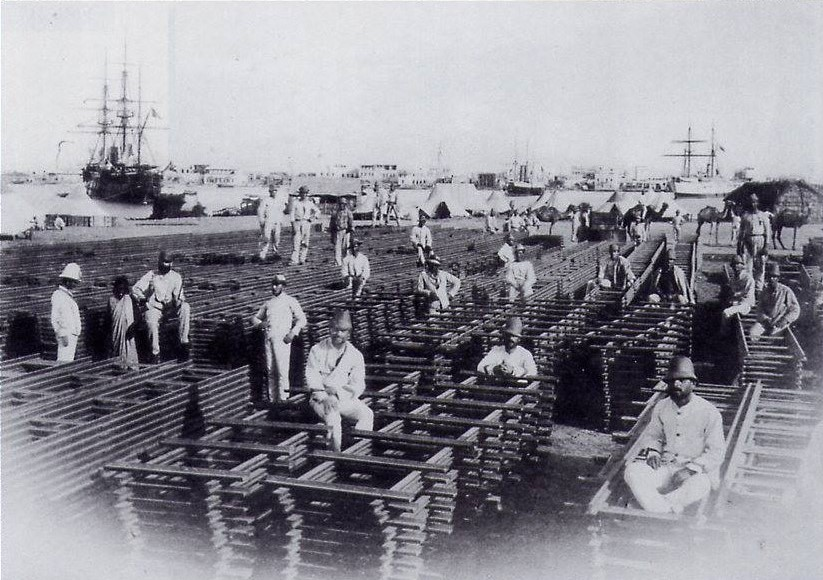
Decauville-Bahn Massaua–Saati (1886)

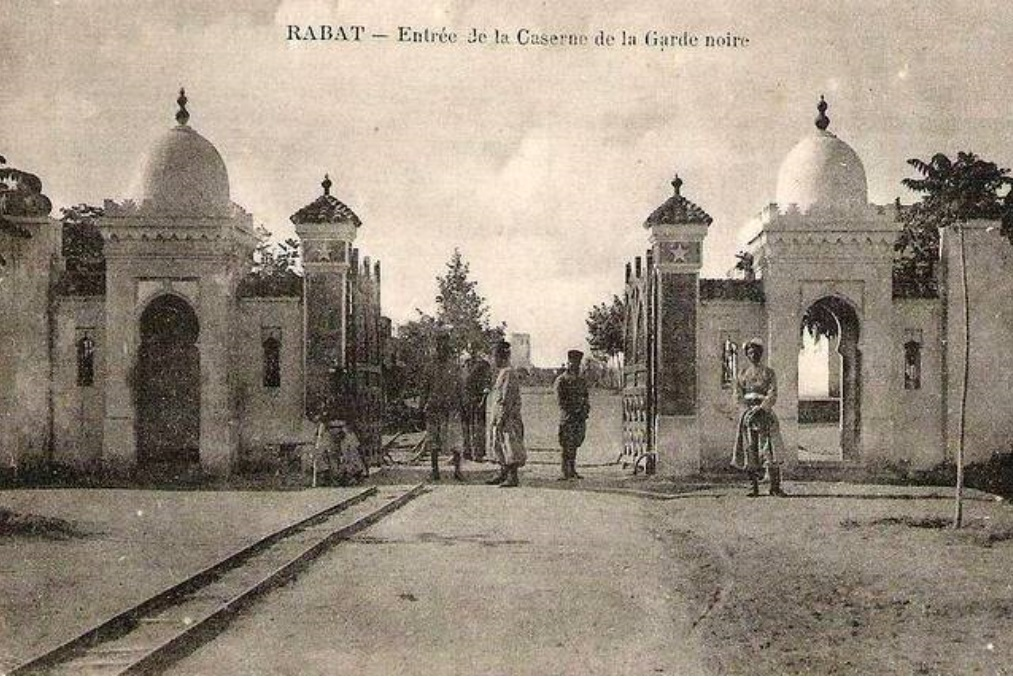
Kaserne der Wache des Sultans, Rabat

| Gebiet | 1878      | 1953         |
| --- | --------- | ------------ |
| Frankreich | 202       | 3939         |
| Italien | 0         | 253          |
| Österreich | 2         | 201          |
| Algerien | 2         | 96           |
| Puerto Rico | 0         | 83           |
| Spanien | 2         | 82           |
| Großbritannien | 8         | 70           |
| Niederländisch-Indien | 0         | 61           |
| Brasilien | 4         | 59           |
| Belgien | 9         | 56           |
| Russland | 3         | 37           |
| Schweiz | 5         | 37           |
| Elsass | 6         | 32           |
| Mexiko | 1         | 27           |
| Britisch-Indien | 0         | 24           |
| Ägypten, Portugal | jeweils 2 | jeweils 21   |
| Argentinien, Australien | 0         | jeweils 20   |
| Niederlande | 1         | 16           |
| Peru | 0         | 12           |
| La Réunion | 1         | 12           |
| Cochinchina | 1         | 11           |
| Deutschland, Kuba, Tunesien | 0         | jeweils 11   |
| Türkei, Guadeloupe, Senegal, Haiti, Japan, Schweden, Kongo, Dänemark, Griechenland, Französisch-Guyana, Rumänien, Siam             | 0         | jeweils 6–10 |
| Mauritius, Martinique | jeweils 2 | jeweils 6    |
| Kolumbien, Chile, Britisch-Guyana, Guatemala, Neukaledonien, China                                                                 | 0         | jeweils 3–5  |
| Monaco | 1         | 3            |
| Costa Rica, Bolivien, Gabun, Philippinen, Mayotte, Sahara, Venezuela, St. Lucia                                                    | 0         | jeweils 2    |
| Südafrika, Griechenland, Seychellen, Jamaika, Norwegen                                                                             | jeweils 1 | jeweils 1–2  |
| Kanada, Ecuador, Ceylon, Französisch-Indien, Trinidad, Obock, Madagaskar, Mosambik, Natal, Nosy Be, Persien, Uruguay, Arabien, USA | 0         | jeweils 1    |
| Summe | 262       | 5100         |